# Indianer

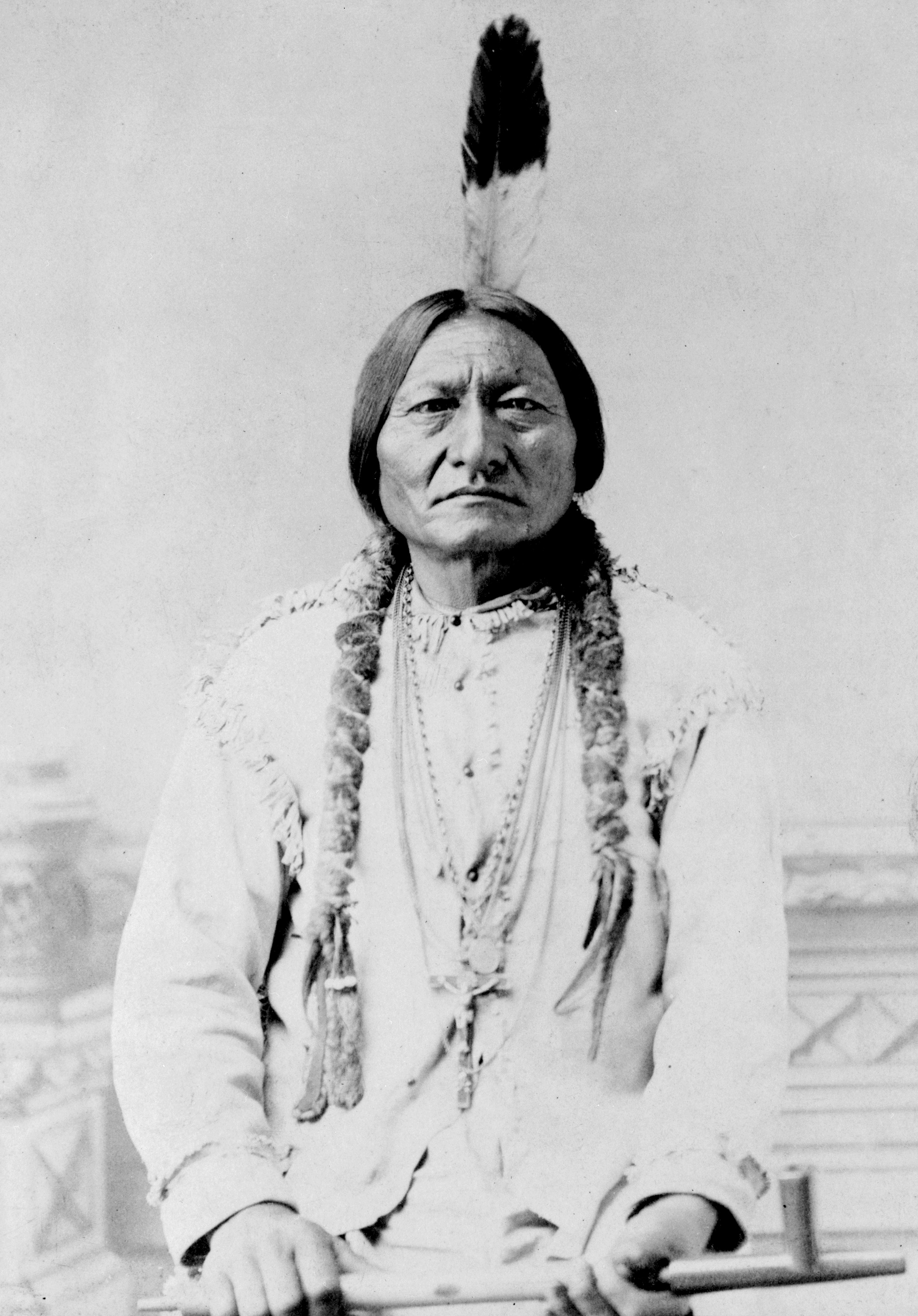
Sitting Bull, Häuptling und Medizinmann der Hunkpapa-Lakota-Sioux, 1885

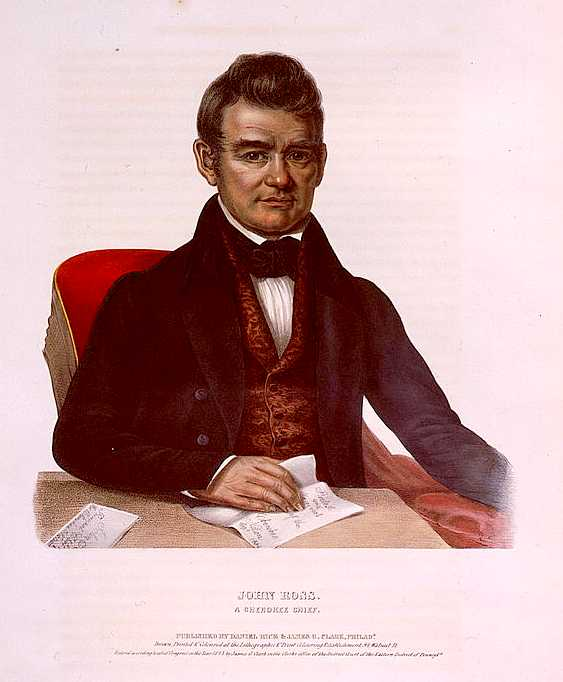
John Ross, Cherokee-Häuptling, ca. 1843

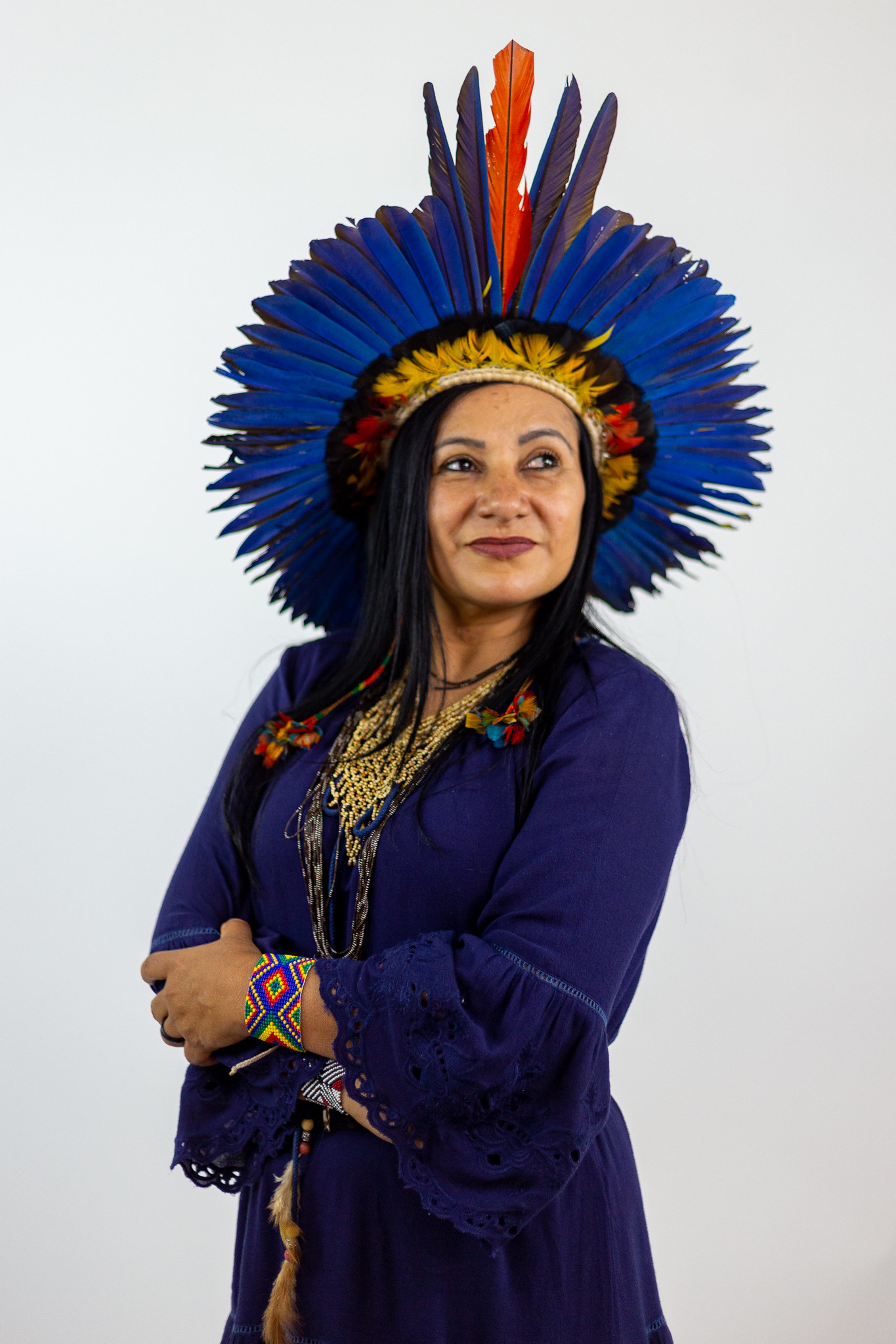
Chirley Pankará, Aktivistin des gleichnamigen Volkes und Abgeordnete in Brasilien, 2022

Indianer ist eine Sammelbezeichnung für die größte Gruppe der Ureinwohner Amerikas. Ausnahmen bilden die Einwohner der arktischen Regionen, die als Eskimos und Aleuten bezeichnet werden. Aber auch gemischte Ethnien wie die rund 400.000 Métis Kanadas zählen nicht dazu. Das Wort geht auf einen Irrtum Christoph Kolumbus’ zurück, der 1492 meinte, nach „Indien“ (was damals auch Südostasien einschloss, vgl. Hinterindien) gelangt zu sein.
Die durch den Kolonialismus etablierte Fremdbezeichnung wird sowohl von den so bezeichneten Menschen als auch in den verschiedenen Wissenschaften unterschiedlich bewertet. Dies gilt allerdings weniger für die deutsche Bezeichnung als vielmehr für die in Amerika vorherrschenden Sprachen.

## Entwicklung
Die Besiedlung Amerikas begann in urgeschichtlicher Zeit hauptsächlich von Asien aus über eine Landbrücke, Beringia, im Bereich der heutigen Beringstraße. In der Folge entwickelten sich unterschiedliche Kulturen und indigene amerikanische Sprachen in Nord- und Südamerika zu großer Vielfalt. Die Vorfahren der Indianer entwickelten zunächst die mitgebrachte Jäger- und Sammlerkultur fort. Sie befuhren bereits kurz nach oder schon während der letzten Kaltzeit den Pazifik entlang der Küste.
Keramik, Ackerbau (wie der vor 4000 v. Chr. einsetzende Anbau von Kürbissen) und abgestufte Formen der Sesshaftigkeit sowie sehr früher Fernhandel kennzeichneten die Kulturen im Norden Südamerikas, während im Süden Nordamerikas Viehzucht und Bewässerungswirtschaft zu höheren Erträgen und vor 3000 v. Chr. zu städtischen Kulturen führten, die nach Norden bis an den Mississippi und in den Süden Kanadas reichten. Den herausragenden Züchtungserfolgen der bäuerlichen Indianer Mittel- und Südamerikas sind die Kultivierung u. a. von Avocado, Kartoffel, Tomate, Mais, Ananas, Paprika, Tabak sowie die Alpakawolle und das Meerschweinchen zu verdanken. Daneben existierten weiterhin viele Wildbeuterkulturen in großen Teilen des Doppelkontinentes, die zumeist mobil in kleinen Horden, aber auch größeren segmentären oder Stammesgesellschaften organisiert waren, und die sich auf bestimmten Wegen bewegten, dem jeweiligen Jahreszyklus entsprechend.
Im heutigen Lateinamerika vernichteten im 16. Jahrhundert die spanischen Eroberer (Konquistadoren) innerhalb weniger Jahrzehnte die Großreiche Mittel- und Südamerikas. Besonders zerstörerisch wirkten sich die von den Europäern eingeschleppten Krankheiten aus, allen voran die Pocken. In einigen Regionen, wie in der Karibik, fand ein Genozid an der indigenen Bevölkerung statt, die dann durch afrikanische Sklaven ersetzt wurde; in anderen Regionen, wie in Südamerika oder im Osten Nordamerikas, vermischten sich indianische und europäische Bevölkerung.
Der längstandauernde Widerstand gegen die europäischen Invasoren gelang den Araukanern Südamerikas, die bis in die 1870er Jahre die Kolonisierung verhinderten. Heute sind die Indianer Lateinamerikas nur in einigen Gebieten wie in Bolivien und im Süden Mexikos noch in der Mehrheit. In Bolivien war von 2006 bis 2019 Evo Morales erster indigener Staatspräsident und Vorsitzender der sozialistischen Partei. Heute stellt für ihre lokalen Gemeinschaften, die in Südamerika noch stark an ihre natürliche Umgebung gebunden sind und zu geringen Teilen wieder isoliert leben, vor allem die Politik der industriellen und agrarischen Nutzung, der Abholzung des Waldes sowie der Ausbeutung von Bodenschätzen eine Gefahr dar.
In Nordamerika gerieten die Indianer ab etwa 1600 nach und nach in die Minderheit. Dieser Verdrängungsprozess dauerte bis in das 20. Jahrhundert an. Die europäischen Einwanderergesellschaften betrachteten die Indianer als „minderwertig“ und versuchten sie anfangs unkoordiniert, bald jedoch systematisch zu verdrängen: Der militärischen Unterwerfung, manchmal Vernichtung, folgte eine gezielte Assimilationspolitik, zunächst durch erzwungene Sesshaftigkeit und Vernichtung ihrer Lebensgrundlage, der Bisons, dann durch Verschleppung der Kinder in Internate und Freigaben zur Adoption, zudem durch Absonderung in Indianerreservaten, Zwangsumsiedlung und Segregation. Die Bevölkerungsmehrheit stellen sie nur noch in den fast unbesiedelten Gebieten der kanadischen Nadelwälder und in einigen Gebieten Alaskas. Im US-amerikanischen Kernland ist dies nur noch in den großen Reservaten der nördlichen Great Plains sowie in einigen Gebieten des Südwestens der Fall.
Die Traumatisierungsfolgen sind lange unterschätzt oder ignoriert worden. Seit Ende des 20. Jahrhunderts haben Kirchen und einige Regierungen für Misshandlungen, Genozide und Kulturvernichtung um Entschuldigung gebeten. Kurz nach der Jahrtausendwende begannen Versuche der Wiedergutmachung. Zudem erlangten Indianer Partizipationsmöglichkeiten und Fertigkeiten, um vertragliche und politische Rechte durchzusetzen, auch dann, wenn ihre Vorstellungen mit europäisch-amerikanischen Rechtsgrundsätzen wie dem individuellen Besitz an Boden kollidierten.

## Begriff
„I had a vision that one day I would be free again. To be an Indian.“

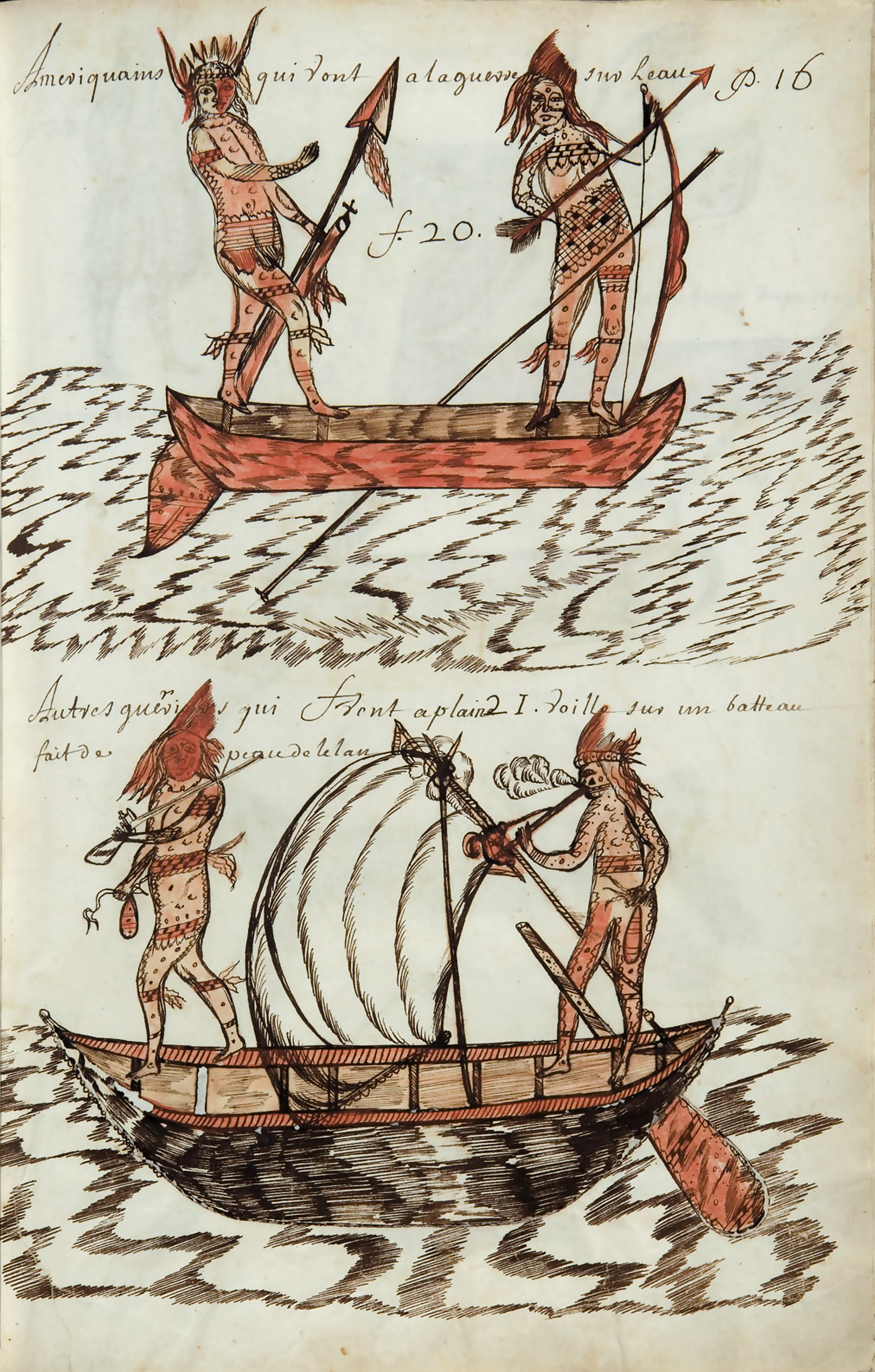
Abbildung aus dem Codex canadiensis, der Ende des 17. Jahrhunderts entstand. Neben „Sauvages“ (‚Wilde‘) werden hier die abgebildeten Männer als „Amériquains“ bezeichnet, als ‚Amerikaner‘.

### Fremd- und Selbstbezeichnung
Die durch den Kolonialismus etablierte Fremdbezeichnung wird im Rahmen von Rassismusdebatten seit den späten 2010er Jahren kontrovers diskutiert.
Auch die so bezeichneten Menschen bewerten den Ausdruck unterschiedlich: Im spanischen Sprachraum wird ‚Indio‘ zumeist abwertend oder sogar als Schimpfwort aufgefasst. Im angloamerikanischen Raum bezeichnen sich hingegen manche Angehörige indigener Gruppen im Rahmen einer neuen panindianischen Identitätsfindung selbst als (American) Indians. Ein bekanntes Beispiel ist das American Indian Movement. Dem deutschen Begriff Indianer wird in der öffentlichen Diskussion mitunter eine diskriminierende Konnotation zugeschrieben, die von Fachleuten oftmals nicht geteilt wird. So kann „Indianer“ nicht mit Inder verwechselt werden, wie im Englischen, und hat im Deutschen aufgrund einer fehlenden deutsch-amerikanischen Kolonialgeschichte auch keinen rassistisch-abwertenden Anklang.
Heute sind sowohl in den ehemals spanischen und portugiesischen Kolonien Amerikas wie auch in den Vereinigten Staaten und Kanada andere zusammenfassende Begriffe in Gebrauch, so beispielsweise Native Americans, Indígenas, Peuples autochtones oder First Nations.

### Herkunft
Die Bezeichnungen Indian (englisch) und Indianer (deutsch) gehen auf das spanische Wort indio (eigentlich ‚Inder‘) zurück, einen Neologismus aus der Kolonialzeit. Christoph Kolumbus glaubte 1492, in Indien angekommen zu sein, als er Hispaniola erreichte. Genauer gesagt wähnte er sich in Champa im Süden Vietnams.
Mit Indien (span. las Indias, engl. Indies) bezeichneten die europäischen Seefahrer zur damaligen Zeit nicht nur den indischen Subkontinent, sondern den gesamten Südosten Asiens, den sie über den westlichen Seeweg zu erreichen suchten (vgl. Europäische Expansion in Asien und die bei Claudius Ptolemäus auftauchenden Begriffe India intra Gangem, Vorderindien, und India extra Gangem, Hinterindien und Inselindien, für Südostasien, daher auch der Name Indonesien). Dies ist der Ursprung der Bezeichnung Westindien.
Obwohl zuletzt Amerigo Vespucci den Irrtum Kolumbus’ 1502 endgültig aufklärte, wurde die Bezeichnung der in den neu entdeckten Gebieten angetroffenen Bewohner als ‚Indianer‘ beibehalten. Konkurrierende Begriffe wie ‚Amerikaner‘ (etwa im Codex canadiensis), die teils wieder verschwanden, vor allem aber „Wilde“ und Heiden, die die Nichtzugehörigkeit zu Zivilisation und Christentum hervorheben und damit eine Abgrenzung schaffen sollten, waren früh in Gebrauch.

### Verwendung
Im Spanischen gibt es den im Deutschen erkennbaren Unterschied zwischen Inder und Indianer nicht; beide Herkunftskategorien können mit dem im spanischen Sprachraum heute jedoch überwiegend als diskriminierend empfundenen und auch historisch oft abwertend verwendeten Wort Indio bezeichnet werden. Um Missverständnisse zu vermeiden, werden Inder in fast allen lateinamerikanischen Ländern ohnehin nicht als indios, sondern als hindú (Hindus) bezeichnet, obgleich dies eigentlich nur eine in Indien verbreitete Religionszugehörigkeit angibt.
In der Literatur wurde – ausgehend vom Französischen amérindien – auch der Neologismus amerindio geprägt. Im allgemeinen Sprachgebrauch herrscht in Lateinamerika für Indianer dagegen die generelle Benennung indígenas („Eingeborene“, „Ureinwohner“) oder pueblos indígenas (indigene Völker) vor. In Mexiko war die Selbstbezeichnung als naturales in Gebrauch. Die von der spanischen Krone und den Indigenen als república de indios bezeichnete Korporation trat gegenüber der Krone Neuspaniens als eigenes Rechtssubjekt auf; dieses verfügte Ende des 18. Jahrhunderts über eine „beträchtliche Autonomie“.
Im Englischen bringt das Wort Indian, ähnlich wie indio im Spanischen, keinen Unterschied zwischen einem Einwohner Indiens und einem Angehörigen eines indigenen Volkes Amerikas zum Ausdruck. Diese fehlende Unterscheidbarkeit und die bis in die Kolonialzeit zurückreichende Verwendung in Lateinamerika als Schimpfwort sind die beiden wesentlichen Kritikpunkte so bezeichneter Personen. Die semantische Unterscheidung macht erst der seit etwa 1650 gebrauchte Ausdruck American Indian mit Einschränkung des Begriffsumfangs deutlich.
Im 17. Jahrhundert war, wie der Codex canadiensis zeigt, auch die Bezeichnung ‚Amerikaner‘ gängig. Jünger ist der Ausdruck Red Indians, der ebenfalls mit Indianer ins Deutsche übersetzbar ist, doch heute – ähnlich wie „Rothaut“ – wegen der rassistischen Konnotation in der Regel nicht mehr verwendet wird. Inzwischen ist in den USA die Bezeichnung Native Americans verbreitet, als Selbstbezeichnung wird American Indian häufiger bevorzugt.
Im Deutschen gibt es neben Inder die Wörter Indianer und Indio mit eindeutig unterschiedener Bedeutung. Während der in Amerika häufig negativ konnotierte Begriff des Indio auf Angehörige einer süd- oder mittelamerikanischen indigenen Bevölkerungsgruppe beschränkt ist, umfasst der neutrale Begriff der Indianer alle indigenen Ureinwohner Nordamerikas ohne die Arktis; häufig sind ausschließlich die Indianer Nordamerikas gemeint.
Die Verwendung der Bezeichnungen Indian, American Indian oder Indio wird von den Mitgliedern derart angesprochener Gesellschaften ganz unterschiedlich beurteilt. Einige lehnen sie als koloniale Fremdbezeichnung ab oder meiden sie. Bis zum Eintreffen der Europäer bestand für sie kein Anlass, einen übergreifenden Begriff für die Bevölkerung des gesamten Kontinents zu bilden. Selbst die Eigenbezeichnung vieler Gemeinschaften war häufig einfach gleichbedeutend mit Mensch. Auch wurde nur selten der Kontinent als Einheit bzw. die ihnen bekannte Welt als abgegrenzte Gesamtheit aufgefasst und benannt (ein Gegenbeispiel sind die Kuna in Panama und Kolumbien, die von Abya Yala „Kontinent des Lebens“ sprachen). Zwar gab es bereits vorkolonial vielfältige Sammelbezeichnungen für Volksgruppen und verwandte Ethnien, doch erst durch die gravierenden Folgen der Kolonialisierung gewannen beispielsweise die indianischen Ethnien Nordamerikas ein gewisses Zusammengehörigkeitsgefühl, das sich in der pan-indianischen Bewegung ausdrückt, zu der etwa das American Indian Movement gehört.
Die Mi'kmaq-Autorin Gail Tremblay hält die gemeinsame Erfahrung der Kolonialherrschaft, den versuchten Genozid, die Assimilationsversuche und den Schmerz des Verlusts für die entscheidenden Faktoren, die zur Wahrnehmung von Verbindungen über Volksgrenzen hinweg geführt haben. Begrifflich geschah dies durchaus auch unter prinzipieller Beibehaltung des Indianerbegriffs. So verwenden etwa bekannte Indianer wie Russell Means, Vine Deloria, Deb Haaland und Jack D. Forbes Indians als Sammelbezeichnung; die größte indigene Zeitung der USA heißt Indian Country Today, das wichtigste Filmfestival indigener Produzenten ist das American Indian Filmfestival oder etliche indigene Nationen – wie beispielsweise die Turtle Mountain Band of Chippewa Indians – verwenden die Bezeichnung in ihrem offiziellen Gruppennamen (der in Veröffentlichungen allerdings häufig ohne „Indians“ geschrieben wird). In den meisten Fällen wird Indians von nordamerikanischen Abkömmlingen der Ureinwohner verwendet, wenn sie auf gemeinsame Bedrohungen, Rechte oder Proteste aufmerksam machen wollen. Große Bekanntheit hat hier der Slogan Proud to Be Indian aus den 1960er und 70er Jahren. Die bewusste Verwendung der negativ besetzten Benennung Indio als Selbstbezeichnung findet sich seit den 2020er Jahren auch in einigen Regionen Südamerikas.
Den verbindenden Aspekt der gemeinsamen Beheimatung auf dem Kontinent betonen Bezeichnungen wie amerikanische Ureinwohner (Native Americans, americanos nativos), Urvölker Amerikas (indigenous peoples of the Americas, original peoples of America, pueblos originarios de América) oder indigene amerikanische Bevölkerung (indigenous American peoples, pueblos indígenas de América). Im Gegensatz zum Begriff Indianer schließen diese Begriffe allerdings auch die Inuit, Unangan und Yupik in Alaska und der nordkanadischen Arktis ein.
Die Eskimos und Aleuten trafen jedoch wesentlich später als die Indianer in Amerika ein, besiedelten die arktischen Landstriche, die vorher (nach geltender Auffassung) unbesiedelt waren. Genetisch lässt sich die Unterscheidung nicht rechtfertigen, da ihre Gene auch bei vielen indianischen Ethnien zu finden sind.
Die genetisch-kulturelle Unterscheidung gilt allerdings für die Ureinwohner Hawaiis, Amerikanisch-Samoas und der Osterinsel, die nicht von Amerika aus besiedelt wurden. Sie alle werden nicht unter dem Begriff Indianer gefasst. Ebenso werden auch Mestizen, Genízaros, Métis oder Zambos, also Nachfahren aus Verbindungen zwischen Europäern bzw. Afrikanern und Indianern, nicht dazu gerechnet.
Wenn es um einzelne Kulturen geht, werden in der Regel jegliche Sammelbezeichnungen von Indigenen und Wissenschaftlern als Stereotypen abgelehnt. Sie werden als Missachtung der kulturellen Vielfalt verstanden und sind der zweite wesentliche Kritikpunkt indigener Personen am Indianer-Begriff. Handelt es sich um verschiedene Völker einer bestimmten Region, wie zum Beispiel die Ureinwohner Alaskas, wird Indian – im Gegensatz zu Eskimo – entweder bewusst mit Stolz verwendet oder aber vehement abgelehnt. Die Migrationsforscherin Heike Bungert meint:

„Als Fremdbezeichnung gilt das Wort ,Indianer‘ heute vielen Deutschen als kolonialistisch. Es bleibt aber das Problem des fehlenden Sammelbegriffs. In den USA bezeichnen sich ,Indianer‘ eher als ,American Indians‘. In Anlehnung an diese Präferenz kann man also im Deutschen ,Indianer‘ noch benutzen – auch wenn das Wort ‚Indigene‘ bzw. die Benennung der individuellen Gruppe zu bevorzugen ist.“

In Kanada wird überwiegend ein umfassender, nicht auf Indianer beschränkter Begriff gebraucht, nämlich First Nations bzw. Premières Nations, also Erste Nationen. Komplikationen ergeben sich allerdings aus dem Umstand, dass das Indianergesetz von 1876, das immer noch Gültigkeit besitzt und daher viele Traditionen des kolonialen Indianerbegriffs fortführt, zwischen Status Indians (das sind registrierte Angehörige der staatlich anerkannten First Nations, die bestimmte Rechte haben), Non-Status Indians (die diese Rechte nicht haben, weil sie nicht registriert sind) und Treaty Indians (die den Bestimmungen der mit einer großen Zahl von Stämmen geschlossenen Einzelverträge unterliegen) unterscheidet. Aufgrund dieser Legaldefinitionen verlieren beispielsweise „gemischte“ Paare ihren Anspruch auf die Rechte der Ureinwohner, ggf. sogar ihre formale Anerkennung als Indianer. Selbst Angehörige der First Nations gelten darum heute oftmals formalrechtlich nicht als Indians. Auf lange Sicht kann das zum Verschwinden der „staatlich anerkannten“ Indianer und damit zur Bedeutungslosigkeit der ihnen von Gesetzes wegen zuerkannten Rechte führen.
Aufgrund der von Staat zu Staat unterschiedlichen Prozesse bei der Konstruktion eines politischen Subjekts, das sich etwa im lateinamerikanischen Raum als Indígena (z. B. in Guatemala oder Brasilien), Nacionalidad Indígena (Ecuador) oder Pueblo Originario (Bolivien) bezeichnet, kommt es auch im politischen Raum zu uneinheitlichen terminologischen Lösungen – zumal Begriffe wie Partido Indio (Indianerpartei) oder National Congress of American Indians als Selbstbezeichnungen ebenfalls fortbestehen.
Dieses Ringen um die Bezeichnungen hat seinen Grund nicht allein in der Begriffsgeschichte, sondern auch in den gesellschaftlichen Konnotationen, mit denen die Begriffe verbunden sind. So wird Indian im englischsprachigen und Indio im spanischsprachigen Amerika häufig auch in der Sprache der Allgemeinheit als abwertende Qualifizierung betrachtet. Ähnliches gilt im französischen, seltener im portugiesischen Sprachraum.

„Die meisten, die ein Problem mit der Bezeichnung [Indian] haben, sind Weiße. Wir selbst verwenden den Begriff alltäglich und machen uns auch darüber lustig, aber er ist nun mal Teil indigener Realität […] Wir werden uns nicht umbenennen, bloß weil irgendwelche Weißen, die nie unsere Realität geteilt haben, den Begriff als diskriminierend empfinden.“

Obwohl das deutsche Wort ‚Indianer‘ aufgrund einer fehlenden deutsch-amerikanischen Kolonialgeschichte und insbesondere durch das positive (wenngleich stark verzerrte und idealisierte) Indianerbild im deutschen Sprachraum keinen herabwürdigenden Beigeschmack hat, werden seit Beginn des 21. Jahrhunderts in der deutschen Öffentlichkeit gelegentlich Stimmen laut, die auf eine Vermeidung des Wortes drängen. Hinterfragt werden dabei unreflektierte Aspekte der Fremdbeschreibung, der Homogenisierung nicht zusammengehörender Gruppen oder der Verniedlichung. Ethnologen beteiligen sich in der Regel nicht an solchen Diskussionen, in denen weder eine tiefgründige Auseinandersetzung mit der Thematik stattfindet, noch die Betroffenen gehört werden, sondern vorwiegend der mediale Effekt im Vordergrund steht. Da ‚Indianer‘ nicht wie im Englischen oder Spanischen mit ‚Inder‘ verwechselt werden kann, ist der Ausdruck – genauso wie Bezeichnungen in weiteren Drittsprachen – für indigene Amerikaner nur von geringem Interesse. Übergreifend äußert sich auch die Native American Association of Germany zum Gebrauch des Begriffs.
Fachleute wünschen sich zwar in der Regel gleichfalls eine passendere Sammelbezeichnung, doch im Vordergrund steht für sie die Überwindung der realen alltäglichen Diskriminierung indigener Individuen und Ethnien sowie die Überwindung immer noch vorhandener kolonialer Strukturen, wie etwa die Ethnologin Anka Krämer de Huerta schreibt. Darüber hinaus zitiert sie Claus Biegert mit der Frage „ob die Diskussion [um Begriffe] nicht ein Täuschungsmanöver sei, das Kräfte politisch denkender Menschen in Beschlag nimmt und sie so daran hindert, sich für reale Veränderungen der prekären Situation vieler Indigener einzusetzen.“

## Bevölkerung und Reservate

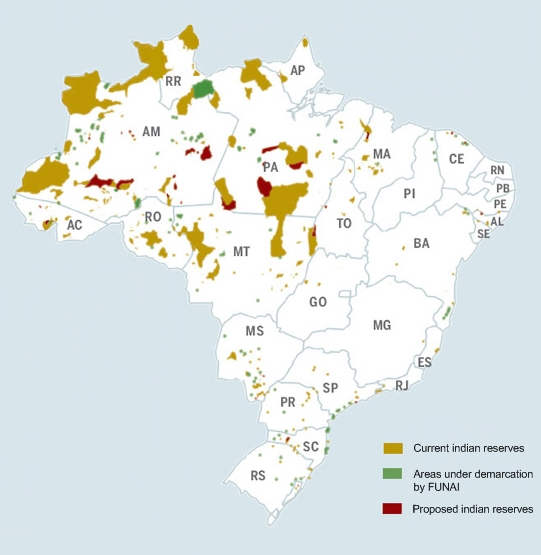
Indianerreservate in Brasilien, Stand 2008

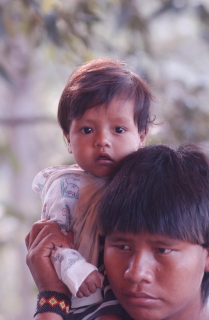
Xavantes in ihrem Reservat Maraiwatséde

Die indianische Bevölkerung Amerikas ist sehr ungleichmäßig verteilt, wobei mehrere tausend Reservate bestehen. Dabei leben die meisten Indigenen in Mittel- und Südamerika nicht in Reservaten.
Während in Kanada 2006 knapp 700.000 Menschen (2,1 % der Bevölkerung) als Indianer galten und 615 Stämme in rund 3000 Reservaten anerkannt waren, existierten in den USA 566 von der Bundesregierung anerkannte Stämme, die 0,97 % der Bevölkerung darstellten, und rund 245 nicht anerkannte Stämme. Innerhalb der Staaten lassen sich dabei gleichfalls Schwerpunkte erkennen. So lebt der überwiegende Teil der US-Indianer in Kalifornien, Arizona, New Mexico und Oklahoma. Insgesamt leben in Nordamerika rund 3,5 bis 4 Millionen Indianer.
In Lateinamerika leben hingegen 65 bis 70 Millionen Indianer, davon etwa die Hälfte in Mexiko und ein Drittel in den Andenländern. Nur in Bolivien stellen sie die Spitze der Regierung. Die Abgrenzung zur übrigen Bevölkerung ist weniger scharf definiert, Reservate existieren vor allem in Brasilien mit seinen mindestens 278 Stämmen, Kolumbien, Panama, Paraguay und Venezuela und liegen zum größten Teil in den Waldgebieten des Orinoco-, Paraná- und Amazonasbeckens.
Allein in Mexiko wird die indigene Bevölkerung auf 30 % der über 100 Millionen Mexikaner geschätzt. Mestizen machen weitere 60 % der Gesamtbevölkerung aus. In Belize geht man von 10 % bzw. von 45 % der Bevölkerung aus. In Guatemala sind 59,4 % Mestizen (hier Ladinos genannt), 45 % der Bevölkerung gehören verschiedenen Maya-Gruppen an. Davon sind 9,1 % Quiché, 8,4 Cakchiquel, 7,9 Mam, 6,3 % Kekchí, weitere 8,6 % gehören anderen Maya-Gruppen an. Im Nachbarland Honduras liegt der Anteil der Indigenen bei 7 %, der der Mestizen bei 90, ähnlich wie in El Salvador, wo die Indianer jedoch nur noch 1 % der Bevölkerung stellen. In Nicaragua liegt der Anteil der Mestizen bei 69 %, der der Indigenen bei 5 %. In Costa Rica liegt der Anteil der Indigenen nur bei rund 1 %, in Panama bei 5 %. Die Karibik ist ein Extrem, denn etwa auf Kuba leben praktisch keine Indianer mehr, ähnlich wie auf Jamaika. Auf Dominica leben 300 bis 500 Kariben in einem eigenen Reservat.

Indigene Bevölkerungsanteile in Amerika

In Südamerika existieren gleichfalls Schwerpunkte. Während der Anteil der Indianer in Kolumbien bei nur 1 % liegt, liegt dort der Anteil der Mestizen bei 58 %, immerhin 3 % sind Nachkommen von Schwarzen und Indianern. In Guyana liegt der Anteil der Indigenen bei 9,1 %, in Suriname bei 2 %. Erheblich höher ist der Anteil in den Andenstaaten, wie in Ecuador, wo 25 % der Bevölkerung Indianer sind, in Peru 45, in Bolivien sogar 55 % – 30 % sind Quechua und 25 % Aymara.
Weiter im Süden, in Chile, liegt der Anteil der indianischen Bevölkerung nur noch bei knapp 5 %, die meisten sind Mapuche. In Argentinien liegt ihr Anteil bei unter 3 %, in Uruguay gibt es fast keine Indianer, in Paraguay liegt ihr Anteil bei rund 5 %, in Brasilien jedoch unter 1 %.
In Nordamerika leben die Indianer oft in Reservaten, die in Kanada reserves, in den USA reservations genannt werden. In Kanada sind die Reservate infolge von Verträgen entstanden, die die Indianer mit der Regierung abschlossen. Kommissionen bestimmten nach Befragung der Indianer, aber ohne sie in die Entscheidung einzubeziehen, die Reservatsgrenzen. Innerhalb dieser Gebiete standen ihnen ihre traditionellen Rechte zu und sie zahlten für dort getätigte Umsätze keine Steuern. Rund die Hälfte der Indianer lebt heute in Städten.
Die Indianerpolitik der Vereinigten Staaten wechselte mehrfach die Richtung. Alle Stämme wurden ab 1830 gezwungen, ihre Wohngebiete östlich des Mississippi zu verlassen, häufig wurden mehrere Stämme in einem Reservat zusammengefasst. Obwohl die ländlich lebenden Indianer vielfach in Armut leben, gelang manchen Stämmen eine ökonomische Erholung. Gemäß der Volkszählung im Jahr 2000 lebten etwa 85 % außerhalb von Reservaten, meist in Städten.
In Brasilien und in den angrenzenden Ländern existieren immer noch Isolierte Völker, Gruppen, die bei Kontakten mit Weißen so schlechte Erfahrungen gemacht haben, dass sie diese zu meiden versuchen. Allein in Brasilien geht man von etwa 67 Gruppen aus.

## Geschichte

### Indianische Kulturen vor 1500
Die Besiedlung Amerikas erfolgte in mehreren Einwanderungswellen, die mindestens 16.000 Jahre überspannen. In diesem Kontinuum ist die europäische Zuwanderung nur eine von vielen. Die Hauptroute der als Paläoindianer bezeichneten Gruppen führte von Sibirien über Beringia nach Alaska und von dort aus nach Süden. Genetische Analysen können die Verteilung der Ureinwohner mit drei Wellen erklären, von denen die erste die mit Abstand bedeutendste war. Aus ihr gingen nahezu alle indianischen Völker hervor und ihre Verteilung passt zu einem schnellen und direkten Vorstoß von Sibirien über Alaska nach Süden durch den ganzen Kontinent. Genuntersuchungen von 2012 fanden den Ursprung der ältesten Einwanderer im südlichen Altai-Gebirge; die Trennung erfolgte vor 13.400 Jahren. Ein genetischer Anteil von 10 % bei den Chippewa fällt aus diesem Muster heraus und wird als Hinweis auf eine zweite Welle interpretiert. Schließlich kann die erste Welle nur 57 % der genetischen Ausstattung der Bewohner der nordamerikanischen Arktis erklären, so dass hier die dritte Welle angenommen wird. Diese Analysen decken sich mit früheren linguistischen und morphologischen Untersuchungen.
Die frühen Siedler passten sich ihrer jeweils neuen Umwelt an und lebten als nomadische Wildbeuter, als Fischer, Jäger und Sammler, später als sesshafte Ackerbauern mit entsprechenden urbanen Kulturen (Archaische Periode). Von Südamerika bis weit in den Norden züchteten sie ab etwa 7000 v. Chr. Pflanzen wie Mais, Kürbis und Kartoffel sowie zahlreiche von den europäischen Bauern verdrängte Arten und wandelten dabei die Landschaft in viel stärkerem Maße um als man lange angenommen hat.
Die Viehzucht beschränkte sich auf wenige Arten wie Lama und verwandte Kameloide (Alpaca und Vicuña), sowie das Hausmeerschweinchen im Reich der Inka, den Truthahn in Nord- bzw. Mittelamerika und den Hund. Als Lasttiere standen neben dem Lama der Inka nur noch Hunde für kleinere Lasten zur Verfügung, die man in Nordamerika in einfache dreieckige Schleppgeschirre, Travois genannt, einspannte. Außerdem waren ihre Haare das Ausgangsmaterial für Decken und Kleidung.
Das Rad als Fortbewegungsmittel war offenbar unbekannt, wiewohl Räder und sogar Zahnräder als Bauteile mechanischer Geräte verwendet wurden. Man ging in der Regel zu Fuß und transportierte seine Lasten selbst oder benutzte Wasserfahrzeuge wie das Kanu. Würdenträger in hierarchischen Gesellschaften Mittel- und Südamerikas wurden mitunter in Sänften getragen.

#### Nordamerika
In Alaska reichen die ältesten gesicherten Funde 12.000 bis 14.000 Jahre zurück. Als älteste Kultur galt lange Zeit die Clovis-Kultur. Doch spätestens die Funde in den Paisley-Höhlen, die rund ein Jahrtausend vor den Clovis-Funden liegen, zeigten, dass die frühesten Bewohner nicht dieser Kultur angehörten. Die ältesten menschlichen Überreste lieferte die über 10.500 Jahre alte Buhl-Frau aus Idaho sowie die Überreste aus der On Your Knees Cave auf der Prince-of-Wales-Insel in Alaska, die rund 9.800 Jahre alt sind. An diese frühe Phase schloss sich die Archaische Periode an. An ihrem Ende zwischen 2000 und 1000 v. Chr. entwickelten sich der Gebrauch von Keramik, Ackerbau und verschiedene Formen abgestufter Sesshaftigkeit bis weit in den Norden. Die Jagdtechniken wurden durch Atlatl und später durch Pfeil und Bogen wesentlich verbessert. Während im Norden, wo Karibu- und Bisonherden die Ernährung sicherten, Jagdkulturen bestanden, spielte die Jagd im Süden eine immer geringere Rolle. Bevölkerungsverdichtungen traten in Nordamerika um die Großen Seen, an der pazifischen Küste um Vancouver Island, am Mississippi und an vielen Stellen der Atlantikküste sowie im Südwesten auf.
In Nordamerika existierten im Einzugsgebiet des Mississippi und des Ohio (Adena-Kultur, Mississippi-Kultur) komplexe Gemeinwesen (Templemound-Kulturen), die jedoch kurz vor Ankunft der ersten Europäer untergegangen sind. Sie strahlten bis weit in den Norden und Westen aus. Im Südwesten der USA entstanden Lehmbausiedlungen mit bis zu 500 Räumen, die sogenannten Pueblos. Diese Kultur ging auf die Basketmaker zurück, die bereits Mais anbauten. Um die Großen Seen entwickelten sich Großdörfer mit Palisaden und dauerhafte Konföderationen. Diese Gruppen betrieben ähnlich wie im Westen Mais- und Kürbisanbau sowie einen ausgedehnten Fernhandel – etwa mit Kupfer und bestimmten Gesteinsarten, die für Jagdwaffen und Schmuck von Bedeutung waren –, der sich in British Columbia bis 8000 v. Chr. nachweisen lässt.

#### Älteste Spuren in Meso- und Südamerika

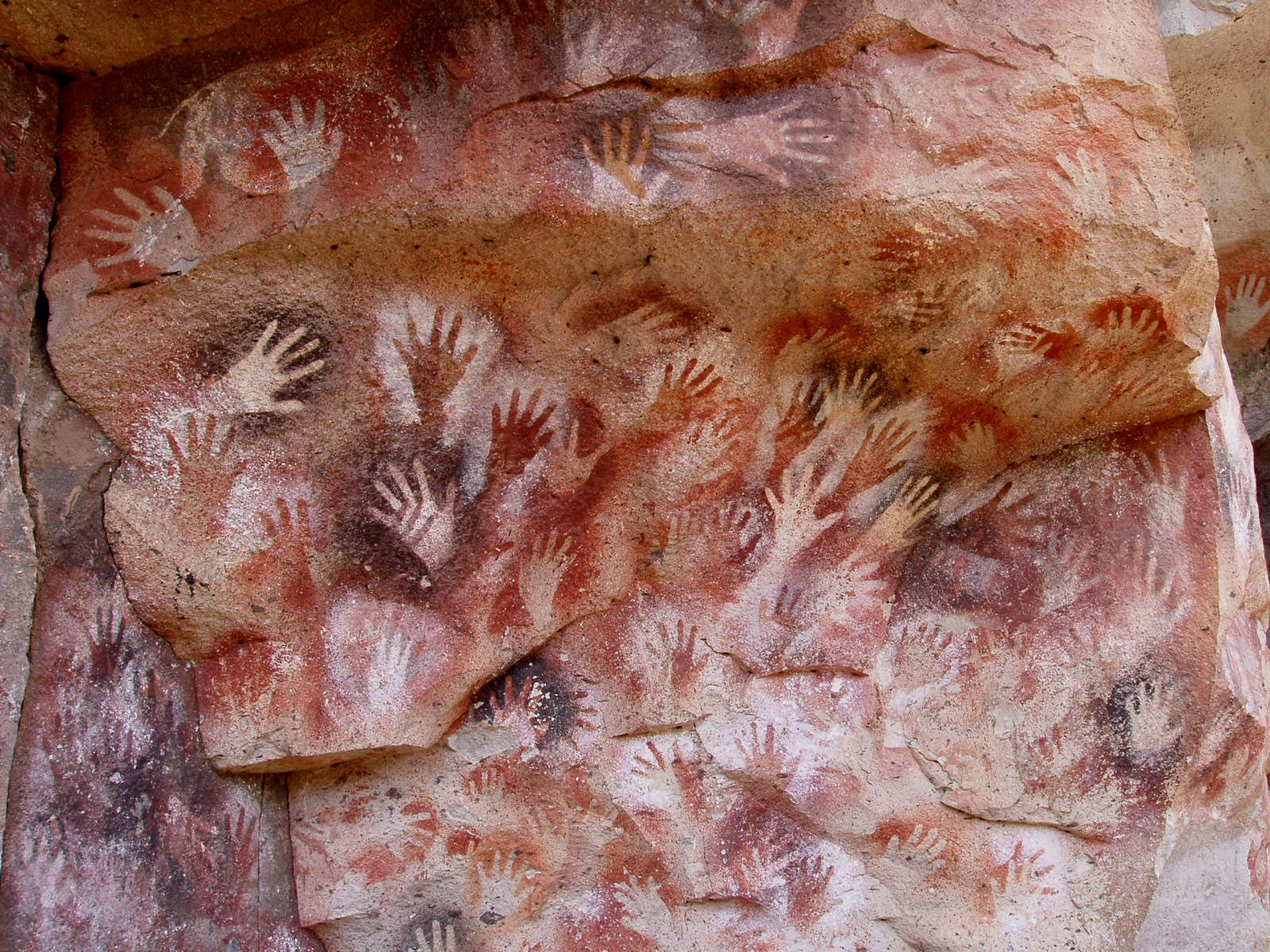
Cueva de las manos (Höhle der Hände) in der südargentinischen Provinz Santa Cruz, ca. 7300 v. Chr., heute Weltkulturerbe

Sieht man von den vieldiskutierten Funden von Monte Verde ab, so sind wohl die Funde von Los Toldos in der argentinischen Provinz Santa Cruz die ältesten in Südamerika. Sie reichen mindestens 12.000 Jahre zurück. Ähnlich den nordamerikanischen Fundplätzen, weisen die Überreste auf die Jagd von Großsäugern (Riesenfaultiere und Pferde), Guanacos und Lamas hin. Ähnliches wurde in Cueva del Milodón (Chile) gefunden, wo sich ebenfalls ausgestorbene Beutetiere wie Pferde nachweisen ließen. Die Casapedrense-Kultur (ca. 7000 bis 4000 v. Chr.) galt als Vorläuferkultur der Tehuelche, bzw. Patagonier, deren älteste Funde allerdings inzwischen auf 9400 bis 9200 v. Chr. datiert werden.

##### Mesoamerikanische Kulturen
In den wasserarmen Regionen entwickelte sich schon früh eine Bewässerungswirtschaft, was wiederum höhere Bevölkerungsdichten und komplexere Organisationsformen zuließ. Ähnlich komplizierte Verfahren zur Süßwassergewinnung wie in den trockenen Gebieten Zentral- und Südmexikos waren in Yucatán vonnöten. Hier entstand ab etwa 3000 v. Chr. eine auf größeren Siedlungen basierende Kultur, die zur vorklassischen Epoche der Maya-Kulturen gerechnet wird. Einer der ältesten Mayaorte war Cuello in Belize, das auf etwa 2000 v. Chr. datiert wird.

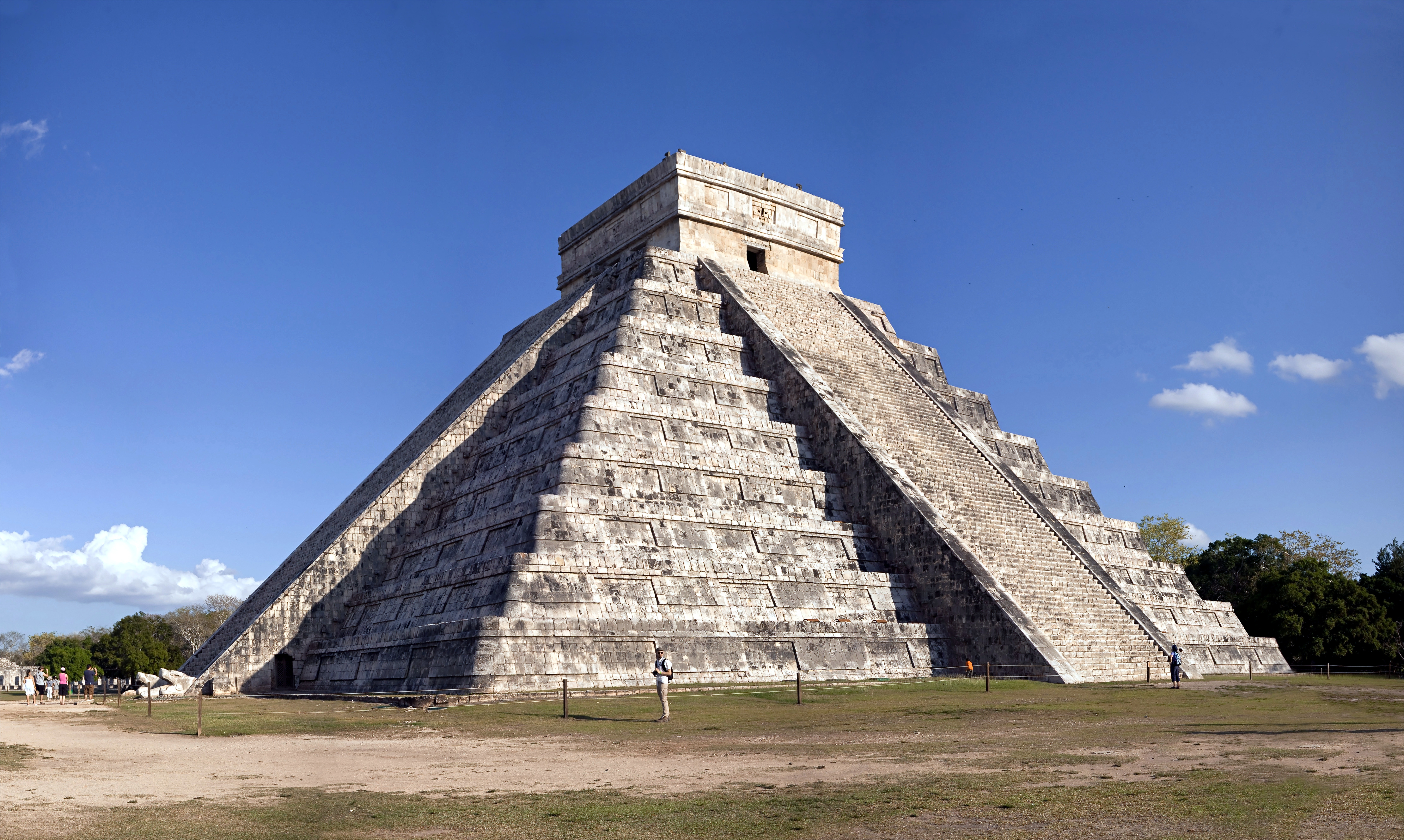
Maya-Pyramide in Chichén Itzá

Eine der wichtigsten Metropolen der Maya wurde neben Uxmal das zwischen dem 5. und dem 7. Jahrhundert erstmals aufblühende Chichén Itzá. Es entstand ein ganzes Netz miteinander verbundener Städte. Nach dem ungeklärten Zusammenbruch der Mayakultur im 10. Jahrhundert besiedelten (oder dominierten zumindest kulturell) Tolteken die Stadt. Bei den Maya übernahm nun Tulúm an der Küste eine Führungsrolle, möglicherweise ein Anzeichen, dass sich im 12. Jahrhundert der wirtschaftliche Schwerpunkt auf den Seehandel verlagerte.
Zwischen 100 und 600 n. Chr. war Teotihuacán das kulturelle, wirtschaftliche und Herrschaftszentrum Mesoamerikas. Seine Einwohnerzahl wird für die Zeit zwischen 450 und 650 auf bis zu 200.000 geschätzt. Die Stadt erstreckte sich über 20 km² Fläche. Allein die dortige Sonnenpyramide, die um 100 entstand, dehnt sich auf einer Grundfläche von 222 mal 225 Metern aus und ist rund 65 m hoch. Weitere Großbauten wie die Ciudadela, eine Art geschlossener Herrschaftsbezirk, entstanden. Die wirtschaftliche Basis der Stadt war neben der Bewässerungslandwirtschaft ein ausgedehnter Obsidianhandel; er wurde wohl auf dem Platz vor der Ciudadela abgewickelt und reichte mindestens bis an die heutige Grenze zu den USA. Die Wurzeln der Stadt reichen bis 1500 v. Chr. zurück. Ab 750 war die Metropole allerdings verlassen. Das zurückbleibende Machtvakuum füllten im 10. Jahrhundert erst wieder die Tolteken.
Die Tolteken wanderten ab dem 9. Jahrhundert in den Süden Mexikos ein und bildeten für zwei Jahrhunderte eine städtische Kultur, die allerdings von den stärker militärisch organisierten Chichimeken bedroht war, die gleichfalls aus dem Norden stammten.

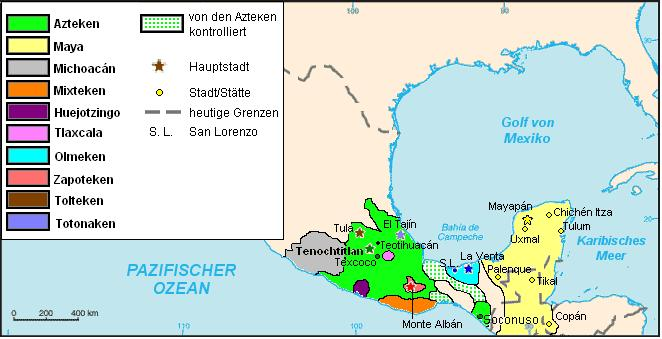
Das von den Azteken beherrschte (grün) und tributpflichtige Gebiet (grün gepunktet) vor der Ankunft der Spanier, und ihre Nachbarn

Ende des 14. Jahrhunderts gelang es den Azteken, die sich selbst als Mexica bezeichneten, ein Großreich zu erobern, das sich mit tributpflichtigen Herrschaften umgab. Ihre Wurzeln reichen wohl ins 11. Jahrhundert zurück. Die Hauptstadt Tenochtitlan dürfte mehrere Zehntausend Einwohner, möglicherweise sogar 150.000 gehabt haben.

##### Kulturen in Südamerika
Die ältesten Steinwerkzeuge in Südamerika reichen bis etwa 10.000 v. Chr. zurück, ähnlich wie die Höhlenmalereien bei Ayacucho in Peru und in den Lauricocha-Höhlen an der Quelle des Marañón. Der erste Anbau von Kürbissen und Bohnen und die Züchtung von Lamas wird auf vor 4000 v. Chr. datiert, der Kürbis taucht zu dieser Zeit aber auch schon weit im Norden, in Maine auf.
Die ältesten Keramiken fand man im ecuadorianischen Guayas-Becken. Sie werden der Valdivia-Kultur zugeordnet und auf das 4. vorchristliche Jahrtausend datiert. Keramik hat sich in Nordamerika nur in den Ballungsgebieten durchgesetzt, in anderen Gebieten setzten unterschiedlichste Techniken und Hindernisse seiner Verbreitung Grenzen. Die Valdivia-Kultur brachte bereits eine städtische Organisation mit Kulten, Riten und Opfergaben hervor.
Eine der ältesten Städte, Caral (nördlich von Lima), wurde 1996 entdeckt. Fünf Jahre später konnte die dortige Stufenpyramide auf 2627 v. Chr. datiert werden. Zur Stadt gehörten Häuser für mindestens 3.000 Bewohner. Tempelanlagen, künstliche Bewässerungssysteme und Fernhandel mit den Küstenbewohnern und denen des Amazonasgebiets deuten auf eine bereits weit entwickelte Hochkultur hin.
Noch älter ist Sechín Bajo, eine Stadt, deren Pyramide auf 3200 v. Chr. datiert werden konnte, und die seit 2003 ausgegraben wurde.
An der Küste Ecuadors bestand um 1600 v. Chr. die Machalilla-Kultur. Auf sie gehen die typischen Keramikgefäße mit Henkel zurück, die auch bei den Chavín, Mochica und Chimú überliefert sind. Die nachfolgende Chorrera-Kultur brachte um 1200 bis 500 v. Chr. Keramiken in Menschen- und Tiergestalt hervor. Die Häuser wurden um einen großen Platz gruppiert und auf künstlichen Aufschüttungen erbaut.
Die Kultur der Chavín (etwa 800 bis 300 v. Chr.) wies enge Beziehungen zu der der Olmeken auf, was der Gebrauch der Symbolhäufungen von Jaguar, Puma, Vogel und Schlange nahelegt. Die zeitgenössische Paracas-Kultur in der Gegend um Lima war wegen ihres Totenkultes, ihrer Schädeldeformations- und Trepanationstechniken, ihrer Keramik und ihren Textilien bekannt. Ebenso legten sie in der Nazca-Wüste Scharrbilder an. Diese Technik wurde von der darauffolgenden Nazca-Kultur perfektioniert.
Im Hochland von Bogotá bestand die Herrera-Kultur (vor 4. Jahrhundert v. bis 2. Jahrhundert n. Chr.), an der Westseite der Anden die Calima-Kultur (4. Jahrhundert v. Chr. bis 2. Jahrhundert n. Chr.). Grabanlagen ab dem 4. Jahrhundert gehen auf die San Agustín-Kultur zurück, die bis zum 7. Jahrhundert die Landschaft stark veränderte.
Zwischen 300 v. Chr. und nach 600 n. Chr. bestand die Nazca-Kultur rund 500 km südlich von Lima, die Bewässerungskanäle baute. Ähnliche Bewässerungssysteme entwickelte die Mochica-Kultur im Wüstenstreifen an der Pazifikküste. Neben Edelmetallen wurde Kupfer verarbeitet. Die Nazca-Kultur wurde stark von der Paracas-Kultur beeinflusst, von denen sie auch diverse Schädelmanipulationstechniken und die Kunst des Anlegens von riesigen Scharrbildern übernahmen (siehe Nazca-Linien).
Um den Titicacasee bestand ab dem 1. Jahrhundert v. Chr. bis etwa 1000 n. Chr. die Tiwanaku-Kultur, deren kulturelles Zentrum die gleichnamige Ruinenstätte Tiwanaku bildete. Ihre Spuren sind in Peru, Bolivien und im Norden Chiles nachweisbar. Etwa gleichzeitig entstand die Wari-Kultur (600 bis 1100), die sich nördlich entlang der Küste anschloss. Beide Kulturen wurden von Hauptstädten dominiert, die von erheblicher Ausdehnung waren. Die Wari umgaben ihre Hauptstadt mit Verteidigungsmauern, ihr Haupttempel Willkawayin ist erhalten.
Das erste Großreich entwickelten die Chimu in der Zeit von 1000 bis 1470 mit der Hauptstadt Chan Chan in der Gegend um das peruanische Trujillo. Ab etwa 1200 bis 1532 schufen die Inka ein Reich, das im 15. Jahrhundert seine größte Ausdehnung annahm. Neben Cusco, das zeitweise die Hauptstadt war, und Machu Picchu, ist Ollantaytambo zu nennen, wo sich die Grundanlage einer Inkastadt weitgehend erhalten hat.
Erheblich weniger erforscht ist die Geschichte der am Ostrand der Anden und in den Waldgebieten des Amazonas lebenden Gruppen. Zahlreiche Funde deuten jedoch auf erheblich ältere Kulturen hin (ca. 2450 v. Chr.), die möglicherweise noch vor denen des andinen Hochlandes entstanden sind. Wenig ist über die Chachapoya bekannt, die von etwa 800 bis 1600 am Ostrand der Anden lebten. Sie errichteten Felsengräber an steilen Klippen.
Zwischen 1000 v. Chr. und 500 v. Chr. wanderten die Arawak den Orinoco abwärts. Sie bauten Kanus und lebten von Fischfang, Jagd und dem Anbau von Mais, Bohnen, Süßkartoffel, Kürbis und Maniok. Hinzu kamen Erdnuss, Roter Pfeffer, Ananas, Tabak und Baumwolle.

### Kolonialgeschichte

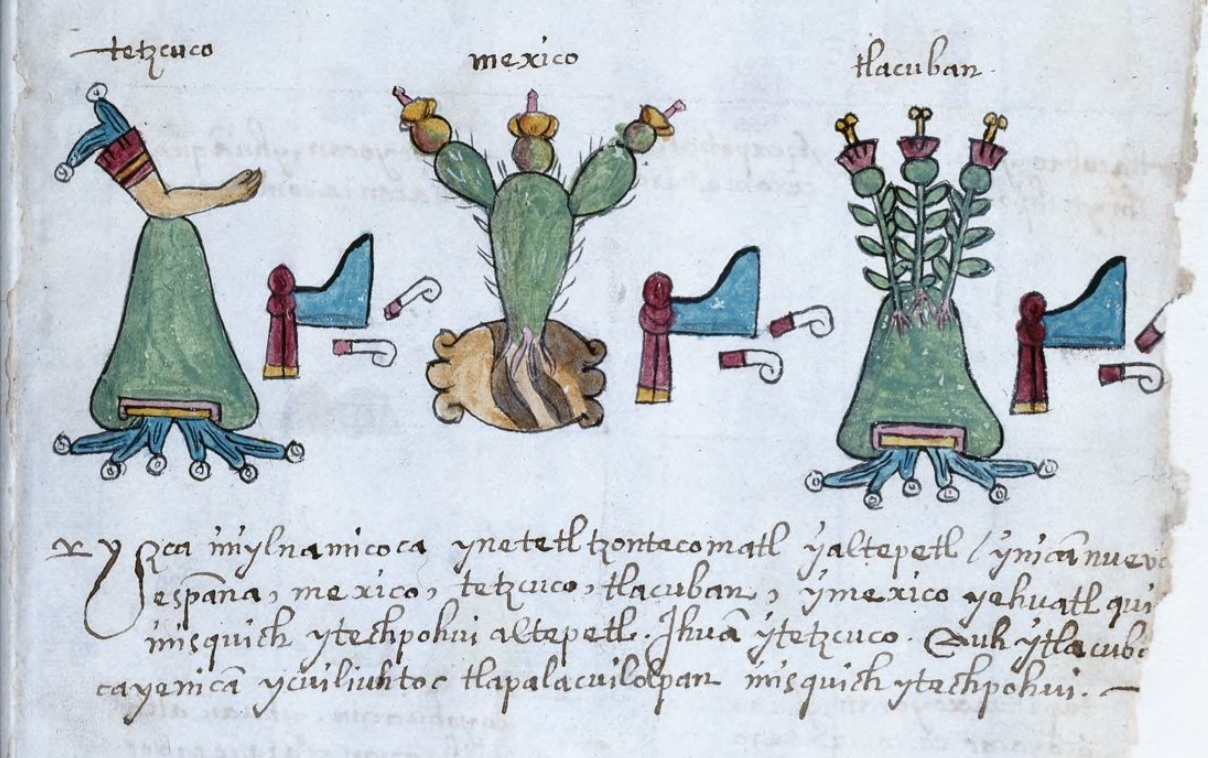
Ausschnitt aus Seite 34 des 1565 angefertigten Codex Osuna, mit Symbolen die die drei Aztekenstädte Texcoco, Tenochtitlan und Tlacopan repräsentieren, dazu von Spaniern geschriebene Zeilen in Nahuatl

Kontrolle Nicht-indianischer Nationen über Südamerika (ab 1700):
grün: Portugal,
rot: Spanien,
blau: Frankreich,
braungrau: Holland

Kontrolle Nicht-indianischer Nationen über Nordamerika (ab 1750):
ocker: Vereinigtes Königreich,
olivgrün: Frankreich,
lachsrot: Spanien,
blau: Vereinigte Staaten,
dunkelbraun: Russland

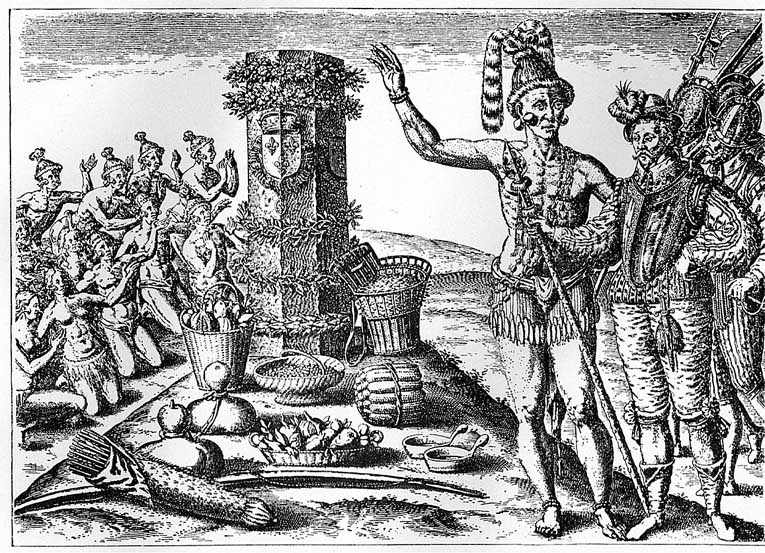
Florida: Athore zeigt René Goulaine de Laudonnière Jean Ribaults Säule (mit dem Wappen Frankreichs). Theodor de Bry Kupferstich nach einer kolorierten Zeichnung von Jacques Le Moyne, 1591

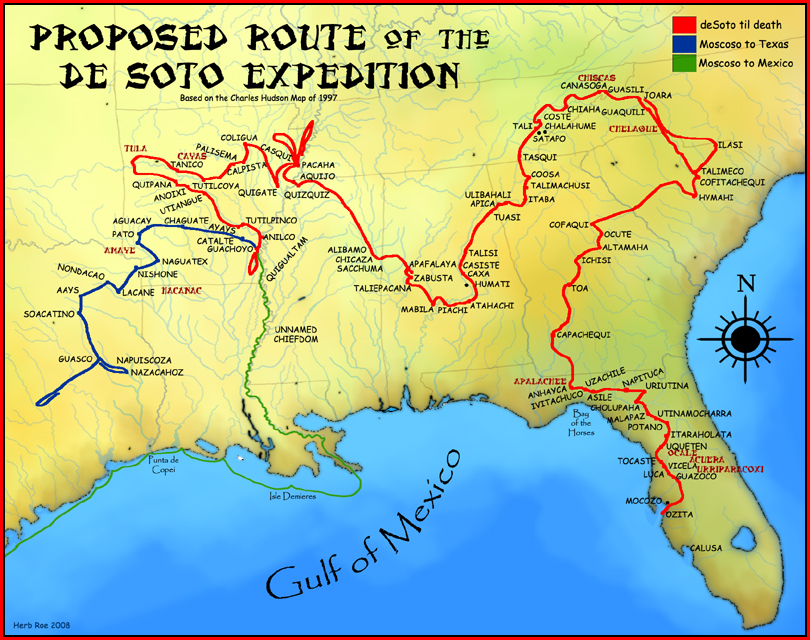
Mögliche Route de Sotos, 1539–1542

Ab 1492 wurde der Doppelkontinent nach und nach von europäischen Staaten in Besitz genommen. Die verfolgten Kolonisierungs- und Besiedlungsformen unterschieden sich dabei deutlich voneinander und hatten gravierende Auswirkungen auf die dort angetroffenen Kulturen. Während im Norden ein Jahrhundert lang der Handel vorherrschte und erst nach 1600 erste dauerhafte Kolonien an der Ostküste entstanden, eroberten Spanier binnen weniger Jahrzehnte die Großreiche Lateinamerikas. Während im spanischen Bereich mehr als drei Viertel der Indianer lebten, erhielten Portugal mit Brasilien und Frankreich und England mit dem Norden die dünner besiedelten Regionen.

#### Zusammenbruch der indigenen Bevölkerung
Kriege spielten anfangs eine große Rolle bei der Auslöschung der indigenen Volksgruppen; doch eingeschleppte Krankheiten, Strafexpeditionen, Umsiedlungen und Zwangsarbeit dezimierten die Bevölkerung in einem kaum quantifizierbaren Ausmaß. Einige Volksgruppen in Mittelamerika verschwanden durch eingeschleppte Seuchen, ohne dass ein Europäer sie überhaupt zu Gesicht bekommen hatte.
Um 1940 folgte man überwiegend der Auffassung des Anthropologen Alfred Kroeber, der die Bevölkerung des Jahres 1492 auf lediglich acht Millionen und nördlich des Rio Grande auf eine Million Menschen schätzte. Diese Schätzung wurde bereitwillig aufgegriffen, da sie das Ausmaß der Vernichtung minimalisierte und den politischen Mythos aufrechterhielt, die Europäer hätten einen weitgehend menschenleeren Kontinent erobert, was den Landbesitz ihrer Nachfahren legitimierte. Seither wurden immer neue, stark abweichende Schätzungen auf unterschiedlichster methodologischer Grundlage erstellt. Sie reichen von kaum mehr als 8 Millionen bis hin zu über 110 Millionen. Jüngere Schätzungen gehen von einem sehr groben Näherungswert von 50 Millionen Einwohnern aus, von denen etwa die Hälfte in Mesoamerika, ein Viertel im Inkareich lebte.
Das Smithsonian Institute hat seine Bevölkerungsschätzung für Nordamerika mittlerweile auf drei Millionen Menschen verdreifacht. Wie stark die Diskussion in Bewegung geraten ist, zeigt die Hypothese, die später beobachteten riesigen Bisonherden seien Weidetiere der Indianer gewesen. Die Herdengröße wäre dann nicht auf ein natürliches Gleichgewicht zurückzuführen, sondern ginge auf eine binnen weniger Generationen eingetretene Übervermehrung infolge des starken Rückgangs der menschlichen Population zurück.
Die höchste gesicherte Bevölkerungsdichte gab es in den weit entwickelten Großreichen Mittel- und Südamerikas, wo dementsprechend die zahlenmäßig größten Bevölkerungsverluste zu verzeichnen waren. Hernán Cortés vernichtete das Reich der Azteken mit ca. 500 Spaniern und zahlreichen verbündeten Indianern; Francisco Pizarro unterwarf mit anfänglich weniger als 200 Spaniern das Herrschaftsgebiet der Inka. In der Karibik wurde die Bevölkerung innerhalb weniger Jahrzehnte fast völlig ausgelöscht. Hernando de Soto schleppte 1539 bis 1542 verheerende Krankheiten in das Gebiet zwischen Mississippi und Florida.
Die iberischen Staaten, die sich 1494 im Vertrag von Tordesillas über die Aufteilung der Welt und damit auch des Kontinents geeinigt hatten, entsandten zahlreiche Männer nach Übersee, die sich dort mit indianischen Frauen verbanden. Rasch wuchs die Zahl der Abkömmlinge, die man Mestizen nannte. Die herrschende Klasse bildeten dabei Spanier und Portugiesen, die untere Klasse Mestizen und Indianer.

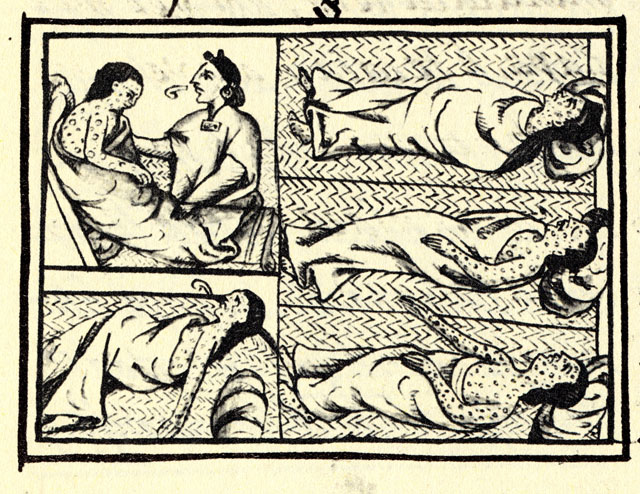
Von Pocken infizierte Nahua (Azteken), Bernardino de Sahagún (Florentiner Codex), 1585

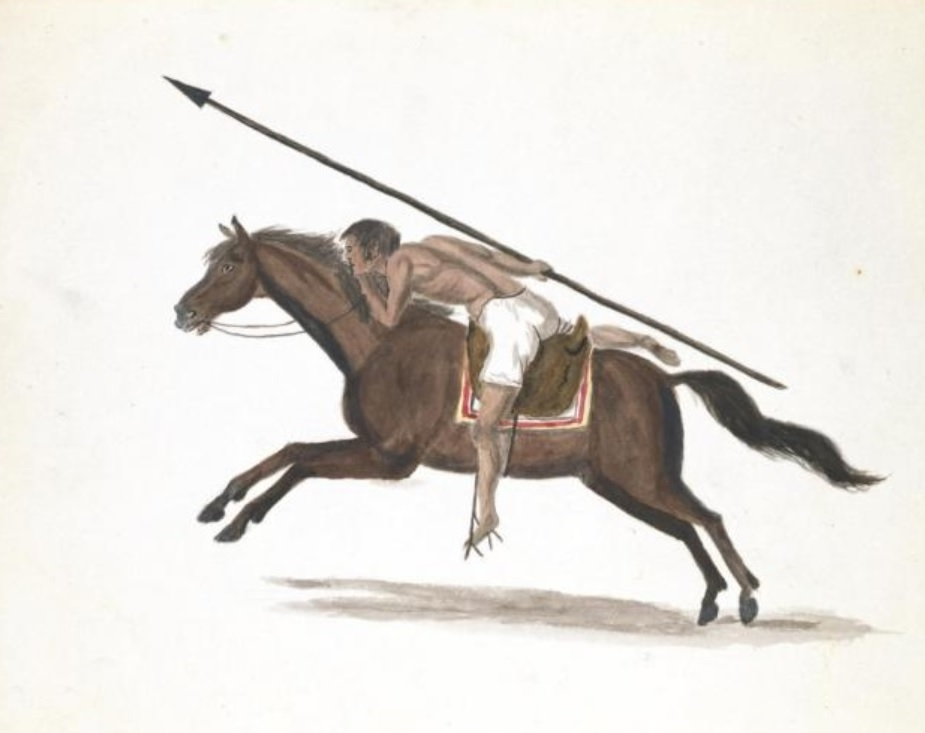
Reiterkrieger (Llanero) aus der Steppe Kolumbiens, Mitte 19. Jh.

In Nordamerika richteten vor allem Krankheiten wie Pocken, Masern und Grippe katastrophale Schäden an. Man nimmt an, dass ein Viertel bis die Hälfte der indigenen Bevölkerung Amerikas nach Ankunft der Europäer allein den Pocken zum Opfer fiel. Die Indianer verfügten über unzureichende Abwehrkräfte gegen diese für sie neuartigen Krankheiten. Selbst eine gezielte Verbreitung von Krankheiten – etwa Pocken – wurde sporadisch gefordert, aus Angst vor den unabsehbaren Risiken aber wohl nicht tatsächlich versucht. Als es möglich wurde, die weiße Bevölkerung durch Impfungen zu schützen, förderten jedoch einige Politiker die Ausbreitung der tödlichen Epidemie, so 1862 im pazifischen Nordwesten, oder nahmen sie in Kauf.
Weiter trugen in den britischen Kolonien in Nordamerika durch die Skalpproklamation von 1756, bis 1749 bereits in Halifax und bei den Franzosen, und in einigen US-Bundesstaaten wie Massachusetts (1744) die Skalpprämien zur Vernichtung bei. In Kalifornien wurden nach dem Goldrausch von 1849 innerhalb von nur zwei Jahrzehnten mehrere Tausend Indianer ermordet.
Trotz der nicht zu überschätzenden Wirkung der Epidemien und in einigen Gebieten der Sklavenjagd sollte die der Kriege nicht unterschätzt werden. Die verlustreichsten Kriege im Osten dürften die Schlacht von Mauvilla (1540), der Tarrantiner-Krieg (1607–1615), die beiden Powhatankriege (1608–1614 und 1644–1646), der Pequot- (1637), der König-Philip-Krieg (1675–1676), die Franzosen- und Indianerkriege (1689–1697, 1702–1713, 1754–1763) sowie die drei Seminolenkriege (1817–1818, 1835–1842 und 1855–1858) gewesen sein. Dazu kamen die Aufstände des Pontiac (1763–1766) und des Tecumseh (ca. 1810–1813). Die Franzosen standen von etwa 1640 bis 1701 in den Biberkriegen, dann in vier Kriegen mit den Natchez (1716–1729), die Niederländer im Wappinger-Krieg und in den Esopuskriegen (1659–1660 und 1663–1664), die Spanier gegen die Azteken und Inkareiche, 1680 gegen die Pueblos und in zahlreichen weiteren Kämpfen. Im Westen der USA waren es vor allem Aufstände der Sioux (1862) und Lakota (1866–1867) oder von Apachen unter Cochise (1861–1874), dessen Sohn Naiche mit Geronimo (bis 1886), die bekannt wurden, ebenso einzelne Schlachten, wie die am Little Bighorn oder das Massaker von Wounded Knee (1890).

Tote auf dem Schlachtfeld von Wounded Knee. „Nur ein toter Indianer ist ein guter Indianer.“ Das in den Sprachgebrauch eingegangene Wort stammt von General Sheridan. Er antwortete auf die Aussage des Comanchen-Häuptling Tosowi: „Ich bin ein guter Indianer“ mit: „Die einzigen guten Indianer, die ich gesehen habe, sind schon tot.“

Welchen Anteil wirtschaftliche Ausbeutung und desolate Sozialverhältnisse, Vernachlässigung, kriegerische Auseinandersetzungen, Epidemien, Sklavenjagd, „ethnische Säuberungen“ und Genozidversuche an dieser demographischen Katastrophe tatsächlich hatten – der Tiefpunkt wurde erst in den ersten Jahrzehnten des 20. Jahrhunderts durchschritten – und in welchem Verhältnis sie zueinander standen, wird kaum genau geklärt werden können. Fest steht nur, dass zahlreiche Völker mitsamt ihrer Kultur und Sprache vernichtet worden sind. Es war, gemessen an der Zahl der Opfer, die größte demographische und wohl auch kulturelle Katastrophe in der Geschichte der Menschheit. Einige Forscher sprechen daher von einem „amerikanischen Holocaust“, doch ist diese Bezeichnung wegen der ihr inhärenten Relativierung des Holocausts an den europäischen Juden umstritten.

#### Staat, Feudalsystem, Kirche und Sklaverei als Faktoren der Kolonialisierung
Um die Frage der Behandlung der Indianer entspann sich ein umfassender Konflikt zwischen den Exponenten Bartolomé de Las Casas als „Generalverteidiger der Indios“ und Juan Ginés de Sepúlveda, den Missionsorden und dem Indienrat sowie den lokalen Feudalherren. Die Krone versuchte die Granden, die von Anfang an zur Verselbstständigung ihrer Herrschaft neigten, durch ein Bündnis mit den Kleinadligen, den Hidalgos, und der Kirche unter Kontrolle zu halten. Die Verwaltung sollte von Sevilla aus erfolgen, niemand durfte ohne Genehmigung in die Kolonien. Zugleich sollten die Indigenen missioniert, seit 1503 in Encomiendas zusammengefasst und vor übermäßiger Gewalt geschützt werden (Gesetze von Burgos, 1512). Sie waren als Arbeitskräfte vorgesehen.

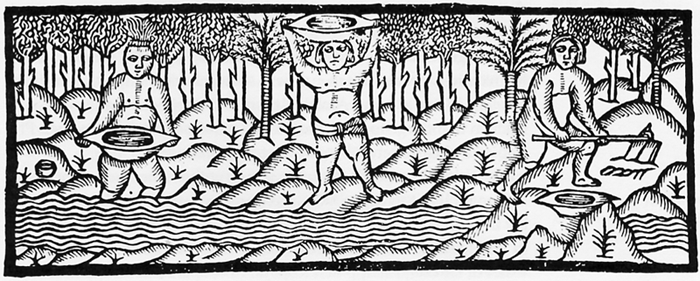
Indios, die an einem Fluss Gold waschen, Gonzalo Fernández de Oviedo: Historia General y Natural de las Indias, Islas y Tierra-firme del Mar Océano, Madrid 1535, Holzschnitt

1512/13 legten die Leyes de Burgos fest, dass die Indios den Feudalherren zwar überantwortet – daher der Begriff Encomienda –, aber nicht als Sklaven gelten sollten. Sie konnten allerdings zur Arbeit gegen Entlohnung gezwungen werden. Durch das Indi(ani)sche Recht versuchte Madrid gegen die brutale Drangsalierung der Indigenen und den rapiden Zusammenbruch der Bevölkerung durch das Encomiendasystem einen gewissen Schutz aufzubauen.
Durch das System der Mita waren die Provinzen schon im Inkareich gezwungen, reihum für eine bestimmte Zeit Arbeitskräfte für öffentliche Arbeiten zur Verfügung zu stellen. An dieses System knüpfte das Repartimiento ab 1549 an, wenn auch, wie etwa in Chile, das Encomiendasystem bis nach 1650 fortbestand. Das Repartimiento- oder „Zuteilungssystem“ diente vor allem der Bereitstellung von Kräften für die Feldarbeit und die lebensgefährliche Arbeit in Gold- und Silberminen (Potosí). Es wurde erst nach der Unabhängigkeit von Spanien abgelöst, stellte aber dennoch im Vergleich zur Encomienda eine Milderung dar.
Hingegen versorgten die sogenannten Paulistas oder bandeirantes, Sklavenjäger aus São Paulo, den Sklavenmarkt mit Indianern. Dazu durchstreiften sie riesige, auch spanische Gebiete, und entvölkerten sie mit Unterstützung von Tupi-Armeen durch Menschenraub und Vertreibung. Erfolgreiche Bemühungen zum Schutz der Indigenen vor Sklavenjägern wie im Jesuitenstaat von Paraguay, wo Indios wie der Kazike Nicolás Neenguirú den Sklavenjägern erfolgreich Schlachten lieferten, waren die Ausnahme.
Missionare veranlassten die Indigenen, oftmals unter Ausnutzung ihrer Schutzbemühungen gegen Ausbeutung und Tötung, ihre Glaubensüberzeugungen aufzugeben. Ihre kulturellen Eigenheiten wurden von den Missionaren als „unzivilisiert“ oder „widernatürlich“ diskreditiert.
In Südamerika hatten Ordensmissionare bereits im 16. Jahrhundert indianische Sprachen erlernt und schriftlich dokumentiert, um die Ureinwohner missionieren zu können. Sie trugen so indirekt zum Erhalt zahlreicher Sprachen bei. In Lima entstand eine entsprechende Hochschule. Die von Jesuiten im 17. Jahrhundert im La-Plata-Gebiet aufgebauten Missionen („Reduktionen“ genannt), in denen sie den Indigenen eine zwar von europäischen Wertmaßstäben geprägte und paternalistisch verstandene, aber doch eigenständige und in gewissem Sinne selbstbestimmte Entwicklung ermöglichen wollten, haben letztlich sogar dazu geführt, dass das Guaraní bis heute lebendig und in Paraguay als Amtssprache anerkannt ist.
Auch dort, wo spanische Konquistadoren nicht hinkamen, lösten sie, von den Epidemien abgesehen, massive Veränderungen aus. Sie hatten Pferde eingeführt, von denen einige verwilderten und sich in den weiträumigen Ebenen Süd- und später auch Nordamerikas rasant verbreiteten. Sie bildeten die Grundlage für die Entstehung indianischer Reiterkulturen, darunter den Ende des 18. Jahrhunderts prägenden Reiternomadismus in den Great Plains. Die Pferde erleichterten die Jagd und den Transport ungemein und führten zu einem veränderten Kräfteverhältnis unter den Völkern, und damit zu weiträumigen Völkerwanderungen. Zudem erschlossen sich die Reitervölker bisher unbewohnbare Gebiete, und mit den zugerittenen Pferden ein neues Handelsobjekt.
Ganz andere Fernveränderungen lösten die nördlichen Kolonialmächte aus, indem sie Pelzhandel betrieben. Sie veränderten damit nicht nur die mit ihnen handelnden Gesellschaften, sondern wirkten darüber hinaus auf deren nahe und ferneren Nachbarn ein, sei es durch Handel mit Waffen und damit zusammenhängende Machtverschiebungen, sei es durch die Entwicklung von Handelsmonopolen der in der Nähe der Handelsstützpunkte (Forts) lagernden Stämme, sei es durch Auslösung von Völkerwanderungen.

### Nachkoloniale Geschichte
Die Befreiung von portugiesischer, spanischer und britischer Kolonialherrschaft in den Jahrzehnten um 1800 bedeutete für die Indianer eine Intensivierung der Binnenkolonisation und eine Zunahme der Einwanderung, vor allem in den USA, Kanada, Brasilien, Chile und Argentinien. Damit stand das von ihnen bewohnte Land viel stärker Verwertungsinteressen heimischer Eliten im Wege, die durch keine Zwischenmacht oder durch die Kolonialverwaltung mehr behindert wurden.
In Nordamerika gerieten die Indianer schnell in die Minderheit, da ihre Zahl rapide abnahm, während die der Weißen zunahm. Selbst große Koalitionen, wie unter Pontiac und Tecumseh, wehrten sich vergeblich gegen das Vordringen. Bis 1890 war der letzte Widerstand gebrochen.
Dabei versuchten die Staaten die Kosten der Besiedlung, d. h. den Aufbau einer Infrastruktur, etwa durch transkontinentale Eisenbahnbauten, Verwaltung und Verteidigung, Polizei und Gerichte auf verschiedenen Wegen zu bestreiten. In den USA eigneten sich die Siedler als unbearbeitet betrachtete Ländereien an (Squatting) und zahlten dafür später geringe Summen, ein Verfahren, das in Kanada in geordnetere Bahnen gelenkt wurde (vgl. Wirtschaftsgeschichte Kanadas). Letztlich lief dies aber auch hier auf eine Inbesitznahme der überwiegenden Teile des Bodens durch Siedler aus Europa hinaus, deren Zuwanderung gefördert wurde.

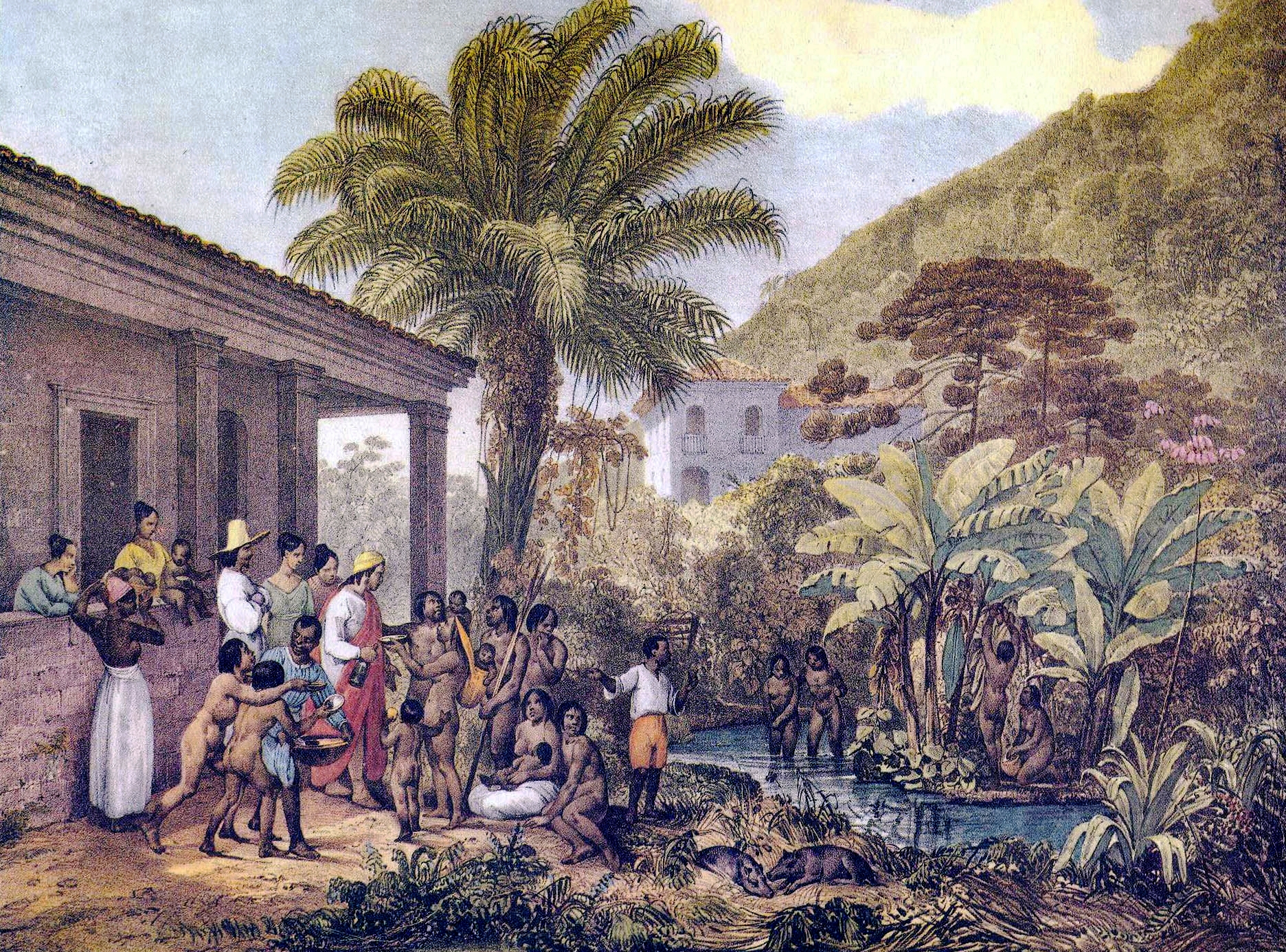
Indios besuchen eine Fazenda in Minas Gerais, Johann Moritz Rugendas Gemälde, um 1824

In Südamerika wurden die kolonialen Landzuteilungen aufgelöst. Die Ländereien gingen an Großgrundbesitzer, die sie überwiegend als Haziendas, bzw. als Fazendas (Brasilien) weiterführten. An diesem Großgrundbesitz entzünden sich bis heute zahlreiche Konflikte, denn sie überließen vielen Indigenen zwar kleine Parzellen für die Subsistenzwirtschaft, forderten aber dafür Dienste – eine Wiedereinführung feudaler Frondienste.
Widerstand wurde mit Waffengewalt und Hunger gebrochen, die Indianer mussten in den USA sogar alles Land östlich des Mississippi verlassen (Indian Removal Act und Pfad der Tränen), in Kanada wurden Reservate meist im traditionellen Gebiet eingerichtet, ebenso wie in den USA. Dort wurden allerdings häufig mehrere Stämme, die kulturell oftmals weit entfernt standen, in eine Reservation gezwungen. Ende des 19. Jahrhunderts war dieser Prozess im Norden im Großen und Ganzen abgeschlossen, die Zahl der Indianer auf einen Bruchteil reduziert.
Während die Missionierung im Süden überwiegend im 16. und 17. Jahrhundert durch katholische Orden erfolgte, wurden viele Stämme im Norden erst im Laufe des 19. Jahrhunderts katholisch oder schlossen sich einer der protestantischen Konfessionen an. Dies war jedoch nur der erste Schritt zur Assimilierung, die auf die Auslöschung der Kulturen hinauslaufen sollte, die von Kanada und den USA, aber auch den Kirchen als minderwertig betrachtet wurden. Mehrere Generationen lang fruchtete dies jedoch wenig, so dass man die Kinder weitgehend von den Erwachsenen absonderte, um sie in internatartigen Schulen zu unterrichten (siehe Residential Schools für Kanada). Dort wurde ihnen nicht nur jede traditionelle kulturelle Äußerung, sondern vor allem der Gebrauch ihrer Sprache verboten. Gegen die rechtliche und ökonomische Marginalisierung mit Rechtsmitteln vorzugehen wurde ihnen darüber hinaus verboten. Traditionelle Rituale, wie Sonnentanz und Potlatch waren bis in die 50er Jahre verboten, die letzten dieser Schulen wurden erst in den frühen 1980er Jahren aufgelöst. Ähnlich war die Situation in den USA.
Der Fischfang und das Jagdrecht wurden gleichfalls untergraben. Besonders die Massenjagd der Amerikaner auf das Wild, wie das Abschlachten der Bisons im späten 19. Jahrhundert oder die Dezimierung der Karibuherden nach dem Bau des Alaska Highways, bedrohen die vertraglich zugesicherte Existenzweise zahlreicher Stämme. Darüber hinaus zerschnitt der Bau riesiger Staudämme die Wanderrouten der Herden und erschwerte damit die traditionelle Lebensweise der Indianer noch mehr. Erst gegen Ende des 20. Jahrhunderts erlangten die Stämme hierin zunehmend Mitspracherechte und verwalten Parks und Schutzgebiete mit. Allerdings ist die Situation regional sehr unterschiedlich.

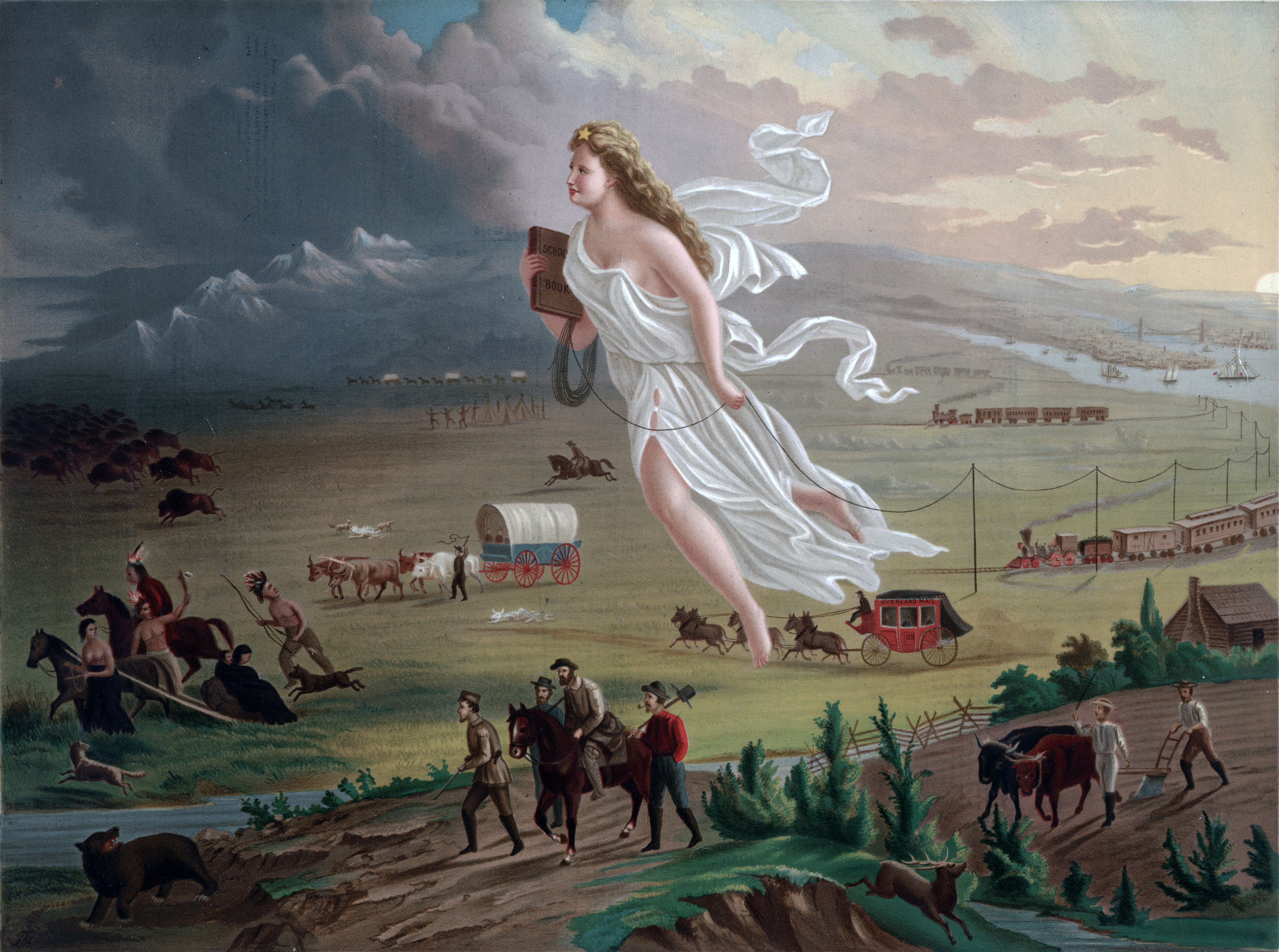
American Progress („amerikanischer Fortschritt“), Gemälde von John Gast, 1872, das die zivilisatorisch-religiöse Aufgabe der Siedler symbolisch überhöht

In den USA führte diese Entwicklung zu einer massiven Landflucht und Verstädterung der Indianer, zugleich wurden die Reservate in Privatbesitz umgewandelt, den die verarmten Bewohner oftmals verkaufen mussten. In den 1930er Jahren erhielten die Stämme die Möglichkeit, sich selbst zu verwalten und Hoheitsrechte auszuüben, doch 1953 bis 1961 versuchte man, die zum Teil neu geschaffenen Stämme und die Reservate aufzulösen und die Indianer zur Abwanderung in die Städte zu veranlassen (Termination Policy). In Alaska schuf der Alaska Native Claims Settlement Act ab 1971 ein System von Beteiligungen und Geldflüssen, wogegen die Ureinwohner ihre Reservate aufgaben, sieht man von Metlakatla auf Annette Island ab.
In Kanada beschreitet man den Weg der Privatisierung in jüngster Zeit gleichfalls. Viele Rechte sind in den letzten Jahrzehnten vor Gerichten erstritten worden, wozu Wiedergutmachungen und Beteiligungen an auf ihrem Land gemachten Erträgen – etwa durch Bodenschätze oder Staudämme –, sowie Entschädigungen für Misshandlungen in den Schulen gehören (Residential School). Dennoch lebt inzwischen jeder zweite Indianer in einer Stadt.
In Mittelamerika begannen die Kämpfe gegen die Unterwerfung erheblich früher, wie etwa im Mixtón-Krieg (bis 1542), und sie dauerten deutlich länger, bis in die Mitte des 20. Jahrhunderts. Nach der Zerstörung der Großreiche drangen Spanier weit in den Norden vor und unterwarfen etwa die Pueblobevölkerung am Rio Grande. 1680 gelang diesen ein Aufstand, der bis 1692 andauerte. Der Widerstand der Maya gegen Landenteignung, Versklavung und Demütigung entzündete sich an der Hinrichtung mehrerer Mayaführer am 30. Juli 1847. Der als Kastenkrieg bekannte Aufstand erfasste ganz Yucatan und dauerte bis 1901. Die letzten Cruzoob, wie sich die Aufständischen nannten, schlossen erst 1935 einen Friedensvertrag mit der Regierung, der ihnen bis heute die Selbstverwaltung ihrer Dörfer gestattet. Der Aufstand der Zapatistas, der in der Provinz Chiapas 1994 begann, basierte ebenfalls auf dem Widerstand der Indigenen, bediente sich aber westlicher Ideologien und der Guerillataktik.
In Südamerika gelang es dem Mapuche-Volk aus Chile und den mit ihnen verbündeten Reitervölkern Argentiniens (vor allem den Tehuelche), den gesamten Raum Patagoniens von der Conquista bis fast zum Ende des 19. Jahrhunderts vor der Kolonisierung und Fremdbesiedlung zu bewahren. 1641 erkannten die Spanier eine unabhängige Mapuche-Nation im Vertrag von Quillín an. Darin wurde der Bío-Bío-Fluss als Grenze festgeschrieben und dem Volk der Mapuche Souveränität zugebilligt, ein in der Geschichte indigener Bevölkerungen in Südamerika einzigartiger Vorgang. Dies war nur möglich durch die sogenannte Araukanisierung der patagonischen Völker: ein Kulturtransfer zu einer ethnischen Homogenisierung, verbunden mit neuen Machtstrukturen, die sich unter anderem an den Spaniern orientierten.
Dennoch flammte der Konflikt immer wieder auf und ging als sogenannter Arauco-Krieg in die Geschichte ein. Erst in den Indianerkriegen ab 1860 bis 1881 in Chile und mit der von 1878 bis 1884 andauernden „Wüstenkampagne“ Argentiniens wurde das Mapuche-Gebiet gewaltsam in die beiden neuen Staaten eingegliedert, das Land mit Einwanderern besiedelt und die Mapuche in Reservaten konzentriert. 1934 scheiterte der letzte größere Aufstand von Mapuche bei Ranquil (Chile, Provinz Itata).
In Bolivien, dem einzigen Land, in dem die Mehrheit der gegenwärtigen Bevölkerung aus Indigenen besteht, regierte von 2006 bis 2019 ein indianischer Präsident, Evo Morales. „Armut, mangelhafter Zugang zu Bildungs- und Gesundheitseinrichtungen sowie fehlende Integration in das formale Wirtschaftsleben“ waren hier, genauso wie im benachbarten Peru, die Ursachen für den Widerstand der indigenen Völker – neben dem mangelnden Respekt vor ihrer Kultur. Dabei verbündet sich der verarmte, auch nichtindigene Landraum zunehmend gegen die zentralistischen Hauptstädte Lima und La Paz. Gut ausgebildete Indigene wie Alberto Pizango, der 1.350 Amazonasdörfer führte, vertraten, ähnlich wie in Nordamerika, ihre Ansprüche vor Gerichtshöfen und auf der politischen Ebene. 2009 kam es zu Kämpfen, bei denen bis zu 250 Indianer ums Leben kamen.

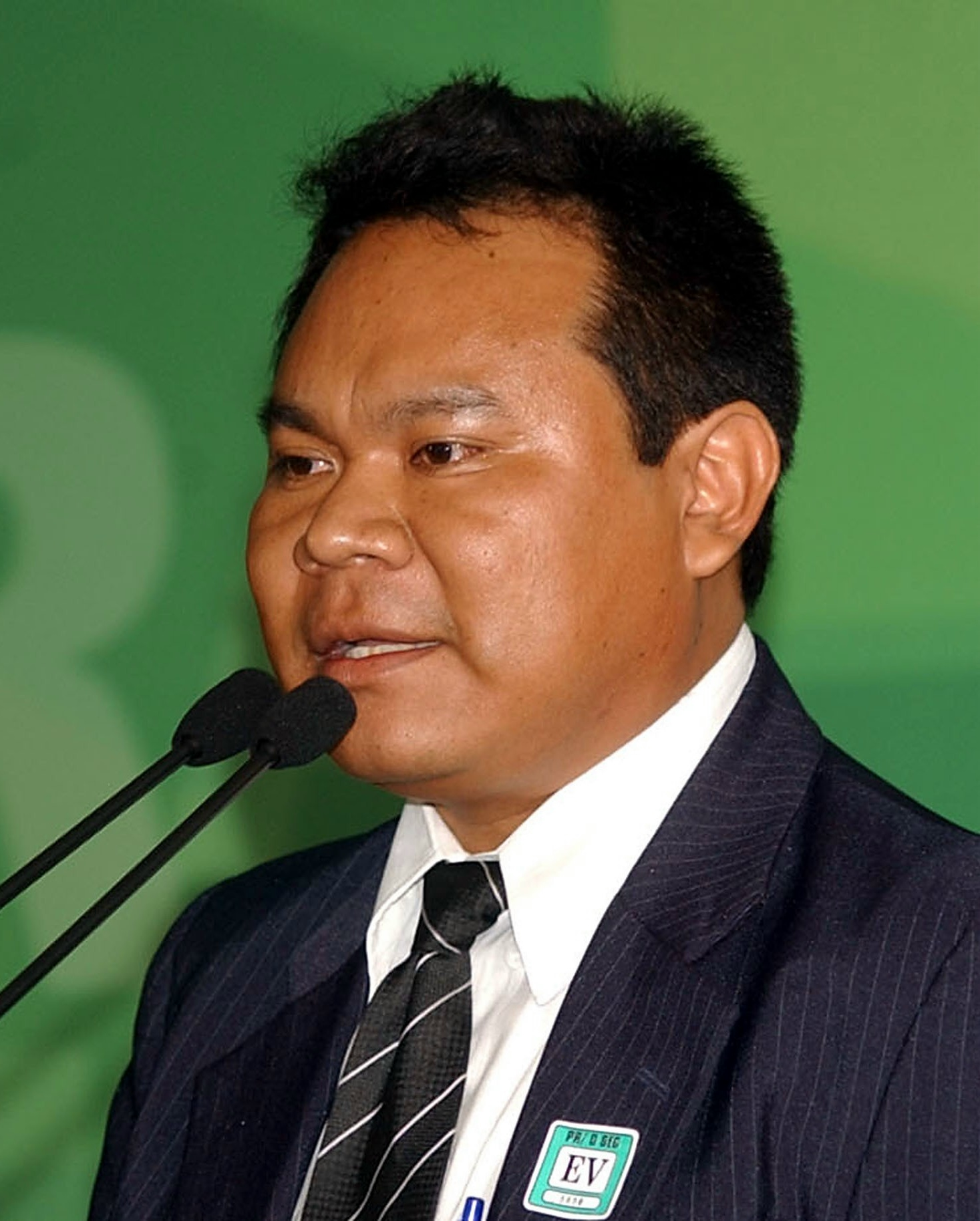
Dilson Ingarico, Präsident des Indigenenrats der Ingaricò in Brasilien (beide Fotos entstanden im Jahr 2007)

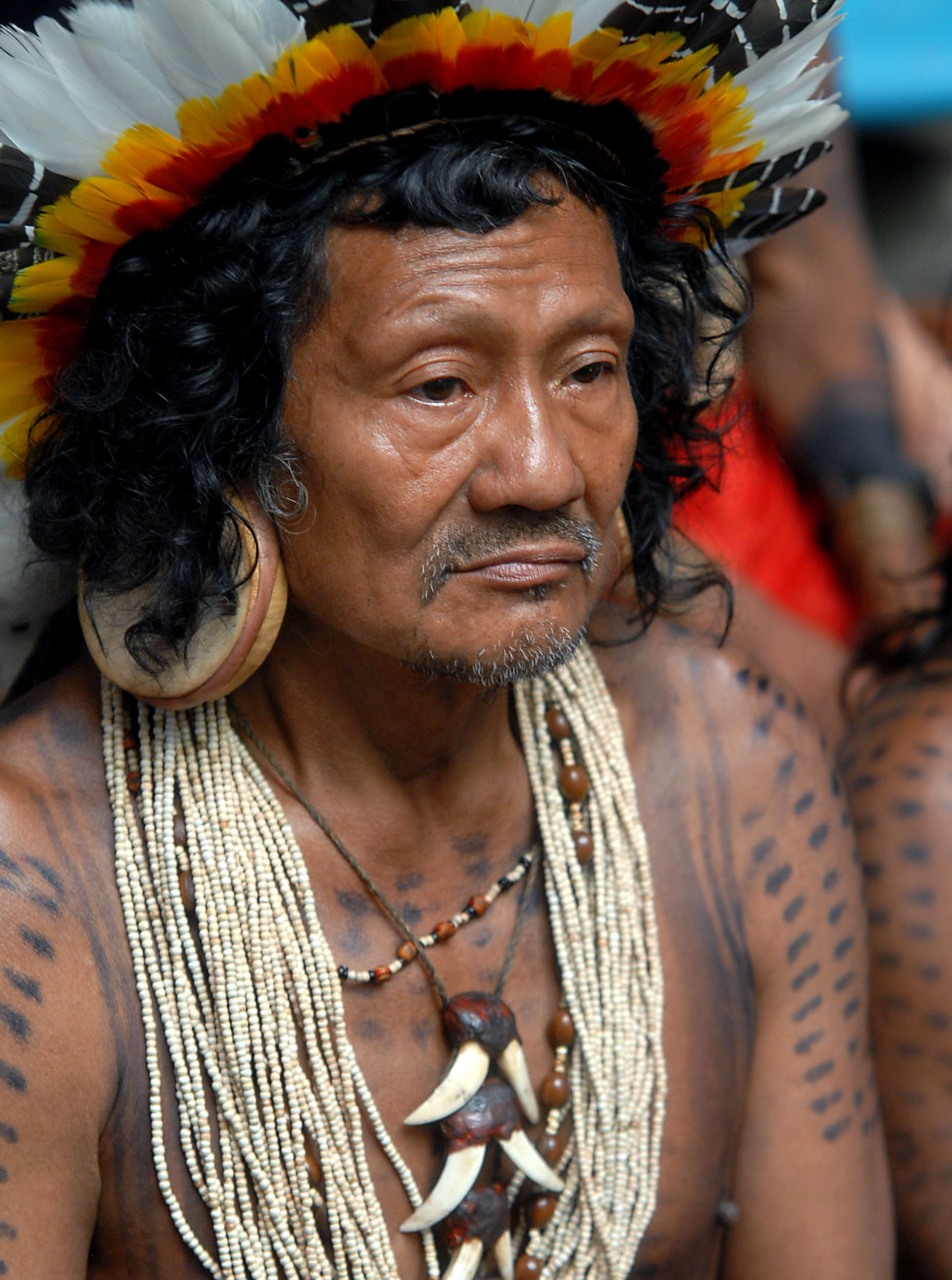
Angehöriger der Rikbaktsa während der indigenen Spiele im brasilianischen Olinda

Ganz anders ist die Situation in denjenigen Staaten Südamerikas, in denen die Indigenen zu einer kleinen Minderheit geworden sind, etwa Brasilien. Die Landenteignung wird dort, wenn auch eher von Unternehmen auf der Suche nach Bodenschätzen und von Grundbesitzern, fortgesetzt, wie etwa gegen die Makuxi im Norden oder die Guarani im Süden. Die Regierung steuert dieser Entwicklung nur unzureichend entgegen, wie am 17. März 2009 der Oberste Gerichtshof feststellte. Er entschied, dass das Reservat Raposa/Serra do Sol im Bundesstaat Roraima den dortigen Ethnien gehört. Das Reservat nahe der Grenze zu Guyana war zwar 2005 durch Präsident da Silva den Indigenen zugesprochen worden, doch habe die Regierung nicht einmal eingegriffen, als es zu Kämpfen kam.
Seit 2002 kämpfen die Tremembé im brasilianischen Ceará gegen ein Tourismusprojekt um ihr 3100 Hektar großes Reservat. Die Suruí, ein Stamm in der Provinz Rondônia, der vor 40 Jahren noch 5000, heute nur noch 1300 Angehörige zählt, haben Kontakt zu Google Earth Outreach aufgenommen. Sie wollen die Zerstörung des Regenwalds über Google Earth sichtbar machen und ihr Gebiet überwachen.
Die größte Zwangsumsiedlung ist am Rio Madeira vorgesehen, wo GDF Suez, ein halbstaatlicher französischer Konzern, den Jirau-Staudamm bauen lässt. Ähnliches plant die Regierung Lula am Rio Xingu, wo sich inzwischen der Filmemacher James Cameron einmischte. Einen Teil der technischen Ausstattung liefern Voith Hydro, Siemens und Andritz. In Ecuador kommt es seit 2000 durch die Erschließung von Bodenschätzen auf dem Gebiet der Shuar immer wieder zu gewalttätigen Konflikten. Dammbauprojekte bedrohen zugleich indianische Kulturen in Kanada, wie etwa in British Columbia, wie dies bereits seit Anfang des 20. Jahrhunderts Bauten in den westlichen USA taten. Sie verhinderten die Lachswanderungen und entzogen damit den davon abhängigen Stämmen die Lebensgrundlage.
Besonders ungünstig ist die Situation bei den weltweit rund 100 isolierten indigenen Gruppen, die von jedem (weiteren) Kontakt verschont werden sollen, weil sie ansonsten den ihnen unbekannten Krankheiten zum Opfer fallen würden. Solche Gruppen existieren in Brasilien, Peru und Ecuador, ebenso wie im Chaco-Gebiet von Paraguay, wo etwa die Ayoreo leben.
Im Jahr 2024 bat US-Präsident Joe Biden die indigenen Völker Amerikas wegen Misshandlungen an von der US-Regierung betriebenen Internaten im Namen der USA um Verzeihung.

## Kultur
In der Ethnologie wird vor allem für Nordamerika, seltener für Mittel- und Südamerika eine grobe Einteilung der indigenen Kulturen nach sogenannten Kulturarealen vorgenommen, in denen Ethnien mit ähnlichen kulturhistorischen Merkmalen zusammengefasst werden (siehe auch: Nordamerikanische Kulturareale und Kulturen der indigenen Völker Südamerikas).

### Sprachen

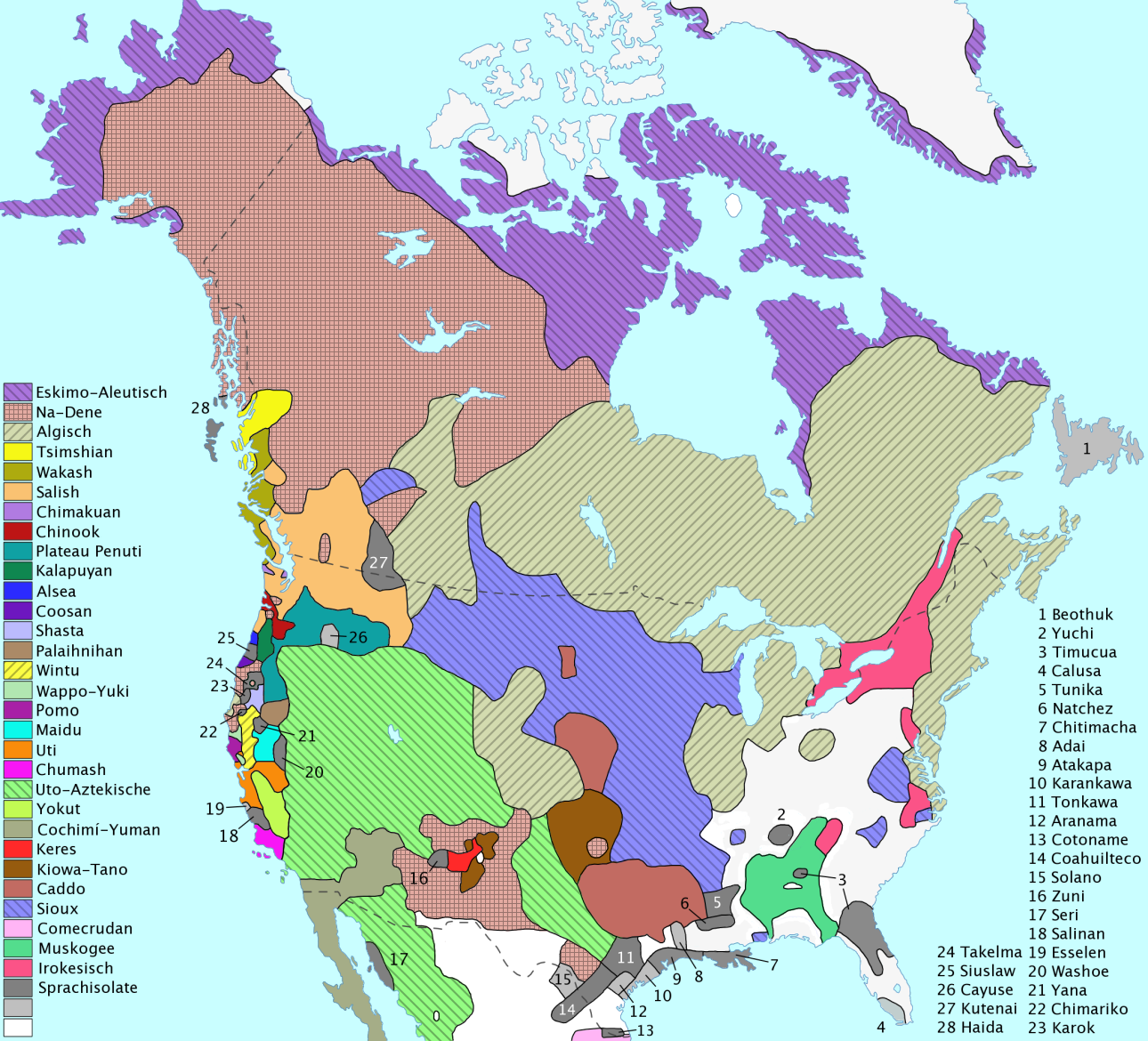
Verbreitungsgebiete der indigenen Sprachen Nordamerikas vor der Kolonialisierung

Die Sprachen bestehen aus Dutzenden von eindeutigen Sprachfamilien sowie vielen isolierten Sprachen. Es gab mehrere Versuche von Linguisten, diese in übergeordnete Familien zu gruppieren, davon ist keiner allgemein anerkannt. Zwei Sprachfamilien weichen deutlich von den anderen ab: Die Na-Dené-Sprachen und die eskimo-aleutischen Sprachen. Genetische Analysen der Indianer lassen mehrere Einwanderungswellen bei der Besiedlung Amerikas annehmen. Daher ist zu vermuten, dass diese Sprachen von Indianervölkern gesprochen werden, die als spätere Einwanderer nach Amerika kamen, als die anderen Völker den Kontinent bereits besiedelt hatten.
Schriften haben nur indianische Kulturen in Mittelamerika entwickelt. Die ältesten Zeugnisse stammen von den Olmeken in Mittelamerika und werden auf ca. 900 v. Chr. datiert. Hier entwickelten sich auch weitere Schriften, insbesondere die der Maya, Mixteken, Zapoteken und Azteken. Dabei bestand eine Variationsbreite zwischen noch rein logografischer Schrift bis zu einer weitgehend phonetischen Schrift.

#### Geschichte der Sprachen in Amerika
Nach der Kolonisierung Amerikas reichte die Haltung hinsichtlich der indigenen Sprachen von Vernachlässigung bis zu gezielter Unterdrückung. Nur die Missionsorden begannen früh, die Sprachen zu lernen und entsprechende Schulen einzurichten. Das galt zunächst für Peru, wo eine Hochschule entstand, dann für zahlreiche Missionsgebiete zwischen Québec und Kalifornien im Norden, über die mexikanischen Ballungsräume bis zu den Grenzgebieten im Süden Chiles und entlang der portugiesischen Grenze (Brasilien). Gelegentlich verbreiteten sie dadurch Sprachen in Gebiete, in denen diese Sprache vorher nicht in Gebrauch war, wie etwa im Fall des Quechua. Neben den Sprachen mit Millionen von Sprechern, wie Aymara, Guaraní und Nahuatl lernten die Missionare nur wenige Sprachen, was ihr Überleben wiederum bestärkte.
In Nordamerika wurde der Gebrauch der indigenen Sprachen lange aktiv unterdrückt. Diese Politik fand ihren Höhepunkt in der sogenannten Termination mit dem Ziel, Indianer aus ihrem Stammesverbund zu lösen und als Individuen in die Gesellschaft zu integrieren. Dazu wurde insbesondere der Gebrauch von Indianer-Sprachen in der Schule strikt untersagt. Erst 1958 wurde dieses Ziel aufgegeben und seitdem gibt es zahlreiche Versuche, die nordamerikanischen Sprachen wieder zu beleben.

#### Verbreitung heute
In Nordamerika sind einige der größeren Sprachen, wie Cree (mit 60- bis 90.000 Sprechern) in Kanada oder Navajo im Südwesten der USA (mit rund 150.000 Sprechern) noch nicht gefährdet (jedoch potenziell aufgrund der abnehmenden Weitergabe an die nachfolgenden Generationen), andere stehen kurz vor dem Aussterben. In Kanada sind noch mindestens 74 Sprachen in Gebrauch.

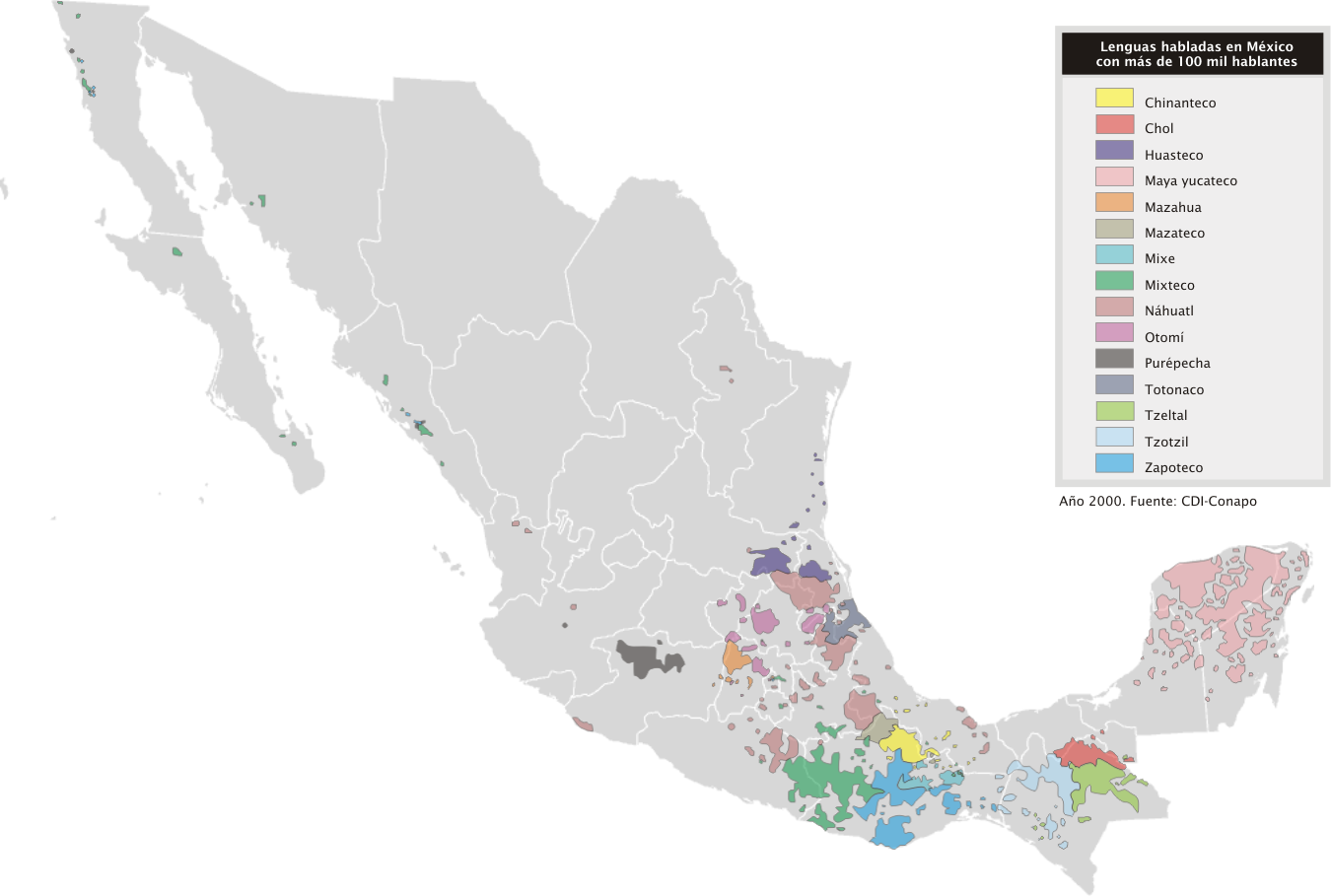
Indigene Sprachen in Mexiko mit mehr als 100.000 Sprechern

In Mexiko und den südlichen Nachbarländern dominieren die Maya-Sprachen. Mexiko erkennt 62 nationale indigene Sprachen an, wobei 2005 mehr als sechs Millionen über fünf Jahre alte Bewohner eine dieser Sprachen als Muttersprache bezeichneten.
In der Karibik werden die Sprachen der Cariben und der Arawak nur noch wenig gesprochen; zu ihren Vertretern zählen etwa die Taíno.
Anders sieht es in Südamerika aus. Schätzungen zufolge waren dort in vorkolumbianischer Zeit rund 1500 Sprachen verbreitet, davon existieren heute noch etwa 350. Die Einordnung in Sprachfamilien ist dabei, wie in ganz Amerika, stark umstritten. Die Zahl der Sprecher ist erheblich höher als in Nordamerika und in der Karibik, zugleich konzentriert sich deren überwiegende Zahl auf wenige Sprachen. Diese wiederum wurden von Missionaren erlernt und gefördert. So überlebten zahlreiche Sprachen, zu denen inzwischen Materialien schriftlich und über das Internet verfügbar sind.
Während im östlichen Tiefland Südamerikas Tupí-Sprachen vorherrschen, deren größten Zweig die Tupí-Guaraní-Sprachen darstellen, dominieren im Andenraum Quechua-Sprachen, deren sich bereits die Inkas bedienten. Neben ihnen bestehen große Sprachgruppen, wie die Aymara-Sprachen, zu denen etwa das Aymara gehört, die indigene Sprache mit den meisten Sprechern in Südamerika (ca. 2,2 Millionen). In Argentinien sprechen rund eine Viertelmillion Menschen eine der beiden araukanischen Sprachen.
Überwiegend in Nordamerika entstanden im Kontakt zwischen Weißen und Indianern neue Sprachen, insbesondere Mischsprachen wie das Chinook Wawa an der Pazifikküste, weil der extensive Handel eine einfache Verständigungssprache erforderte. Hinzu kamen Sprachen wie das Michif, die wichtigste Sprache der Métis in Kanada, das aus indianischen und europäischen Sprachen bei der Entstehung eines Mischvolks entstand und Ursprünge im Cree und im Französischen hat. Das ebenfalls von Métis gesprochene Bungee hat hingegen schottisch-gälische und Cree-Wurzeln.
Bolivien, Paraguay, Ecuador und Peru erkennen heute eine oder mehrere indigene amerikanische Sprachen als Amtssprache zusätzlich zum Spanischen an.

### Erzählung, Literatur, Schrift
Außer einigen mittelamerikanischen Kulturen, die eine Bilderschrift besaßen, wie die Maya, die ein echtes Schriftsystem entwickelten, hinterließen die Kulturen der westlichen Hemisphäre wenige schriftliche Zeugnisse. Doch in den letzten Jahren wurden die ältesten Schriften in die Zeit um 900 v. Chr. zurückdatiert. Der sogenannte Cascajal-Stein aus dem frühen 1. Jahrtausend v. Chr. zeigt auf einer Fläche von 36 mal 21 cm 62 Zeichen. Er belegt, dass die Olmeken, möglicherweise als erste, ein Schriftsystem entwickelt haben.
Unter den Prärieindianern existierten Chroniken, die graphische Symbole für wichtige Ereignisse verwendeten. Ohne mündlichen Kommentar waren diese Chroniken nicht verständlich. Die bedeutendste Bilderschrift ist die auf Baumrinde festgehaltene Stammessage der im Osten der USA lebenden Lenni Lenape, bekannt als Walam Olum. Die Überlieferung erfolgte daher größtenteils mündlich. Die mündliche Überlieferung war jedoch in der Lage Jahrhunderte und teilweise Jahrtausende zurückliegende Ereignisse zu bewahren. Eine weitere Memoriertechnik ist die Errichtung von Erinnerungsmalen, wie etwa von Wappen- bzw. Totempfählen, die an der Nordwestküste für bedeutende Verstorbene aufgestellt wurden.

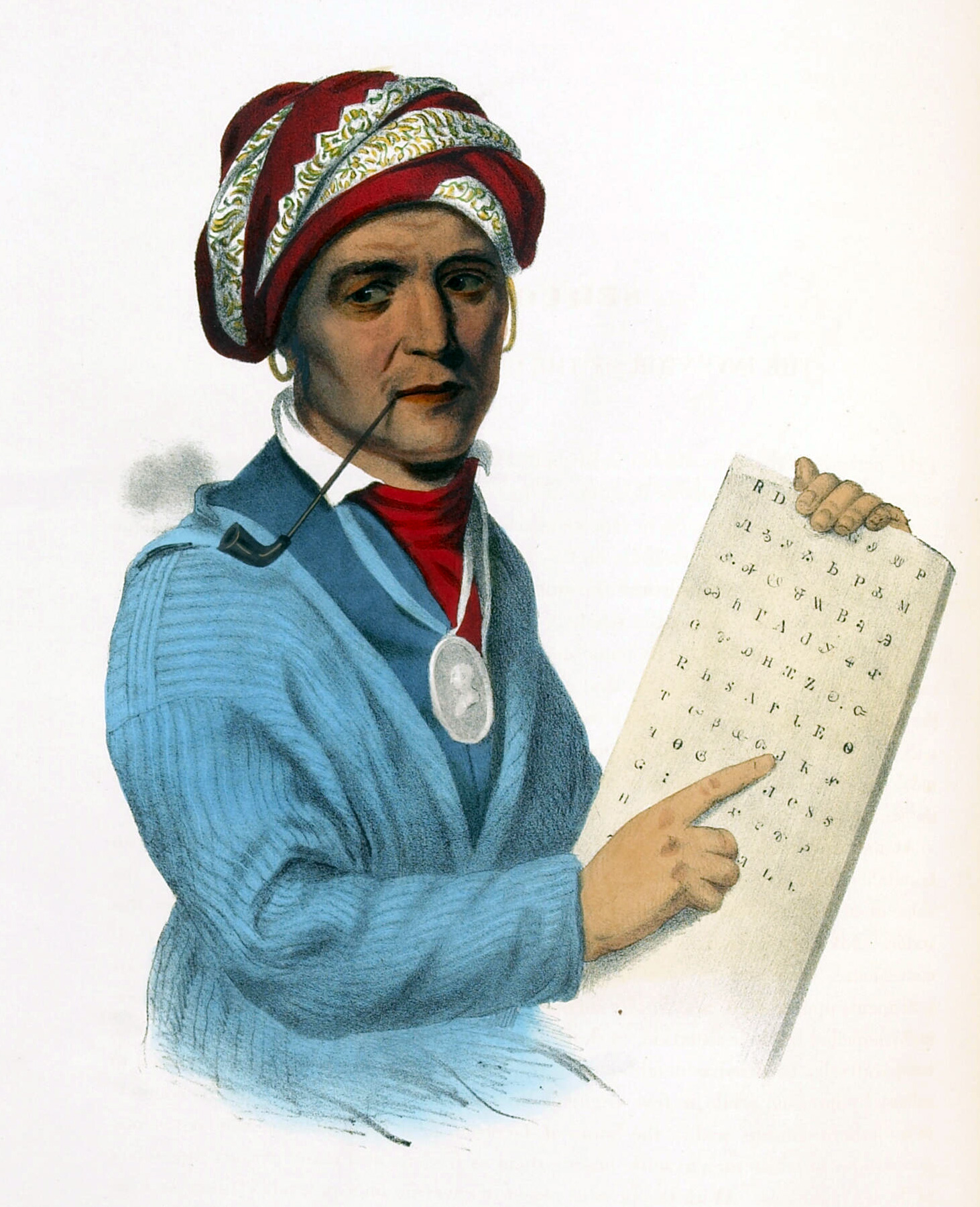
Sequoyah mit einer Tabelle der von ihm entwickelten Cherokee-Schrift. Nach einem Gemälde von Charles Bird King

Schon früh entwickelten Missionare Schriften, die die Laute der Indianersprachen angemessener wiedergeben sollten, als es die begrenzten Möglichkeiten der lateinischen und kyrillischen Zeichen ermöglichen. Hinzu kamen eigenständige Entwicklungen, wie das von Sequoyah ab 1809 entwickelte Cherokee-Alphabet. Heute besitzen zahlreiche Stämme, wie die Cree, eine eigene Schrift. 1828 bis 1834 konnte Gallegina Watie (Elias Boudinot), ein Cherokee, eine Zeitung herausgeben, den Cherokee Phoenix, der wöchentlich auf Englisch und Cherokee erschien.

#### Nordamerika
Im Gegensatz zu den Erzählungen der mündlichen Kultur basiert die literarische Produktion ganz überwiegend auf den Kolonialsprachen, die paradoxerweise zu den hauptsächlichen, innerindianischen Kommunikationsmedien geworden sind. Neben dem Hauptstrom der Literatur repräsentiert die native literature die Tradition der ethnischen Gruppen Nordamerikas. Sie ist trotz der Übersetzung ins Englische und Französische und der Schriftlichkeit stark in mündlichen Traditionen verwurzelt.
Die im 17. Jahrhundert einsetzende schriftliche Überlieferung durch Übersetzung ins Englische bzw. Französische wirkte jedoch durch christlich-moralische Vorbehalte und Missverständnisse verzerrend. Zudem sind zahlreiche Geschichten im Besitz von Abstammungslinien und dürfen nur in bestimmten rituellen Zusammenhängen erzählt werden. Der überwiegende Teil von ihnen ist weder öffentlich zugänglich noch übersetzt.

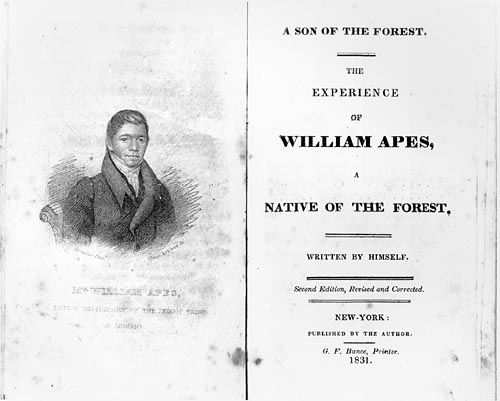
William Apes: The Experience of William Apes, a Native of the Forest, 1831

Die selbstständige literarische Tradition reicht mindestens bis in das frühe 19. Jahrhundert zurück, wie etwa William Apes' The Experience of William Apes, a Native of the Forest von 1831 zeigt. Apes (1798–1839) war Pequot und zählt, wie George Copway, ein Anishinabe, und Chief Elias Johnson, ein Tuscarora, zu den frühen Beispielen amerikanischer Literatur. Diese Tradition lässt sich bis Joseph Brant verlängern, der Thayendanegea hieß (1742–1807) – er übersetzte den anglikanischen Katechismus sowie das Evangelium nach Markus in die Sprache der Mohawk. Einen weiteren Aufbruchsversuch stellt das isolierte Werk von Oliver La Farge, die Novelle Laughing Boy von 1929 dar, ebenso wie die Tochter eines Mohawk-Häuptlings Emily Pauline Johnson (1861–1913) mit Werken wie The Song My Paddle Sings, Flint and Feather oder The White Wampum, die auch in den USA und in Großbritannien publiziert wurden. Sie widmete Thayendanegea/Brant eine Ode to Brant.

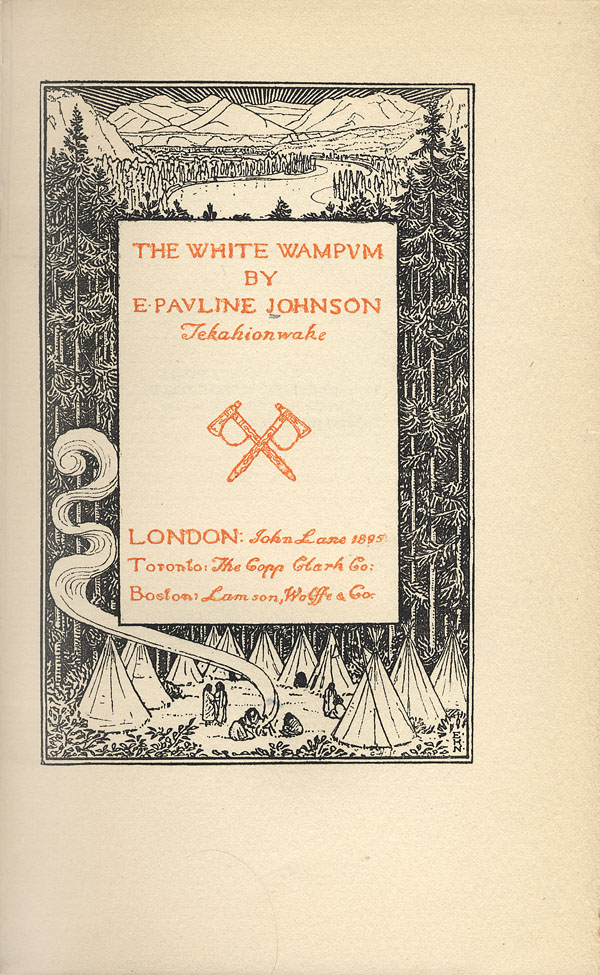
Emily Pauline Johnson: The White Wampum, 1895

Der Kiowa N. Scott Momaday erhielt 1969 den Pulitzer-Preis für House Made of Dawn, Vine Deloria publizierte Custer Died For Your Sins. An Indian Manifesto. Den nationalen Rahmen sprengte schließlich Dee Browns Begrabt mein Herz an der Biegung des Flusses von 1970. Nun errangen Autoren wie Norval Morrisseau mit Legenden (Ojibwa Legends of My People, 1965), Dan George und Rita Joe mit poetischen (My Heart Soars, 1974 und Poems of Rita Joe, 1978), aber auch politischen Werken (Harold Cardinal: The Rebirth of Canada’s Indians, 1977) im Norden Anerkennung. Eine wesentliche Rolle spielte zudem die Rückgewinnung der kulturellen Autonomie nach den Verboten zentraler Traditionen, wie des Potlatch (George Clutesi: Potlatch, 1969). Insgesamt nahmen die Versuche, an die Überreste der eigenen Kulturen anzuknüpfen, zu (John Snow: These Mountains Are Our Sacred Places 1977, Beverly Hungry Wolf: The Ways of My Grandmothers, 1980). Dabei spielten autobiographische Ansätze eine wichtige Rolle (Rita Joe: Song of Rita Joe: Autobiography of a Mi'kmaq Poet).

#### Mesoamerika

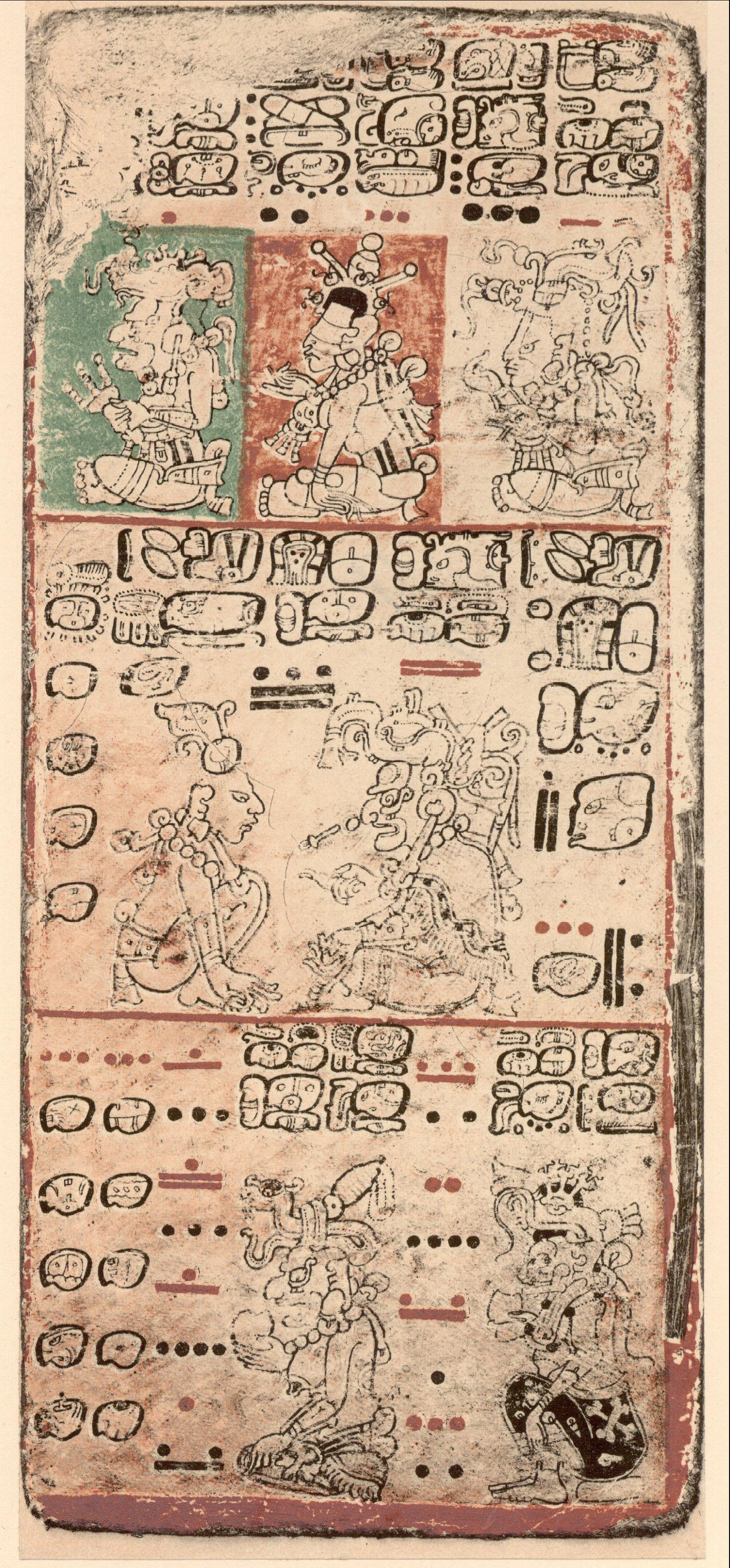
Der Dresdner Codex, 39 Blätter, ca. 20 mal 10 cm, ca. 1200 bis 1250, S. 9 der Förstemannausgabe

Mesoamerika, die Region mit einer weit zurückreichenden Schrifttradition, nahm sowohl spanische als auch Mayatraditionen auf, wie sie sich etwa in den Inschriften des Herrschers von Palenque, K'inich Janaab' Pakal (615–683), im Tempel der Inschriften erhalten haben. Dabei ist die Verbindung von Text und Abbildung sehr eng, ähnlich wie in den vier erhaltenen Maya-Codices, die ab dem 5. Jahrhundert auf der Innenseite bearbeiteter Baumrinde, vor allem von der Feigenart Ficus glabrata, geschrieben wurden. Unter ihnen gilt der Codex Dresdensis (1. Hälfte 13. Jahrhundert) als wichtigster.

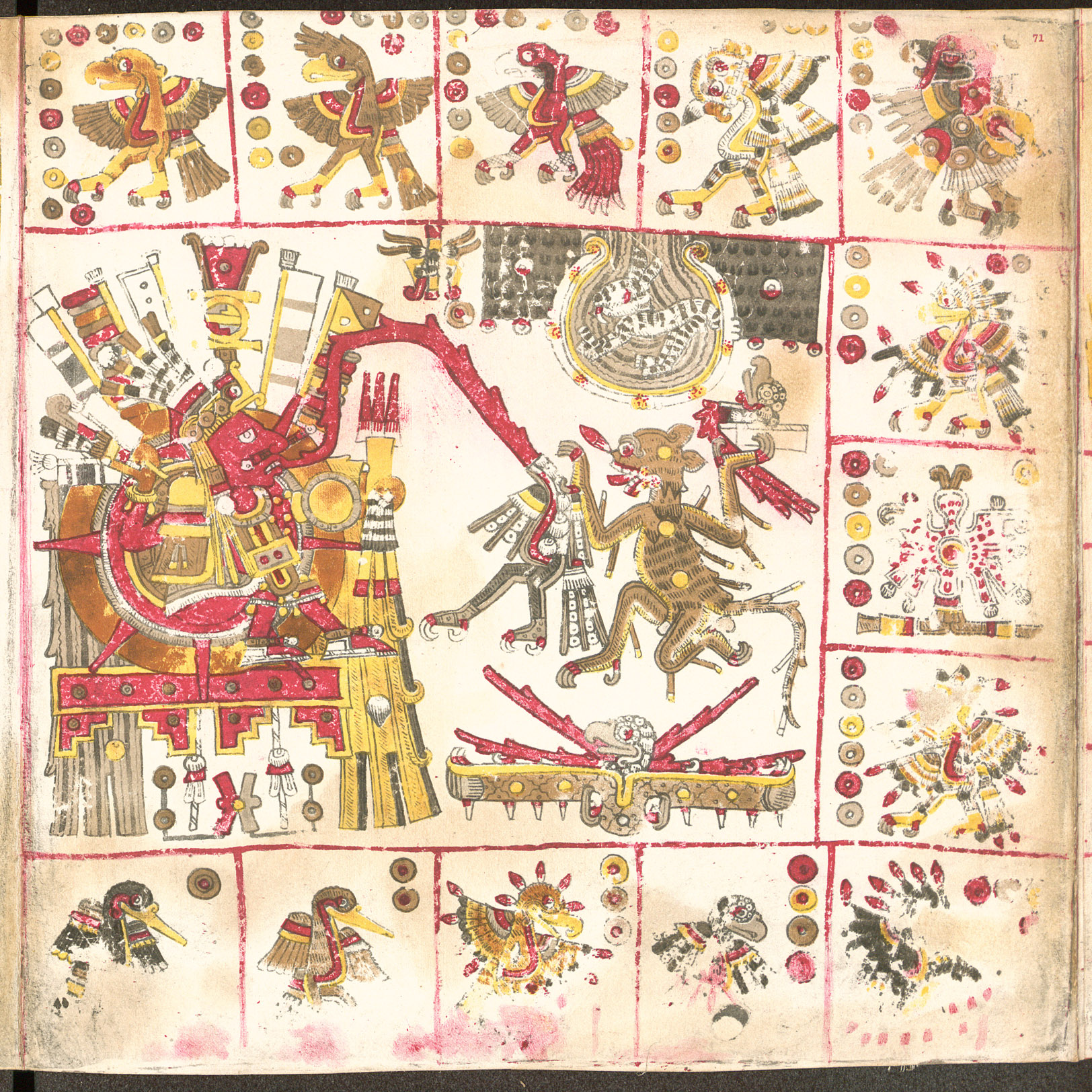
Codex Borgia, S. 71, wahrscheinlich kurz vor der Ankunft der Spanier in Puebla entstanden, Facsimile-Edition 1898. Der Codex diente wohl Priestern zur Ausübung ihres Dienstes. Dargestellt sind Sonne (links), Mond (rechts) und Morgenstern (kleines Symbol) und die 13 Vögel (= Stunden) des Tages.

Die meisten Maya-Codices ließ Bischof Diego de Landa ab 1562 verbrennen. Dennoch hat sich hier wie bei den Azteken, wo in der Kolonialphase rund 500 von ihnen entstanden und heute noch zumindest in Teilen existieren, eine Tradition der Codex-Herstellung gehalten. Die Codices der Azteken enthalten meist keine Schriftzeichen, bzw. erst später eingetragene in lateinischer Schrift und in Nahuatl. In dieser Sprache verfassten Missionare erste Grammatiken und Wörterbücher. Von beiden kulturellen Wurzeln geprägt waren bereits die Historien- und Prophetienbücher Chilam Balam. So verbanden sich vorspanische, eher piktographische Traditionen mit kolonialzeitlich-schriftlichen, wobei letztere langsam die Oberhand gewannen.
Im stärker rituellen Vollzug von mündlichem Textvortrag spielte der Gesang eine andere Rolle als in Europa. Im 16. Jahrhundert wurden 91 aztekische Lieder in den Cantares mexicanos aufgezeichnet, womit rund die Hälfte der Liedtexte überliefert worden ist. Die einzigen überlieferten Lieder der Maya finden sich den Cantares de Dzitbalché aus dem 17. Jahrhundert. Die Vermischung spanischer und indianischer Traditionen wird als mestizaje bezeichnet. Auf diese Kultur der Mestizen bezieht sich die Literatur des Chicano, die von den Auswanderern in die USA ausging und sich stark auf die indianischen Wurzeln bezieht. Wie Nordamerika schuf sich Mexiko ein literarisches Bild des Indianers, das ähnlichen Wandlungen unterworfen war.

#### Südamerika
Im Süden des Kontinents bestand keine so weit zurückreichende literarisch-piktographische Tradition, wie sie in Mesoamerika bestand. Zwar gab es die Quipu, ein Memoriermittel aus Knoten, das Kundige der Knotenschnüre, Quipucamayos, beherrschten, doch bleibt der Zweck der Schnüre unklar. Dennoch wirkten mündliche Traditionen und das Fortbestehen indigener Traditionen stark auf die schriftlich-literarische Entwicklung ein.
Im 20. Jahrhundert entstand der Indigenismo, dessen bedeutendster Protagonist José María Arguedas aus Peru war. Er stammte von Quechua ab und war bei ihnen aufgewachsen. Als Völkerkundler veröffentlichte er 1966 das Huarochirí-Manuskript aus dem 16. Jahrhundert auf Spanisch, womit er es, obwohl fehlerhaft, einem breiteren Publikum bekannt machte – es war bereits 1939 von Hermann Trimborn ins Deutsche übersetzt worden. Es gilt als wichtigstes Denkmal der frühkolonialen Quechua-Literatur. Es ist zugleich die einzige Textsammlung in Quechua und befasst sich mit Mythen und Beschreibungen religiöser Zeremonien im Hinterland von Lima – wahrscheinlich aus der Feder des Geistlichen indianisch-spanischer Herkunft Francisco de Ávila (vor 1608). Zu dieser Zeit war die von Vizekönig Toledo angeordnete Einrichtung von Reduktionen, also die Konzentrierung und Neuansiedlung der Indianer, bereits durchgeführt. Das Stück entstand also in einer Zeit, in der sich indianische und spanische Traditionen schon stark überlagerten.
Eine der Überlieferungen aus Quechua-Feder, die von El Inca Garcilaso de la Vega stammenden Comentarios reales de los incas (1609) weisen, trotz jahrzehntelangem Gebrauch des Spanischen noch hohe Kompetenz in der Muttersprache des Verfassers auf. Ähnlich wie Waman Puma de Ayalas Nueva corónica y buen gobierno (um 1615) weist das Werk noch stark indigene Züge auf und verbindet Mündlich- und Schriftlichkeit.
Apu Ollantay, ein Drama wohl aus dem 18. Jahrhundert, das von der verbotenen Liebe des namengebenden Inkagenerals zur Inkaprinzessin Kusiquyllurs handelt, erfreute sich besonders während der Unabhängigkeitsbewegungen erheblicher Beliebtheit. Vor allem in Cuzco lebende Spanier, die die Lösung von der Kolonialmacht forderten, betrachteten das Quechua möglicherweise sogar als die angemessene Sprache ihrer Bewegung.
Inzwischen ist Quechua zu einer selbstständigen literarischen Sprache geworden – Aymara weniger –, in die mehr und mehr übersetzt wird. 1975 verarbeitete Jorge Lira die von ihm gesammelten Erzählungen (Isicha Puytu). Später folgten Märchen vom Urubamba, dann Unay pachas von Rufino Chuquimamani, Pirumanta qillqasqa willakuykuna von Carmelón Berrocal und 1992 Unay willakuykuna von Crescencio Ramos.
Zu den bekannteren Werken zählt die Autobiographie von Gregorio Condori Mamani und Asunta Quispe Huamán, die von Ricardo Valderrama Fernández und Carmen Escalante Gutiérrez 1982 aufgezeichnet wurde.
José Oregón Morales publizierte 1994 acht Kurzgeschichten (Loro qulluchi – Bekämpfung der Papageien), wobei er seine dörfliche Kindheit in den Anden verarbeitet und Märchen variiert. Porfirio Meneses Lazón verfasste Quechua-Gedichte (Suyaypa llaqtan, 1988) und Kurzgeschichten (Achikyay willaykuna (Erzählungen des Morgengrauens, 1998)), bei denen er seinen Erzählstil mit den volkstümlich gehaltenen Dialogen kontrastiert.
Den Literaturpreis Premio de cuento del Concurso Nacional de Literatura Quechua erhielt 1997 Macedonio Villafán Broncano (* 1949) für seine Erzählung Apu Kolkijirka (Herr Silberberg). Apu, eine Berggottheit, tritt als Ich-Erzähler auf und erzählt die Geschichte „seines“ Ortes Cutacancha (Region Ancash).

### Kunst, Handwerk, Ritual
Entsprechend der Wechselwirkung von natürlicher Umgebung und kultureller Entwicklung waren die Traditionen extrem verschieden. Während die Monumentalkulturen zwischen Mississippi und Anden vielfach Stein und Lehm als Ausgangsmaterial benutzten, bevorzugten die waldreichen Regionen des Nordens Holz und andere organische Materialien.
Heute wächst die bildende indianische Kunst in einem expandierenden Kunstmarkt mit. So sind Werke traditioneller Schnitzkunst, wie die Wappenpfähle der pazifischen Küstenkulturen zu Sammelobjekten geworden.

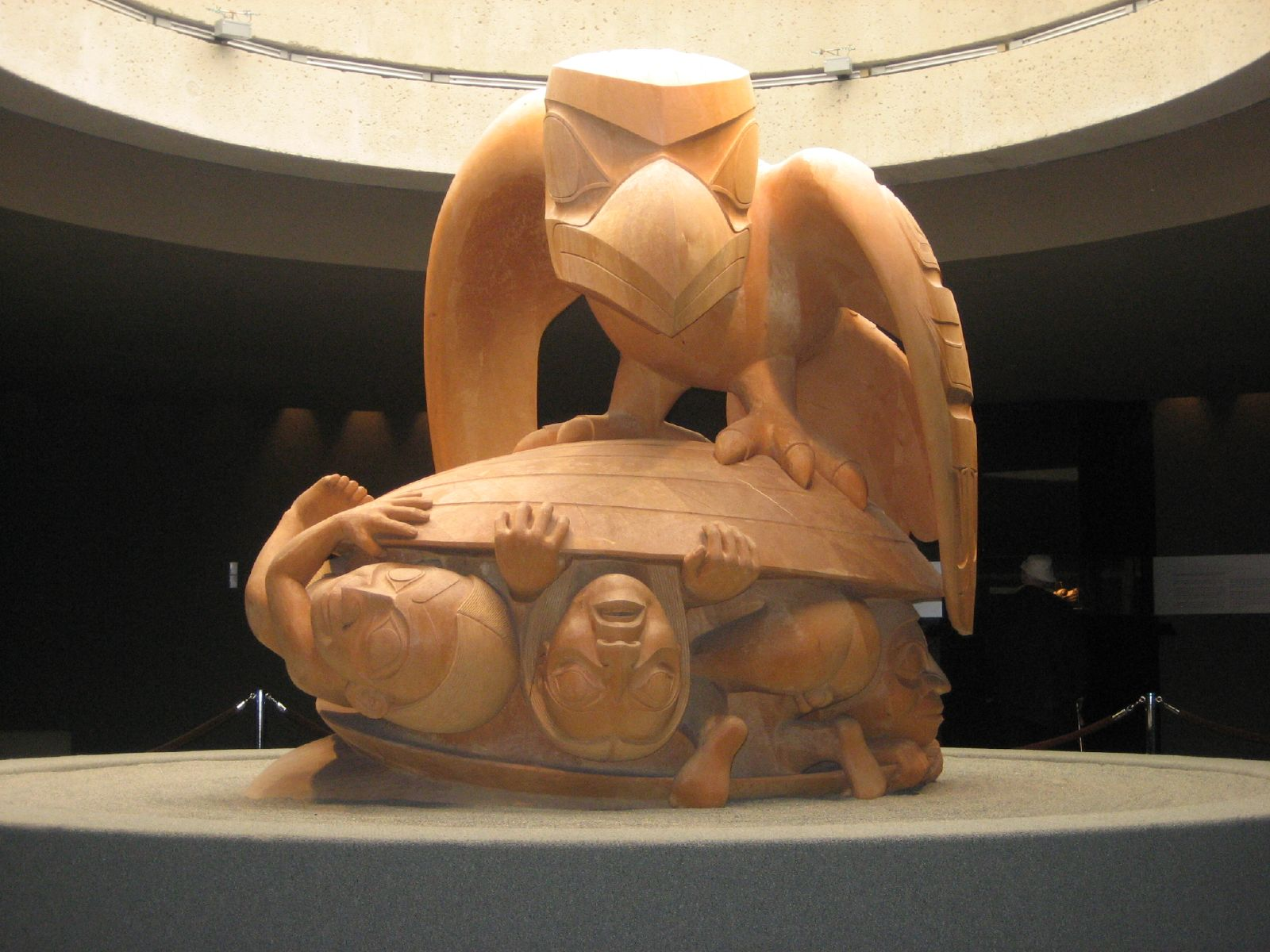
Skulptur von Bill Reid: Schöpfungsgeschichte der Haida, in der der Rabe Menschen in einer Muschel findet (Foto: Joe Goldberg)

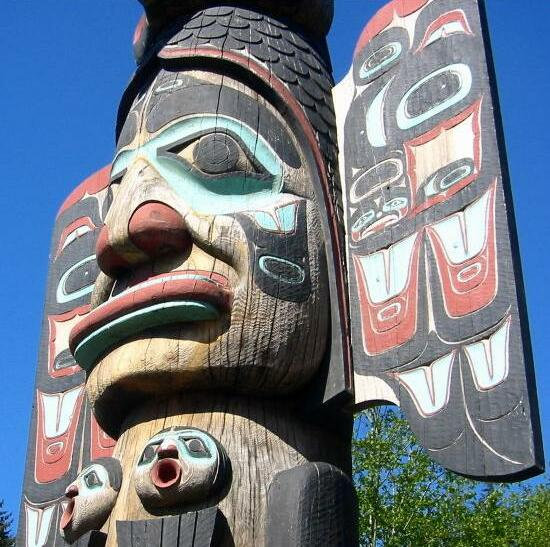
Wappenpfahl der Tlingit in Ketchikan, Alaska

In Kanada und Alaska dominieren die West Coast Native Art – dies waren Meister der Haida, Tsimshian und Kwakiutl, dann Nuu-chah-nulth und Küsten-Salish – und die Woodlands-Schule der „Legend Painters“ – vor allem Norval Morrisseau, ein Ojibwa, den man gelegentlich den „Picasso des Nordens“ nannte.
Spätestens im 17. Jahrhundert begann der Tauschhandel mit Werken für Reisende, wie beispielsweise Mokassins oder kleine Schnitzwerke. Noch heute wird diese Kunst in allen Qualitätsstufen angeboten. Traditionelle Kunst deckt dabei oft die Erwartungen von Kunst ab, die an sie herangetragen werden, versucht aber zugleich einen Kompromiss zwischen den Traditionen. Sie dient vielfach einer Werkproduktion, die nicht als Kunst aufgefasst wird, sondern rituellen, oftmals verborgenen Zwecken dient. Künstler wie Tony Hunt und Bill Reid (1920–1998) knüpften dabei – trotz des Verbots öffentlicher Rituale wie des Potlatch – an die Traditionen an, die vor allem von den Haida Charles Edenshaw (um 1839–1920), Willie Seaweed (1873–1967) und Mungo Martin (1879/82–1962) von den Kwakiutl ererbt waren.
1973 gründeten sieben Künstler die „Indian Group of Seven“. Neben zeitgenössischen Einflüssen verarbeiteten sie piktographische Traditionen der Algonkin und Petroglyphen des kanadischen Schilds. Viele Künstler, die mit nicht-traditionellen Techniken arbeiten, betrachten sich hingegen in erster Linie als Künstler und lassen sich ungern als „Indianerkünstler“ etikettieren.
Ähnlich wie im Norden standen in den heutigen USA Objekte wie Hüte, Decken, Körbe im Mittelpunkt, ebenso wie kunstvoll verzierte Waffen und Pfeifen, in manchen Regionen eine hoch entwickelte Baukunst. Die Objekte waren jedoch keine Kunstproduktion im westlichen Sinne, und nicht für einen Markt bestimmt. Das änderte sich ab den 1820er Jahren, als die natürlichen Lebensgrundlagen der Indianer zunehmend zerstört wurden. So entstand die Iroquois Realist School (realistische Schule der Irokesen) bei den Haudenosaunee in New York City, geführt von David und Dennis Cusick. Edmonia Lewis (ca. 1845–1911), eine Künstlerin mit afrikanischen und indianischen Vorfahren (Mississaugas of the New Credit First Nation) mit einem Atelier in Rom, schnitzte 1877 das Porträt des Präsidenten Ulysses S. Grant.
Angel De Cora (Hinook-Mahiwi-Kilinaka, 1871–1919), die an der Hampton University studierte, engagierte sich im Arts and Crafts Movement (um 1870 bis 1920 v. a. in den USA und Großbritannien) und vermittelte ihren Schülern die Bedeutung von Kunst bei der Entwicklung des Selbstwertgefühls und des Widerstands gegen die staatliche Assimilierungspolitik. Eine wichtige Gruppe waren darüber hinaus die Kiowa Five aus Oklahoma, die 1928 erstmals in Prag ausstellten.

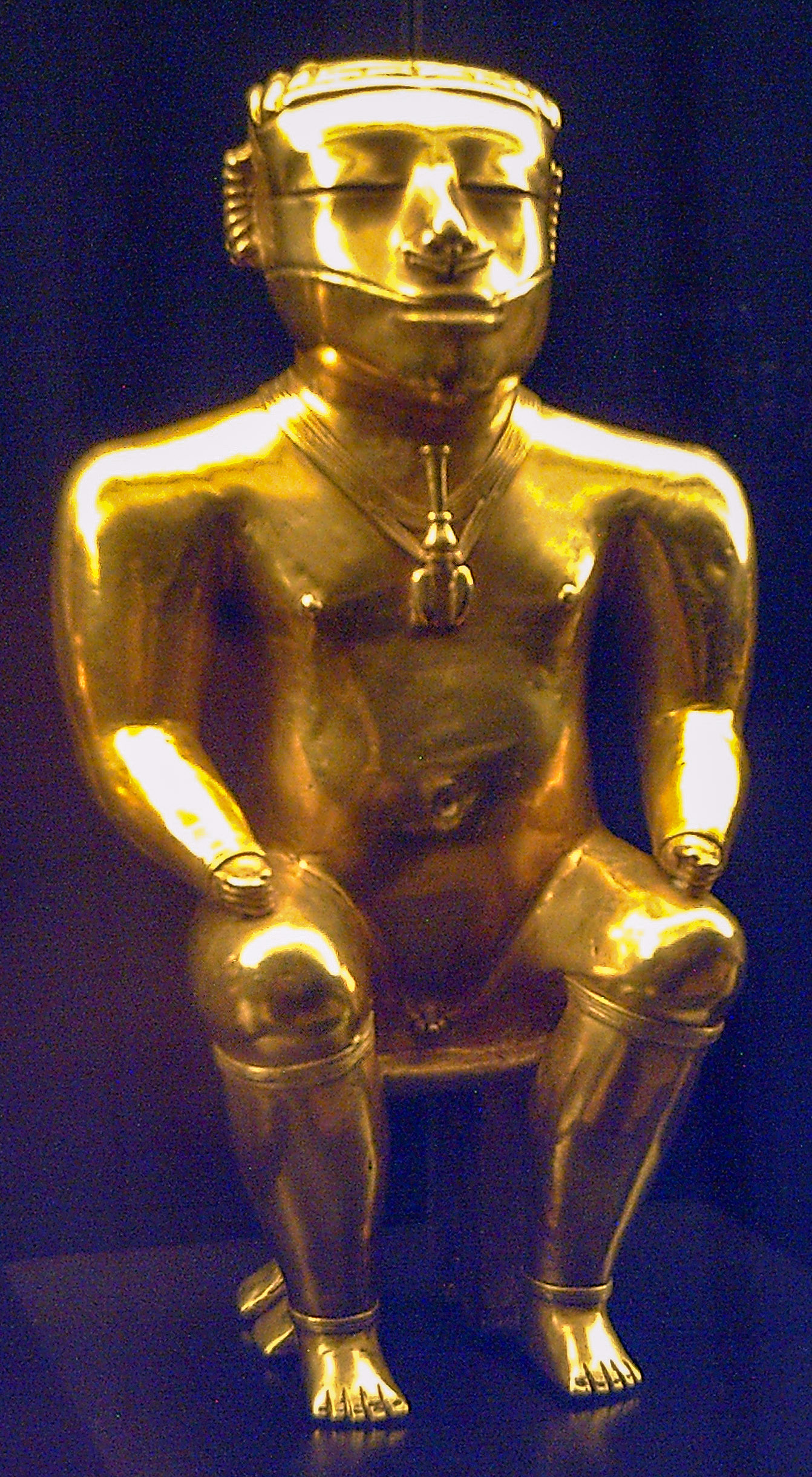
Sitzender Quimbaya-Kazike, zwischen dem 2. und 10. Jahrhundert entstanden

Die künstlerisch-rituellen Traditionen Mittel- und Südamerikas übernahmen schon früh neue Materialien, die die Kolonisatoren einführten. Don Fernando de Alva Ixtlilxóchitl, ein direkter Nachkomme Ixtlilxochitls I. von Texcoco, malte bereits im 16. Jahrhundert mit Tinte und Wasserfarbe auf Papier (Codex Ixtlilxochitl).
Erheblich weiter lassen sich die Künste der Metall- und Steinbearbeitung zurückverfolgen. An Metallen wurden vor allem Gold und Kupfer verarbeitet. Zahlreiche Relikte zeugen von der Kunstfertigkeit, auch wenn viele Werke durch Spanier, die nur am Gold interessiert waren und die symbolgeladenen Artefakte von sich wiesen, eingeschmolzen wurden.

### Architektur
Siehe: Geschichte der Architektur in den Vereinigten Staaten#Indianische Architektur

### Musik

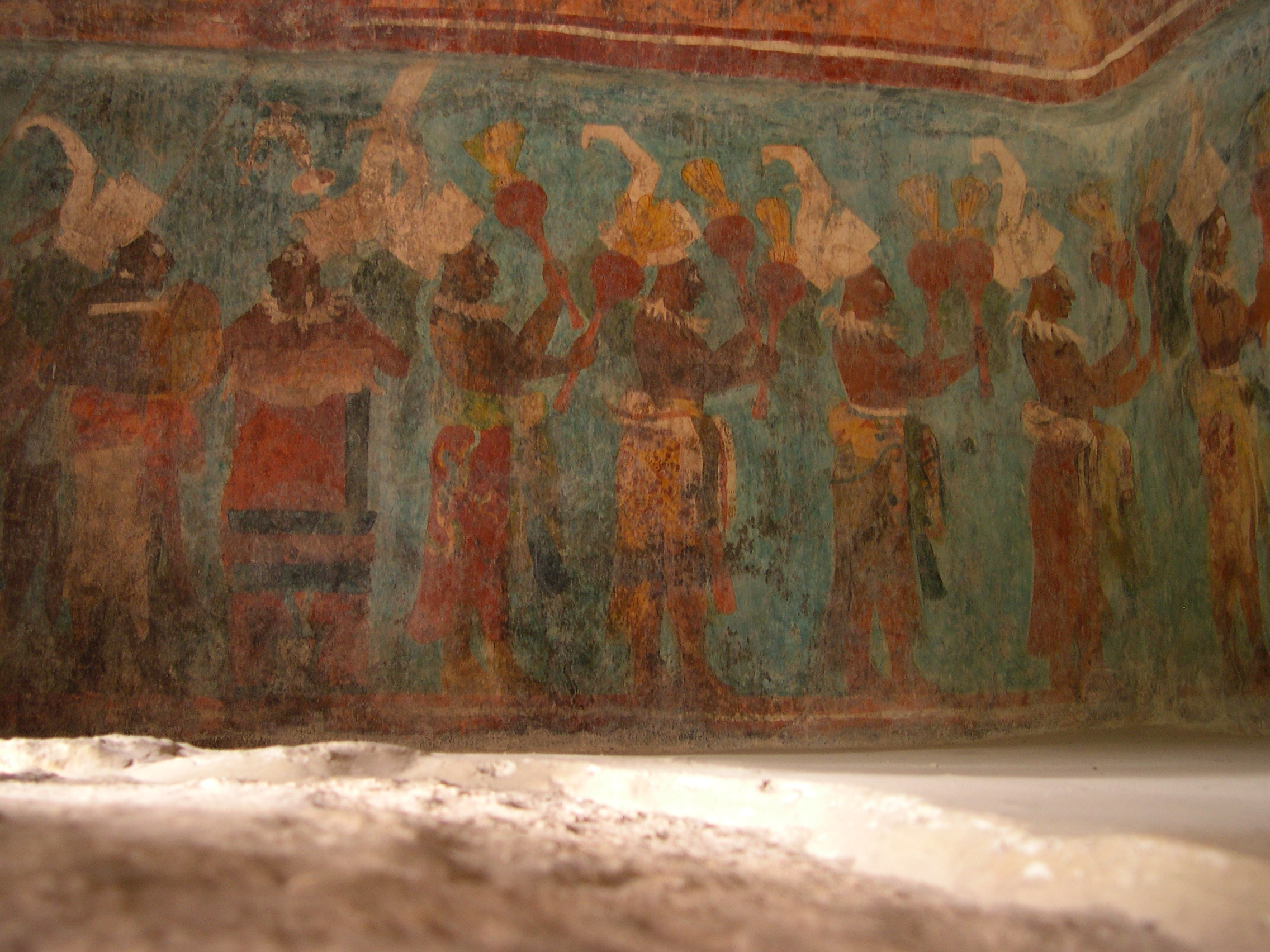
Wandmalerei in Tempel 1 in Bonampak, einer Mayastadt in Chiapas, ca. 790

Systematische Musiksammlungen begannen im Norden erst um 1900. 1911 waren dies Lieder der Malecite und Mi’kmaq aus Kahnawake und Lorette. Zugleich nahmen Wissenschaftler Gesänge der Huronen, Algonkin und Irokesen auf, der Delaware und Tutelo. Doch erst der Anthropologin und Tänzerin Gertrude Prokosch Kurath (1903–1992) gelang es, ein Notationssystem für die Irokesentänze zu entwickeln. Es folgten Untersuchungen zu rituellen Tänzen (William Fenton: The Iroquois Eagle Dance, 1953) und den Medizingesellschaften (The False Faces of the Iroquois, Norman, Oklahoma 1987).
Die Musik der Cree und der Ojibwa, der Blackfoot und Sarcee folgten, wobei Forscher aus den USA bereits um 1900 wichtige Beiträge leisteten. Man untersuchte sowohl die traditionelle als auch die von den Blood adaptierte Country-Musik sowie christliche Hymnen.
James Teit nahm Gesänge der Sikani, Tahltan, Tlingit, Carrier, Okanagan und Nlaka'pamux auf, 1913 erfolgten Sammlungen bei den Sikani bis zum Großen Sklavensee. Weitere folgten in den 1970er und 1980er Jahren bei Küsten-Salish in British Columbia und Washington.
Erst ab den 1980er Jahren begannen die First Nations die Forschungen selbst zu betreiben. Dazu kamen Labels, die von Indianern getragen wurden.
Bei den Maya waren neben Trommeln und verschiedenen Flöten Maracas und Okarinas in Gebrauch. Hinzu kommt ein Saiteninstrument, von dem sich zeigen ließ, dass es die Stimme eines Jaguars imitiert. Dabei war die Verbindung zu Tanz und Ritual, wie überall in Amerika, sehr viel enger als in Europa.
Insgesamt unterscheidet man in Nordamerika sechs Areale: das der Inuit und der Nordwestküste, dann Kalifornien und Arizona, das Große Becken, die Athapasken, Plains und Pueblo sowie das Östliche Waldland. Grundsätzlich steht das Singen im Vordergrund, Instrumente bilden eine rhythmische Begleitung. Dabei ist der Gesang im Norden, vor allem östlich der Rocky Mountains, dominanter, im Süden stärker zurückgenommen. Trommeln und Rasseln (in Südamerika Maraca) herrschen vor, dazu kamen in Meso- und Südamerika verschiedenste Flöten, schließlich als besondere Trommelform der Teponaztli.
Im Norden entwickelte sich an der Nordwestküste eine komplexe rituelle Musikkultur mit umfangreichen Tanzritualen und langen Texten, die auswendig gelernt wurden. Melodien und Texte in Kalifornien und dem Großen Becken sind einfacher und kürzer, Falsett wurde bevorzugt. Hier herrschen kostümierte Tänze vor, die bei den athabaskischen Gruppen eher selten sind, außer bei den von den Pueblos beeinflussten Apachen. Bei den Navajo wurde Gesang auch zur Heilung eingesetzt. Musik war niemals eine Tätigkeit für sich, sondern stark in soziale Handlungsrahmen eingebunden. Die Musik der Prärien ist am besten erforscht, und sie ist bei den weit verbreiteten Powwows geläufig.
Über die vorspanische Musik Südamerikas ist wenig bekannt. Besonders in Patagonien wurde polyphoner Gesang entwickelt. In Brasilien und den angrenzenden Tropenwaldgebieten existiert noch traditionelle Musik mit Gesang, Flöte und Perkussion.

### Religionen

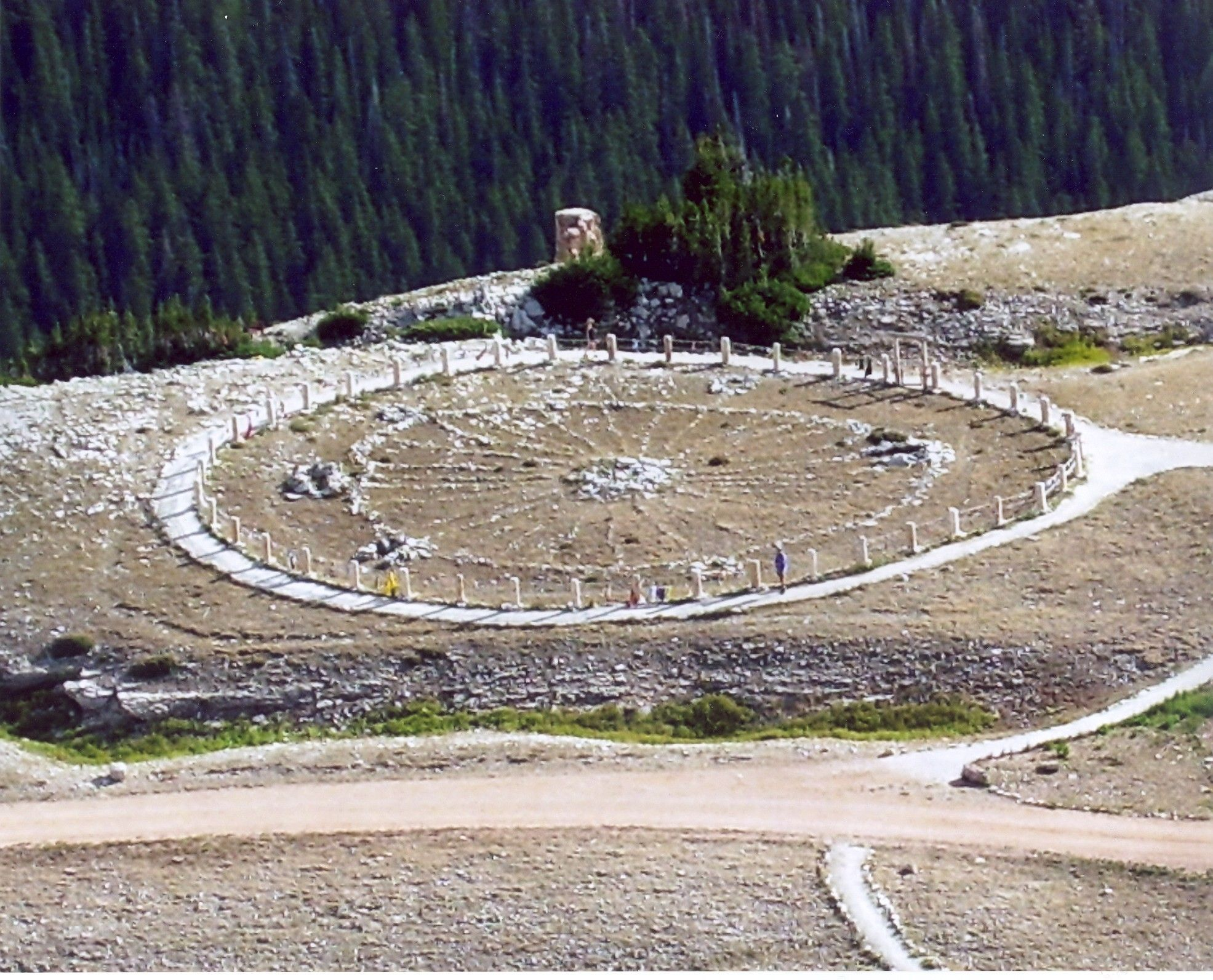
Das Bighorn Medicine Wheel, eine Heilige Stätte und zugleich National Historic Landmark in Wyoming

→ Ethnische Religionen Nordamerikas, Religion der Azteken, Religion der Maya, Ethnische Religionen der Gegenwart in Mesoamerika, Religion der Inka, Indigene Religionen Südamerikas
Die ethnischen Religionen Amerikas beruhten in der überwiegenden Zahl in der Vorstellung einer Allbeseeltheit der Naturerscheinungen (Animismus). In den Hochkulturen fand sich eine Priesterherrschaft (Theokratie), die sich zwischen Mississippi und den Anden in riesigen Bauwerken manifestierte. Hier entstanden auch Priesterschulen, während die Ausbildung zu Medizinmännern durch Ältere geschah, aber auch in Geheimgesellschaften, die ihr Wissen an ihre Mitglieder weitergaben.
In weiten Teilen basierte dies auf einem engen Verhältnis zur natürlichen Umgebung, so dass Wetter, Pflanzen und Tiere, Erde und Himmel, aber auch Sterne und die Berechnung von Ereignissen des Jahreslaufs im Mittelpunkt standen. Schöpfungsmythen und die kollektive Erinnerung an einen aus dem Tierreich stammenden gemeinsamen Vorfahren waren häufig sowie manchmal der Glaube an einen Schöpfergott (der jedoch zumeist keinen Einfluss mehr auf die Menschen hatte). Einige Stämme verehrten eine unpersönliche Lebensenergie, die sich etwa in der Sonne, als Fruchtbarkeit der Erde, als Weisheit oder Stärke, die mit Bären, Wölfen, Raben, Schlangen oder dem Quetzalcoatl äußerte.
Die religiösen Inhalte waren orts- und verwandtschaftsspezifisch und besaßen keinen universellen Geltungsanspruch. Die Heiligkeit von Orten, Ritualen, von Wissen und Geschichten, Tänzen und Musik sowie Personen stand im Mittelpunkt. Die Hochkulturen entwickelten komplexe öffentliche Rituale, an denen Tausende von Menschen teilnahmen.
Die Initiation und Ausbildung war häufig Aufgabe der Älteren, bei Geisterbeschwörern und Medizinleuten geschah dies vielfach durch spontane Visionen. Schon als Kinder wurden bei manchen Stammesgruppen – wie den Küsten-Salish – die „Historiker“ der Familien und Stämme ausgewählt und unterrichtet. In den Schriftkulturen der Maya und Azteken wurden Rituale schriftlich festgehalten, die religiösen Gehalte symbolisch aufgezeichnet.
In Lateinamerika drängten die Orden und die Krone auf Missionierung, eine Aufgabe, die die Eroberer nur vordergründig auf sich nahmen (Konquistadorenproklamation), oftmals, um die des Lateinischen nicht mächtigen, daher unverständigen und widerstrebenden Heiden, „gesetzeskonform“ unterwerfen oder umbringen zu können. Gleichzeitig hatte der spanische Staat die kirchliche Organisation von Rom weitgehend losgelöst und zu einer Staatskirche umgewandelt, der mit der Inquisition eine gefürchtete Waffe zur Verfügung stand. Dementsprechend förderte die Krone die Mission in ganz Lateinamerika und nutzte die Kirche zugleich, um die Granden unter Kontrolle zu halten, und um ein Eindringen der reformatorischen Kräfte in die Kolonien zu verhindern.

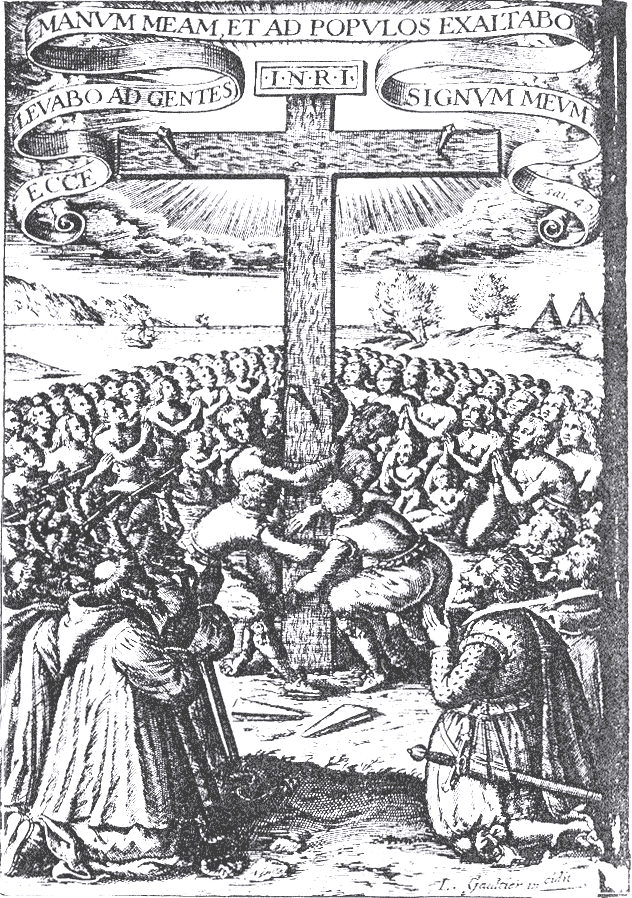
Claude d'Abbeville: Histoire de la Mission, Paris 1614, Frontispiz; mit lateinischem Zitat aus Jesaja 49, 22

Dies stärkte die Orden auch weiter im Norden, wo sie zugleich, vor allem die Jesuiten, für Frankreich tätig waren. So wurden die Religionen der lateinamerikanischen Indianer und in geringerem Maße der Neufrankreichs mit katholischen Ritualen konfrontiert, häufig wurden Umsiedlungen und Zusammenführungen durchgeführt, die einer starken Vermischung der zuvor getrennten Gruppen Vorschub leisteten, wie etwa bei den Guaranì in Paraguay. Dabei verbanden sich Missionare vielfach mit den Kaziken, den jeweiligen Eliten, und die Jesuiten überantworteten ihnen sogar militärische Führungsaufgaben.
Die Bekehrung der Indianer gelang anfangs meistens nicht, da die Menschen in der Regel keinerlei Veranlassung sahen, ihren bewährten Glauben aufzugeben. Überdies war ihnen das Bestreben zur Bekehrung vollkommen fremd und unverständlich. Das Christentum wurde daher im Norden zumeist erst nach verheerenden Epidemien oder kultureller Entwurzelung als eine Form der spirituellen Heilung angenommen. Indianische Selige und Heilige wie Kateri Tekakwitha dienten dann als Vorbilder. Bei der Missionierung spielten zunächst die Jesuiten eine Hauptrolle, im 19. Jahrhundert die Oblaten. Wenige protestantische Gruppen, wie Methodisten und Baptisten missionierten im englischsprachigen Teil Amerikas, hinzu kamen russisch-orthodoxe Missionare in Alaska.
Daher sind die Indianer heute überwiegend katholisch, bilden im Nordwesten allerdings einen konfessionellen Flickenteppich. Dort entwickelten sich, wie in Lateinamerika, eklektische Formen, wie die Indian Shaker Church, oder, wie in Peru, Gruppierungen, die die Erinnerung an die Inkas wachhielten. Synkretistische Mischreligionen entstanden häufig; die größte in Nordamerika ist die Native American Church, aufgrund der Verehrung eines Rauschmittels auch als Peyotismus bekannt. Synkretistische Religionsformen bildeten bei den Maya die Grundlage für das als Sprechendes Kreuz bezeichnete Orakel, das Jose María Barrera am 15. Oktober 1850 zur Fortsetzung des Kastenkrieges gegen die mexikanische Regierung aufforderte. Das Kreuz wuchs auf den Wurzeln eines Kapokbaums, des heiligen Baums des Lebens, der wiederum aus einer Höhle wuchs, die einen heiligen Ort darstellte, der sich bei einem Cenote (Ts’ono’ot) befand, einem Ort der Regengötter Cháak. Hüter des Kreuzes, und damit wichtige Aufstandsführer waren etwa Crescencio Poot (1875–1885) oder María Uicab († 1872), die „Königin von Tulum“.
Zahlreiche Züge der voreuropäischen Spiritualität haben sich erhalten oder sind wiederbelebt und weiterentwickelt worden. Dabei werden viele Rituale nach wie vor nur innerhalb begrenzter Gruppen oder von Geheimgesellschaften geübt. Das gilt etwa für den Sonnentanz der Präriekulturen oder die Medizinbünde der Irokesen. Im Norden spielt vor allem der Begriff der „Medizin“ eine bedeutende Rolle. Zur Aufzeichnung komplexer Vorgänge oder historischer Ereignisse benutzten oftmals geheime Gesellschaften der Algonkinstämme mindestens seit dem 16. Jahrhundert Birkenrinde, auf der verschlüsselt spirituell bedeutsames Wissen eingeritzt wurde. Das Sprechende Kreuz wird noch heute verehrt, allerdings nur unter Mayas.
Angesichts der widersprüchlichen Rolle, die Mission und Kirche gegenüber den Indianern gespielt haben, überrascht es nicht, dass etwa die brasilianischen Indigenen im Mai 2007 die Aussage Papst Benedikts XVI. zurückwiesen, die katholische Kirche habe die Indianer in Lateinamerika erlöst. Noch sein Vorgänger Johannes Paul II. hatte 1992 Fehler bei der Evangelisierung eingestanden.

### Kulturelle Identität

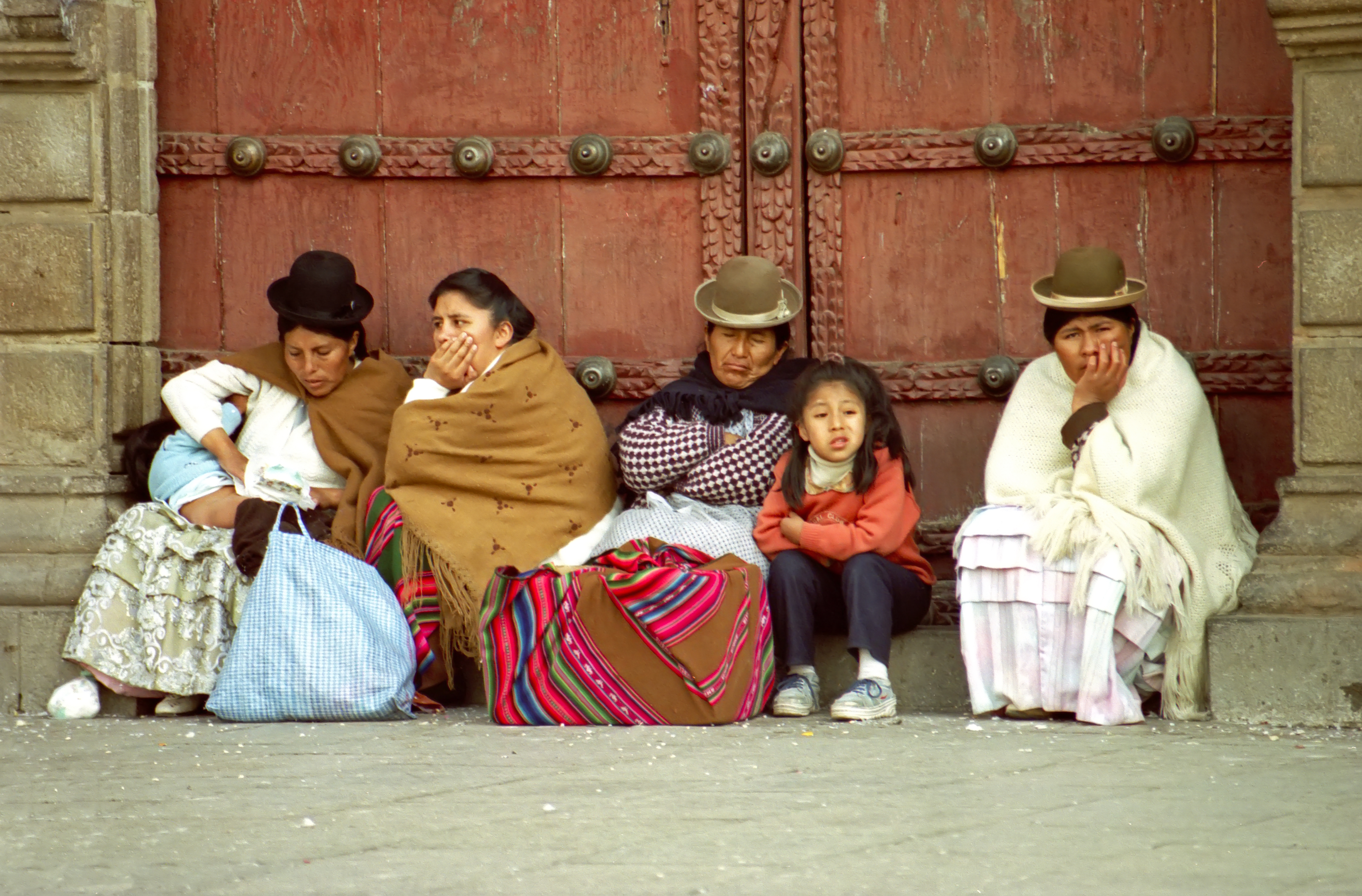
Indigene Frauen der spanisch-indianischen Andenkultur in Bolivien

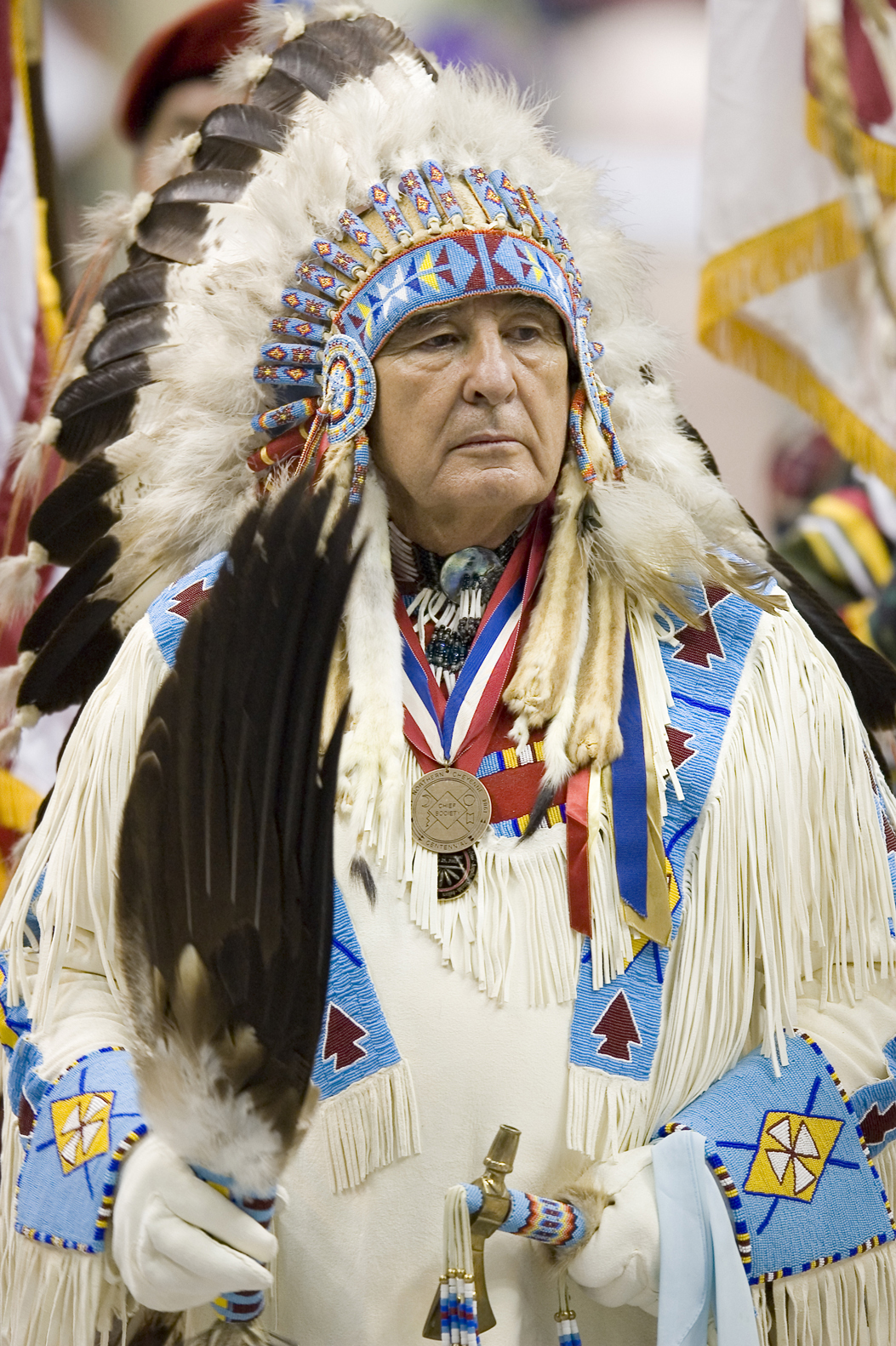
Modernisiertes Outfit eines Prärieindianers auf einem Powwow

Die Ritualkultur (Gestik, Brauchtum, Riten) gehört neben der eigenen Sprache und der überlieferten Subsistenzstrategie zu den wesentlichen Aspekten des kulturellen Erbes einer Ethnie, das häufig auch als Traditionalität bezeichnet wird. Sie bildet für die Angehörigen den Dreh- und Angelpunkt ihrer kulturellen Identität beziehungsweise Ethnizität. Die kulturelle Vielfalt der indianischen Völker wurde durch den massiven, jahrhundertelangen Einfluss der weißen Mehrheit in mannigfaltiger Weise beeinflusst, verringert und fragmentiert.
Außer den isolierten Völkern Südamerikas und einigen weiteren, in weitgehend unberührten Regenwaldarealen Amazoniens lebenden Gemeinschaften gibt es keine unbeeinflussten Indianerstämme mehr. In den Waldgebieten Mittelamerikas leben etwa die Kuna Panamas und die Tiefland-Maya Belizes noch recht traditionell. In Kordillerenraum Mittel- und Südamerikas hat sich seit der spanischen Conquista eine Mischkultur mit verschiedenen indianischen sowie spanisch-katholischen Elementen entwickelt, die nach wie vor präsent ist. Auch die Mapuche Chiles, die sich länger als jedes andere Indianervolk der Kolonialisierung widersetzen konnten, sind stolz auf ihre Traditionen.
In Nordamerika ist die Situation ebenso vielfältig wie die Geschichte der verschiedenen Völker: Die Spanne reicht von vollkommen in die weiße Mehrheitsgesellschaft assimilierten Menschen über Stämme, die nur bestimmte Kulturgüter bevorzugt pflegen oder aber revitalisieren; Gruppen, die eine neue, panindianische Identität entwickeln; bis hin zu semitraditonellen Gruppen bzw. Teilgruppen, die aufgrund dünn besiedelter Lebensräume, großer Reservate oder auch einer relativ konfliktarmen Kolonialisierungsgeschichte wichtige Bereiche ihrer Kultur aufrechterhalten können.
Dazu zählen unter anderem viele Navaho, Hopi und Zuñi sowie einige andere Pueblovölker im Südwesten; Angehörige der Yakama und Umatilla auf dem Plateau im Westen; der Onondaga-Irokesen im Osten und einige Bands der Cree- und Athabaskenvölker in den Weiten der nordischen Wälder. Dort – im kanadischen Nordwesten – ist es den Tlicho (früher Dogrib genannt) gelungen, den größten kollektiv-indigenen Landbesitz Amerikas zu erstreiten.
Ein bekanntes Symbol für ein neues Zusammengehörigkeitsgefühl der Ureinwohner ganz Amerikas ist die Mother-Earth-Philosophie, die heute von vielen Indianern als traditionelle Vorstellung betrachtet wird, obwohl dies nicht korrekt ist.

## Politik
Die Regierungen Nordamerikas haben Institutionen ausgebildet, die für die Belange der Indianer zuständig sind, die aber oftmals aus den Kriegsministerien hervorgegangen sind. In Kanada ist dies das Department of Aboriginal Affairs and Northern Development (auch Indian and Northern Affairs Canada), in den USA seit 1824 das heute dem Innenministerium unterstellte Bureau of Indian Affairs. Jede Provinz bzw. die meisten Bundesstaaten wiederum haben ein Ministerium oder eine entsprechende Abteilung, die gleichfalls mit dieser Thematik befasst sind.
Auf der anderen Seite steht in Kanada eine Reihe politischer Parteien und die Assembly of First Nations als Dachorganisation. Sie ist das Sprachrohr aller First Nations, führt Prozesse und betätigt sich inzwischen über die Staatsgrenzen hinaus, etwa bei den Vereinten Nationen, wenn es um Menschenrechtsfragen geht. Stammesräte, die manchmal nur wenige, manchmal mehrere Dutzend Stämme vertreten, hüten Archive, führen Vertragsverhandlungen und bilden meist eine Vertretung der sich sprachlich-kulturell nahestehenden Stämme gegenüber der Regierung.
Unterhalb dieser Ebene liegen zwei Systeme im Widerstreit, nämlich das von der Regierung vorgeschriebene System gewählter Häuptlinge und ihrer Berater einerseits, und das der traditionellen Häuptlinge. Bei vielen Stämmen beherrschen die von der Regierung geförderten Wahlhäuptlinge die Stammesräte, die wiederum zahlreiche politisch und wirtschaftlich bedeutende Positionen vergeben. Dazu kommen die jungen Erwachsenen und die Kinder, deren Zahl schnell wächst, die aber weder in der einen noch in der anderen Gruppe ausreichend vertreten sind. Auch der Anteil der städtischen Bevölkerung nimmt stetig zu. In den USA haben viele Stämme seit den 1930er Jahren Selbstverwaltungsrechte und führen Polizei und Gerichte in ihren Reservaten.
Die Frage nach der Möglichkeit quasi-staatlicher Souveränität mit entsprechenden Territorien steht dabei sowohl in Kanada als auch in den USA in hartem Kontrast zum Versuch, die Stämme als Summe von Individuen zu behandeln. Den Stämmen Kanadas soll ein Teil ihres traditionellen Gebietes zurückgegeben werden, doch nicht mehr als Kollektiveigentum, wie die Reservate, sondern als privater, veräußerlicher Besitz. Angesichts der verbreiteten Armut ist abzusehen, dass dies zum Verkauf großer Teile indianischen Landes führen würde, eine Assimilationsstrategie, wie sie die USA lange betrieben haben.
Die sozialen Probleme, wie Armut, Krankheiten, Alkohol- und Drogenprobleme, das Auseinanderbrechen von familiären Strukturen, sowie die Bedrohung der Subsistenzwirtschaft durch Einschränkungen des Fisch- und Jagdrechts, dazu ökologische Probleme und die Folgen zahlreicher Zwangsumsiedlungen treffen diese Gruppen besonders hart. Diese existentiellen Probleme haben vor allem in den USA und Kanada zu einer stark erhöhten Selbstmordrate geführt. In den USA liegt sie 70 % höher als im US-amerikanischen Durchschnitt. Indianische Jugendliche zwischen 15 und 24 Jahren bringen sich dreimal so häufig um wie ihre amerikanischen Altersgenossen Zugleich nimmt die Gewalt von Gangs in manchen Reservaten deutlich zu.
Seit langem gibt es Bemühungen wirtschaftlicher und kultureller Erholung. Letztere kreist zum einen um die Sprache und die Rituale, bei einigen Stämmen um die Wiederherstellung der überlieferten Gesellschaftssysteme. In Mexiko ist die Comisión Nacional para el Desarrollo de los Pueblos Indígenas (CDI), die „Nationale Kommission für die Entwicklung der indigenen Völker“ zuständig.

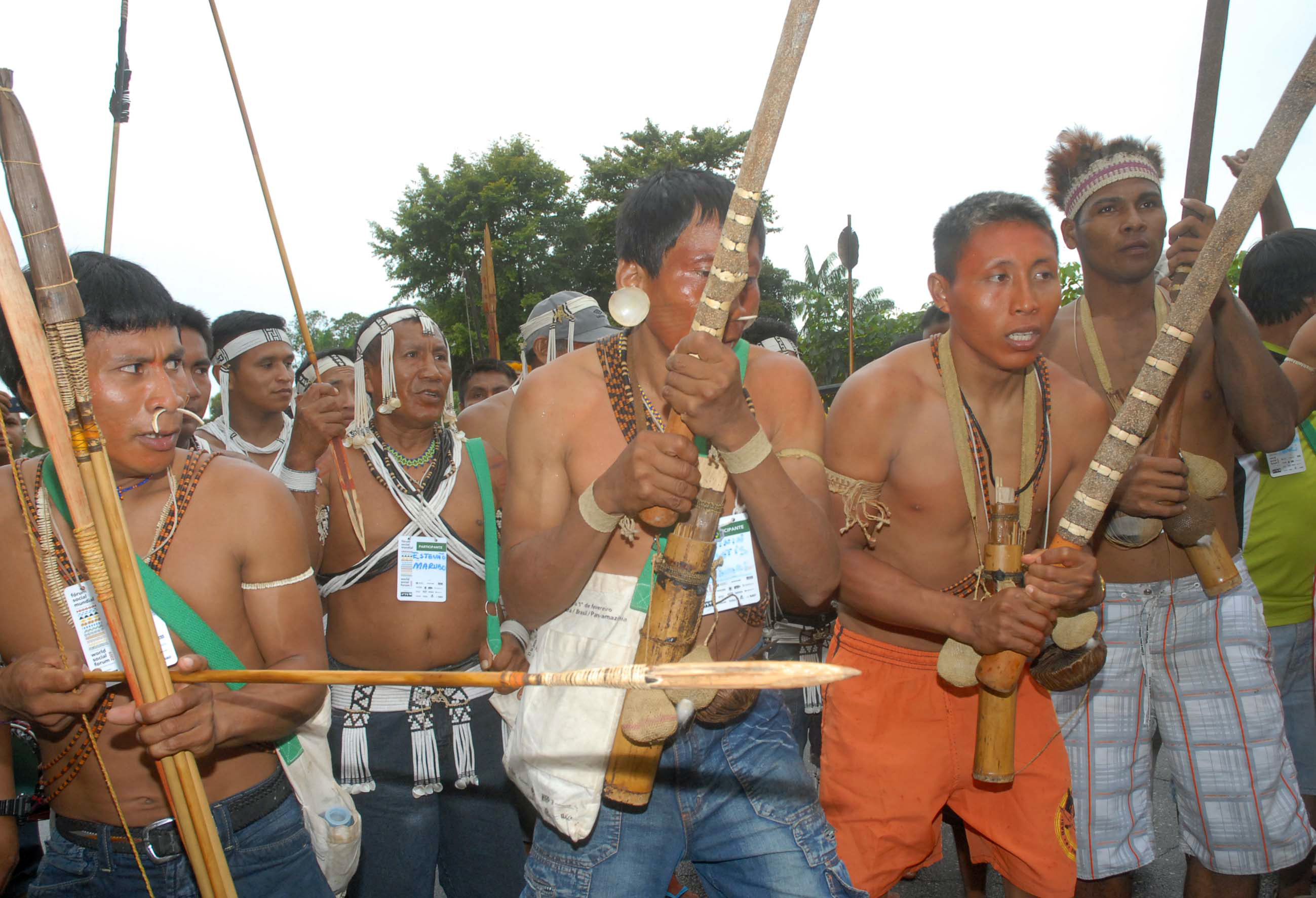
Angehörige verschiedener Ethnien protestieren gegen ihre schlechten Lebensbedingungen im Vale do Javarí an der Grenze zwischen Peru und Brasilien, Januar 2008.

In Brasilien nennt sich die zuständige Institution Fundação Nacional do Índio (FUNAI), die dem Justizministerium untersteht. Sie wurde 1910 von Cândido Rondon gegründet, unter seiner Leitung entstand 1961 das erste Reservat (am Rio Xingu). Danach wurde die FUNAI fast bedeutungslos und das Justizministerium kontrolliert seit 2002 die zuletzt 2008 aktualisierte Gesetzgebung. FUNAI geht von 5,6 Millionen Indigenen um 1500, sowie 1.300 Sprachen aus, heute von 460.000 in etwa 215 bekannten Nationen, von ihnen leben 100 bis 190.000 in Städten. Man unterscheidet dabei 180 bekannte Sprachen und unterstützt nach Jahrhunderten der Assimilation die Unterschiedlichkeit. Erst 1953 entwickelte die brasilianische Anthropologie, später die 1955 gegründete Associação Brasileira de Antropologia, eine Namenskonvention für alle Stämme.
Organisationen wie der Koordinator der indigenen Völker des Amazonasbeckens und der Indian Council of South America versuchen länderübergreifend die Rechte der Indianer zu stärken, ähnlich wie der International Indian Treaty Council für ganz Amerika. Hinzu kommen Vertretungen bei der UNO oder der Organisation Unrepresented Nations and Peoples Organization.
Die Vernachlässigung ganzer Regionen und die ausbleibenden Landreformen führten in einigen Ländern dazu, dass indigene Gruppen die linke, manchmal auch militante Opposition unterstützten, wie das Movimiento Revolucionario Túpac Amaru, das seinen Namen vom letzten Inkaherrscher ableitet. Auch in den Staaten, in denen die Indigenen eine kleine Minderheit darstellen, wie in Kolumbien, versuchen sie ihr Land gegen Privatisierung, etwa durch Rohstoffunternehmen, zu schützen. So half ihnen Martín von Hildebrand, dem Schutz ihrer Kultur, Sprachen und Reservate Verfassungsstatus zu verschaffen. Am 23. August 2011 stimmte der peruanische Kongress einer Gesetzesvorlage zu, die die Konsultation der regionalen indigenen Gruppe zwingend vorschreibt, wenn ein Unternehmen die dortigen Rohstoffe abbauen oder Holz einschlagen will.
Von allen Bevölkerungsgruppen in den USA haben die Ureinwohner in der Opioidkrise in den USA den höchsten Anteil an Überdosen. Nach einer Klage von 400 Indianer-Stämmen verpflichteten sich vier Pharmakonzerne im Januar 2022 zur Zahlung von 590 Millionen US-Dollar an amerikanische Ureinwohner. Jener Entschädigungsfonds soll allen 574 in den USA offiziell anerkannten Ureinwohner-Stämmen offen stehen, auch dann, wenn sie keine Klagen eingereicht hatten.

## Wirtschaft

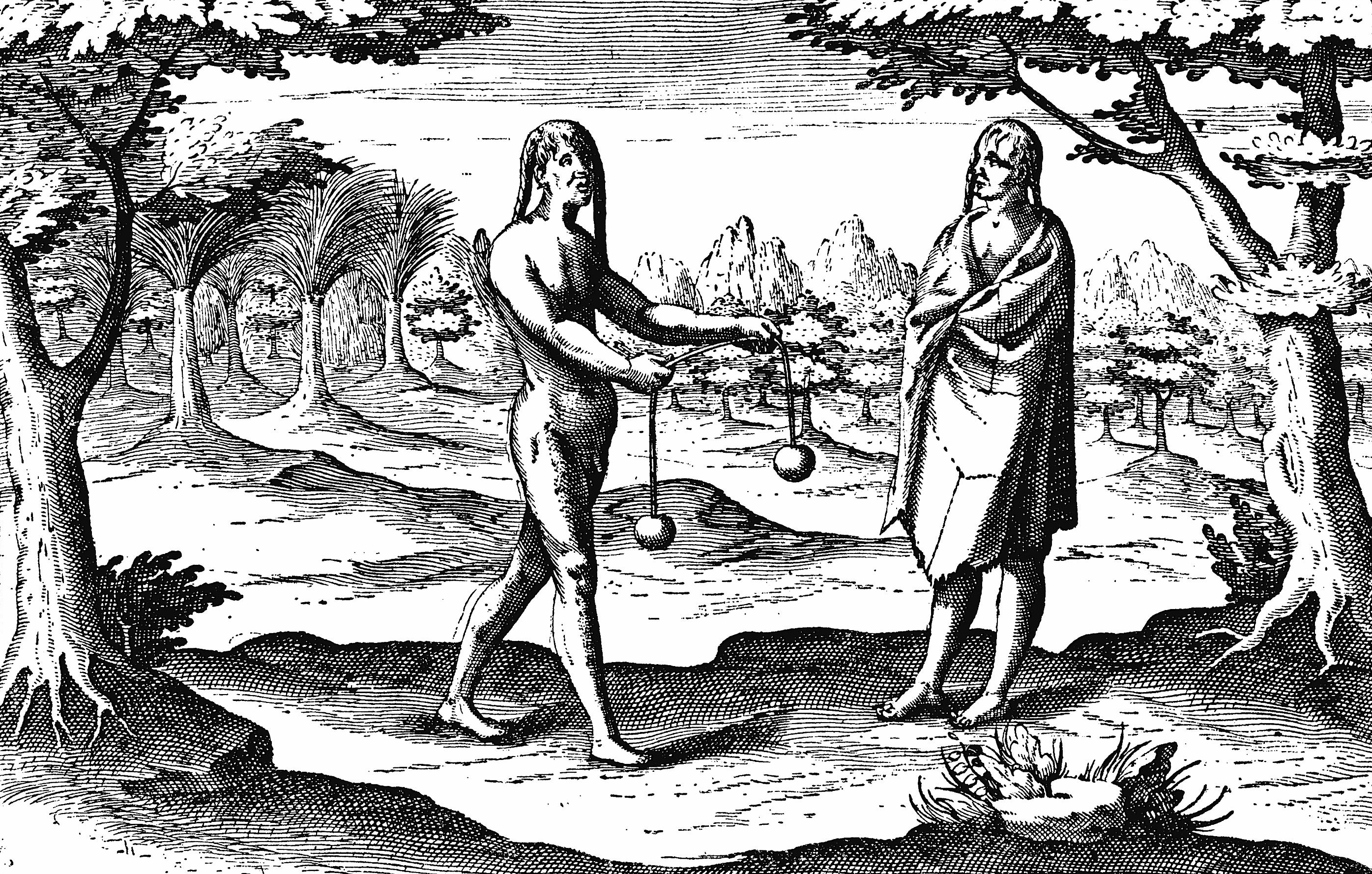
Charrúa am Río de la Plata mit einer Bola, einer Jagdwaffe. Hendrick Ottsen: Iovrnael oft daghelijcx-register van de voyagie na Rio de Plata (1603, 1617). Ottsen hatte 1598 bis 1601 Südamerika bereist.

Jagd und Fischerei dienen bei einigen Stämmen noch heute dem Lebensunterhalt, doch ist der kommerzielle Fang nur eingeschränkt möglich. Viele Fischbestände sind rückläufig und die Regierungen neigen dazu, den kommerziellen Fischfang zu bevorzugen, der den Indianern häufig verboten ist. Lediglich in Alaska hat die Subsistenzversorgung für Indigene einen Vorrang gegenüber der marktwirtschaftlichen Verwertung. Im Norden steckt die Holzindustrie in einer Krise, da große Mengen überschüssigen Holzes durch die katastrophalen Verluste, die der Bergkiefernkäfer anrichtet, auf den Markt drängen. In Südamerika werden für Biodiesel erhebliche Waldbestände vernichtet, so dass etwa Guarani in Paraguay zwangsweise umgesiedelt wurden. Steil ansteigende Rohstoffpreise von 2006 bis 2008 schürten vorhandene Konflikte, und so wuchs der Druck auf die Stämme, Abbaugenehmigungen zu erteilen. Die natürliche Umgebung ist aber Voraussetzung für den Erhalt der kulturellen Vielfalt, die die indianischen Kulturen kennzeichnet.
Über Selbstverwaltung und Tourismus entstehen in zahlreichen Parks, die in den letzten Jahrzehnten ausgewiesen wurden, für viele Reservatsbewohner Arbeitsplätze, die weder die natürlichen Ressourcen im bisherigen Ausmaß zerstören noch von staatlicher Wohlfahrt abhängig halten.
Neben den traditionellen Wirtschaftsweisen, der Überlassung von Land an Rohstoff- und Energieunternehmen und der Tatsache, dass die Indianer versuchen, ihre ländliche Wirtschaftsbasis durch Holzeinschlag, Gewinnung von Wasserkraft, Wind- und Sonnenenergie, Rohstoffabbau, Tourismus, Kunsthandwerk und Landwirtschaft zu nutzen, wachsen zwei Bereiche in Nordamerika besonders schnell: Glücksspiel und Wirtschaftskontakte mit anderen indigenen Völkern.
In Meso- und Südamerika ist die Landwirtschaft, die dort ihre historischen Wurzeln hat, viel stärker in indianischen Händen als im Norden. „Indio“ ist in vielen Gegenden geradezu zum Synonym für Campesino, Landbewohner, geworden, wobei die Subsistenzwirtschaft vielfach überwiegt. Doch ist die Produktpalette eine andere als außerhalb der indianischen Ballungsgebiete. Tausende von Kartoffelsorten repräsentieren beispielsweise beinahe die gesamte Sortenvielfalt der Welt. Vom Mate-Tee reicht das Spektrum der Exportwaren über den Kaffee bis zu Coca und Mohnprodukten, die auf verschiedensten Wegen den illegalen Weltmarkt erreichen. Demgegenüber steht die erhebliche Migration der ländlichen Bevölkerung Süd- und Mittelamerikas in Richtung USA.

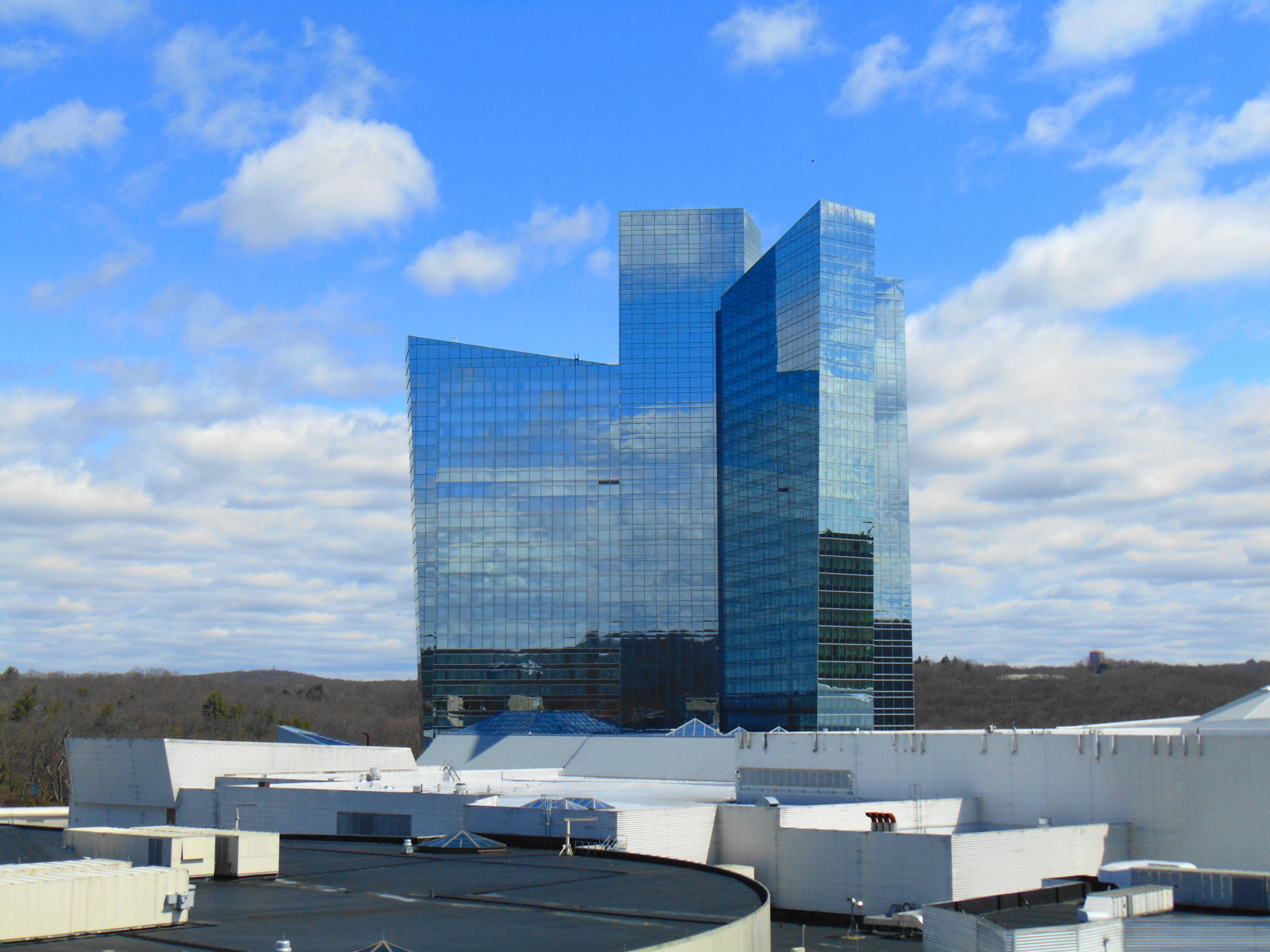
Das Mohegan Sun, das Kasino, das von den Mohegan betrieben wird

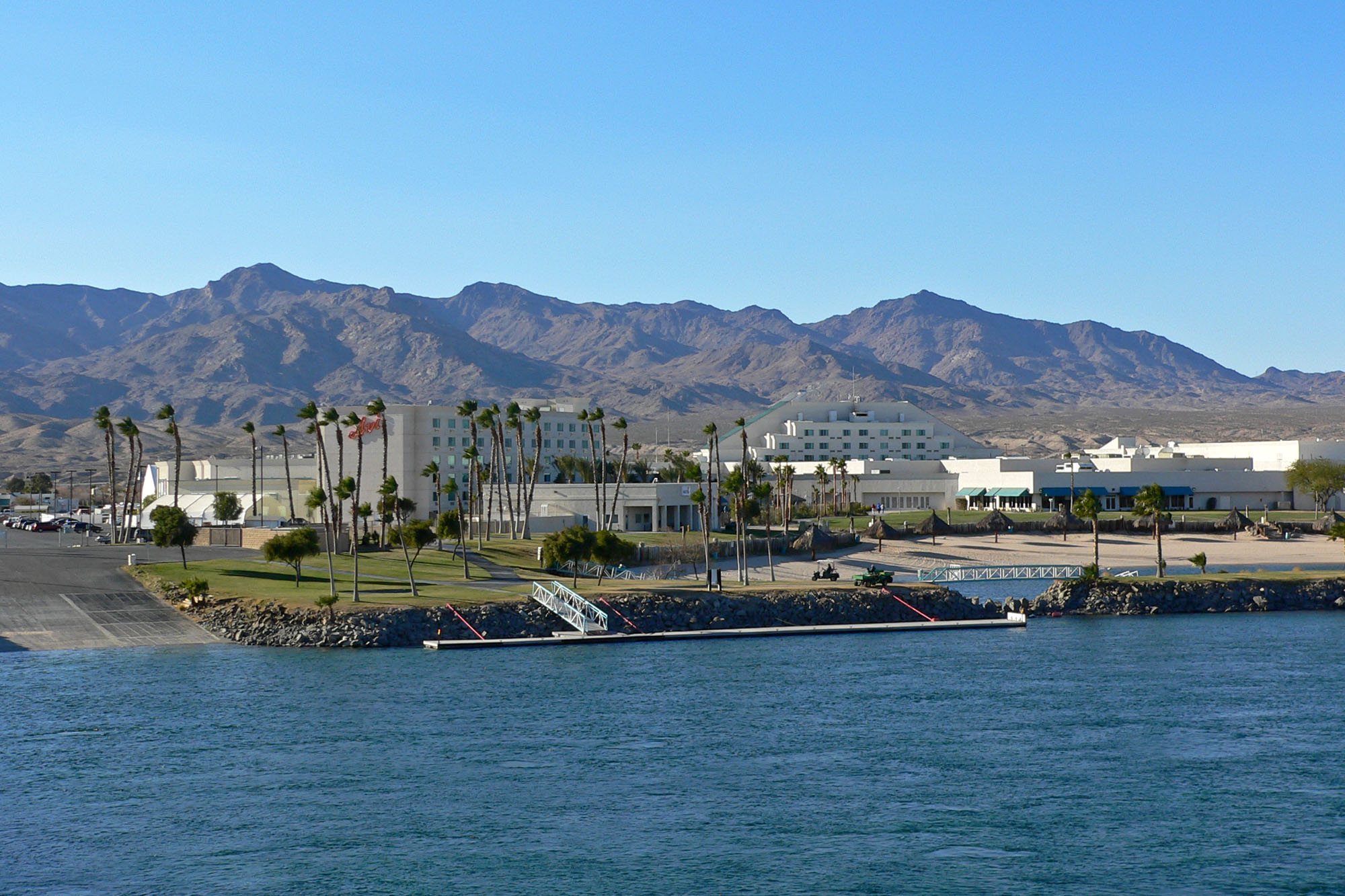
Avi Resort and Casino in Nevada

Von den USA seit 1979 ausgehend spielen Kasinos eine zunehmende Rolle, die sich immer mehr zu touristischen und Entertainment-Unternehmen entwickeln. Während es in Kanada 2008 nur 17 Kasinos gab, existierten in den USA über 400 sogenannte Indianerkasinos in 27 Bundesstaaten. Davon befinden sich allein 54 in Kalifornien, 73 in Oklahoma, wo ein deutlicher Siedlungsschwerpunkt der US-Indianer liegt, weitere 115 befinden sich in den nördlichsten Bundesstaaten entlang der kanadischen Grenze. Insgesamt beschäftigen die nordamerikanischen Kasinos rund eine halbe Million Menschen und setzten 2005 rund 20 Milliarden Dollar um, das zum großen Teil den indianischen Eigentümern zugutekommt.

## Medien
In Kanada und den USA bieten Fernseh- und Radiostationen Sendezeiten in den lokalen Indianersprachen, besonders wichtig ist inzwischen allerdings das Internet geworden. Erste eigene Fernsehsender entstanden in den USA, wie die North West Indian News (NWIN) oder das Aboriginal Peoples Television Network. Seit Ende 2009 strahlt auch der erste Fernsehsender in Ecuador ein Programm aus, das in Quechua angeboten wird.

## Bildung

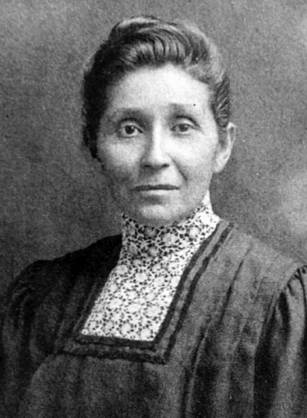
Susan La Flesche Picotte († 1915) war die erste Indianerin in den USA, die einen Doktorgrad (Dr. med.) erwarb.

Der Zugang zum Arbeitsmarkt hängt von der Art der Ausbildung, dem Zugang zu Bildung und der Erreichbarkeit der Arbeitsstätten ab. Die ländlich lebenden Indigenen stehen dabei erheblichen Problemen gegenüber. Nachdem die Internatssysteme in den englischsprachigen Staaten des Nordens seit den 1960er Jahren aufgelöst worden waren, übernahmen vielfach indianische Gruppen selbst die Schulen. Gerade für die oftmals sehr ländlichen Reservate ist die Anbindung an das Internet dabei inzwischen von großer Bedeutung.
Auffällig ist, dass der Anteil der Schüler, die einen höheren Bildungsabschluss erreichen, im Vergleich zur übrigen Bevölkerung erheblich niedriger ist. So erlangten nach einem Regierungsbericht Kanadas nur rund 27 % der 15- bis 44-Jährigen ein sogenanntes post-secondary certificate, diploma oder degree, ein Anteil, der ansonsten bei 46 % liegt. Dabei wird der Übergang zu höherer Bildung von bürokratischen Hürden, und vielfach von den großen Entfernungen bis zur Bildungsstätte behindert. In Lateinamerika ist die Situation der ländlichen Gegenden in dieser Hinsicht noch ungünstiger, zumal wenn sie, wie in den Anden, sehr isoliert sind. Zudem ist die Art der Ausbildung und Bildung, wie sie von den Städten ausgeht, nur bedingt auf ländliche oder gar indianisch-traditionelle Lebensweisen übertragbar. Hinzu kommt, dass die Bildungssprachen zugleich die Kolonialsprachen sind.
Für die universitäre Ausbildung sorgt in Kanada seit 2003 eine nationale First-Nations-Universität in Regina, in Saskatchewan. Daneben unterrichten zahlreiche Colleges verschiedene Aspekte der indigenen Kulturen, viele arbeiten mit Forschungsinstituten, Museen, Universitäten und privaten Unternehmen, vor allem im archäologischen Bereich zusammen.
Schon die einfachste Erfassung von Aussagen über Bildung, wie bei der Frage der Lesefähigkeit, bereitet enorme methodologische Probleme. Dennoch verkündete der bolivianische Präsident Evo Morales Ende 2008, in seinem Land hätten 820.000 Menschen binnen drei Jahren lesen gelernt. Damit sei die von der UNO vorgegebene Marke von mehr als 96 % Lesefähigkeit erreicht worden, und Bolivien damit frei von Analphabetismus.
Seit 1994 wird in Bolivien interkulturell und zweisprachig unterrichtet, Anfang 2007 erhielten rund 1,2 Millionen Schüler staatliche Hilfen. In Gesellschaften mit extrem unterschiedlichen kulturellen Gruppen erweist sich dabei die Zielvorstellung einer bloßen Alphabetisierung als zu einseitig an bereits in das weltwirtschaftliche Gefüge ausgerichteten Bedürfnissen orientiert. Die Diskussion um die kulturell angemessene und von den Gruppen selbst bestimmten Bildungswege, -mittel- und -inhalte steht auf staatlicher Ebene erst am Anfang.

## Museen, Bibliotheken, Archive
- Museum of Anthropology in Vancouver, Kanada
- Canadian Museum of Civilization in Gatineau, Kanada
- Royal Ontario Museum in Toronto, Kanada
- Smithsonian Institution in Washington, D.C., USA
- National Museum of the American Indian in New York, USA[85]
- Nationalmuseum für Anthropologie (Mexiko) in Mexiko-Stadt[86]
- Museo del Oro in Bogotá, Kolumbien
- Museo Nacional de Colombia in Bogotà
- Brasilianisches Nationalmuseum
- American Indian and Alaska Native Records in the National Archives[87]

## Sonstige Anmerkungen
1. ↑  Zu den bis 13.000 BP zurückreichenden Spuren auf den kalifornischen Kanalinseln vgl. Troy W. Davis, Jon M. Erlandson, Gerrit L. Fenenga, Keith Hamm: Chipped Stone Crescents and the Antiquity of Maritime Settlement on San Nicolas Island, Alta California. In: California Archaeology 2,2 (Dezember 2010), S. 185–202, hier S. 186.
2. ↑  Jeder von uns „comes from a people who has also had the experience of facing the forces of colonization by outsiders and has been subjected to attempts at physical and cultural genocide. Each knows the pressure to assimilate to other cultural patterns, and the pain of loss that has been handed down across the generations of people since contact … So it is that coming from such diverse cultures, we can join together to say, we are one.“ (Gail Tremblay bei einer Ausstellung zur Gegenwartskunst, We Are Many, We Are One, hrsg. v. Jaune Quick-to-SeeSmith, 1997.)
3. ↑  Eine Liste der anerkannten Stämme nach Bundesstaaten bietet Federal and State Recognized Tribes (Memento des Originals vom 5. Mai 2021 im Internet Archive)  Info: Der Archivlink wurde automatisch eingesetzt und noch nicht geprüft. Bitte prüfe Original- und Archivlink gemäß Anleitung und entferne dann diesen Hinweis., Stand: Februar 2015.
4. ↑  Eine Liste findet sich hier: U.S. Federally Non-Recognized Indian Tribes – Index by State.
5. ↑  Vgl. Liste der in Kanada anerkannten Indianerstämme.
6. ↑  Die offizielle Liste der US-Reservate ohne Alaska, dazu Stammeslisten und eine Karte, findet sich hier, die Liste der Ureinwohner Alaskas hier.
7. ↑  Fußabdrücke aus der Zeit zwischen 21.000 und 19.000 v. Chr. im White Sands National Park von New Mexico, die unmittelbar in dieselbe Schicht gehören, wie datierbare organische Materialien, legen eine erheblich frühere Besiedlung nahe (Maya Wei-Haas: Stunning footprints push back human arrival in Americas by thousands of years, in: National Geographic, 23. September 2021).
8. ↑  Nicht in dieses Muster passen die Datierungen der Funde im chilenischen Monte Verde auf ca. 13.800 v. Chr. Diese Datierung ist jedoch methodisch stark umstritten.
9. ↑  2008 stellte ein Forscherteam fest, dass Teosinte im zentralen Tal des Río Balsas im Süden Mexikos die Ausgangssorte darstellt. Im dortigen Xihuatoxtla shelter fanden sich 8.700 Jahre alte Spuren von Teosinte und Kürbis (möglicherweise Cucurbita argyrosperma), dazu entsprechende Werkzeuge. Vgl. Dolores R. Piperno, Anthony J. Ranere, Irene Holst, Jose Iriarte und Ruth Dickau: Starch grain and phytolith evidence for early ninth millennium B.P. maize from the Central Balsas River Valley, Mexico, in: Proceedings of the National Academy of Sciences, hrsg. v. Jeremy A. Sabloff, University of Pennsylvania Museum of Archaeology and Anthropology, Philadelphia 2009.
10. ↑  Dazu ausführlich: George Weber: Los Toldos sites (Santa Cruz, Argentina) (Memento vom 20. Januar 2013 im Internet Archive)
11. ↑  Allgemein zur Besiedlung Südamerikas: Poblamiento Prehistórico de América y de Patagonia
12. ↑  Zur umfassenden Traumatisierung und zu Heilungsansätzen vgl. Cynthia C. Wesley-Esquimaux und Magdalena Smolewski: Historic Trauma and Aboriginal Healing, The Aboriginal Healing Foundation Research Series 2004, ISBN 0-9733976-9-1.
13. ↑  Ein angeblicher Versuch mittels Verteilung pockeninfizierter Decken ist immer wieder Gegenstand vor allem außerwissenschaftlicher Diskussion. Hierzu äußerten sich etwa Thomas Brown: Did the U.S. Army Distribute Smallpox Blankets to Indians? Fabrication and Falsification in Ward Churchill’s Genocide Rhetoric, in: plagiary 1/9 (2006) 1-30 oder [Guenter Lewy: Were American Indians the Victims of Genocide?, History News Network, 22. November 2004]. Vgl. auch Peter d'Errico: Jeffrey Amherst and Smallpox Blankets, University of Massachusetts 2007
14. ↑  2010 reiste er nach Brasilien, um sich gegen die Umsiedlung von 12.000 Bewohnern und die Zerstörung ihrer Kultur einzusetzen. James Cameron, in real life, fights to save indigenous groups from massive dam construction in Brazil , in: Mongabay, 1. April 2010 und Tribes of Amazon Find an Ally Out of ‘Avatar’, in: New York Times, 10. April 2010
15. ↑  Nicht umsonst betitelte John Eliot 1666 seine Indianische Grammatik mit dem Titel: The Indian grammar begun: or an Essay to bring the Indian Language into Rules, For the help of such desires as to Learn the same, for the Furtherance of the Gospel among them, Cambridge 1666. Vgl. Abb. (Memento vom 13. Mai 2008 im Internet Archive) (Archive.org, 13. Mai 2008).
16. ↑  Eine der umfangreichsten Sammlungen von Lehrmaterialien bietet FirstVoices (Memento des Originals vom 3. Oktober 2015 im Internet Archive)  Info: Der Archivlink wurde automatisch eingesetzt und noch nicht geprüft. Bitte prüfe Original- und Archivlink gemäß Anleitung und entferne dann diesen Hinweis..
17. ↑  Einen Eindruck von über 800 Sprachen vermittelt Native Languages of the Americas: Preserving and promoting American Indian languages
18. ↑  Zur anglokanadischen Literatur: Daniel David Moses/Terry Goldie: An Anthology of Canadian Native Literature in English, Oxford University Press 1992. Eher für wissenschaftliche Bedürfnisse konzipiert: Penny Petrone: First People First Voices, University of Toronto Press 1984, ISBN 978-0-8020-6562-9. Übergreifend: American Indian Literature: an Anthology, hrsg. v. Alan R. Vellie, University of Oklahoma Press 1991. Blue Dawn, Red Earth: New Native American Storytellers, hrsg. v. Clifford Trafzer, New York 1996. Darüber hinaus bietet die Internet Public Library eine eigene Abteilung Native American Authors (Memento vom 6. März 2009 im Internet Archive).
19. ↑  Der Codex lässt sich als Förstemann- bzw. Kingsboroughversion von hier herunterladen.
20. ↑  Es liegt in der Biblioteca Nacional in Madrid. Zum Manuskript: Sabine Dedenbach-Salazar Sáenz: Indianische Quechua-Überlieferungen aus der Kolonialzeit zwischen Mündlichkeit und Schriftlichkeit. Habilitation, Universität Bonn, 2003. urn:nbn:de:hbz:5-02538, Shaker Verlag: Aachen 2003 (CD-ROM), ISBN 3-8322-2154-9.
21. ↑  Eine englische Übersetzung liefert Clements Markham. Deutsch erschienen unter Ollanta. Ein Inka-Schauspiel Edition Viktoria 2007, ISBN 978-3-902591-00-5
22. ↑  Die Fünf waren James Auchiah (1906–1974), Spencer Asah (1905–1954), Jack Hokeah (1902–1969), Stephen Mopope (1898–1974) und Monroe Tsatoke (1904–1937).
23. ↑  Dies und das Folgende nach der Encyclopedia of Music in Canada (Memento vom 14. Januar 2009 im Internet Archive), Abschnitte First Nations Research, 1900–1980 und 1980–1990.
24. ↑  Ein Beispiel für die Musik und den Tanz sowie die Sprache der Mi'kmaq (Sprecher: Joel Denny).
25. ↑  Ein Beispiel für die Musik und den Gesang der Cree, August 2008.
26. ↑  2004 stellte das Princeton University Museum eine Website (Memento vom 20. April 2015 im Internet Archive) zur Verfügung, die es erlaubt, einzelne Instrumente anzuhören (Adobe Flash erforderlich)
27. ↑  Musikbeispiele aus ganz Amerika liefert die Website des Smithsonian Institution, Smithsonian Global Sound From the Andes to the Arctic. Explore American Indian Heritage through Music (Memento vom 27. August 2009 im Internet Archive)
28. ↑  Die Seite des Justizministeriums findet sich hier: Legislação Indigenista Brasileira e Normas Correlatas. Eine Karte der Indianergebiete findet sich hier (Memento vom 18. April 2009 im Internet Archive) (PDF; 6,4 MB).
29. ↑  Die Website findet sich in fünf Sprachen, nämlich auf Spanisch (Memento vom 12. Juli 2007 im Internet Archive), auf Englisch (Memento vom 13. Juli 2007 im Internet Archive), auf Portugiesisch (Memento vom 12. Juli 2007 im Internet Archive), Französisch (Memento vom 13. August 2008 im Internet Archive) und entsteht gerade auf Niederländisch (Memento vom 30. März 2010 im Internet Archive).
30. ↑  So kam es etwa um den Hummerfang der Burnt Church First Nation im Osten Kanadas zu einem zweijährigen Konflikt.
31. ↑  In Québec, in Neuschottland und auf Prince Edward Island gibt es noch keines, in British Columbia eins, in Alberta zwei, Manitoba drei, in Saskatchewan sechs, in Ontario zwei und in Neubraunschweig drei (Stand: August 2008).
32. ↑  Listen dazu bieten Index of Native American Media Resources on the Internet oder Native Media